# Історія Новгородської області
Історія Новгородської області Російської Федерації налічує багато тисячоліть, від появи перших людей після сходження льодовика 10 тис. років тому, розселення фіно-угорських племен і переселення східних слов'ян на Східноєвропейську рівнину в VI-VII століттях. Історію області, як складової історії сучасної Росії можна поділити на 7 періодів: найдавнішу (до кінця IX століття)[⇨], добу скандинаво-слов'янської державності Київської Русі (до середини XII століття)[⇨], період феодальної роздробленості (до початку XVI століття)[⇨], підкорення Москвою (кінець XV століття — 1721)[⇨], імперську добу (1721—1917)[⇨], радянський період (1917—1991)[⇨] і сучасну історію (від 1991 року)[⇨].

## Археологія
Археологія території області тісно пов'язана з унікальними артефактами середньовічного слов'янського письма на теренах Руси — берестяними грамотами. Перша така грамота (№ 1) була віднайдена 26 липня 1951 року на Неревському розкопі у Великому Новгороді Новгородською археологічною експедицією під керівництвом Артемія Арциховського. Влітку 1956 року було знайдено ряд берестяних грамот (№ 199—210 і 331) з учнівськими вправами грамоті й дитячими малюнками хлопчика Онфима, що жив у Новгороді в XIII столітті. Усього за роки досліджень в Новгороді було знайдено понад 1000 таких грамот. Потужним поштовхом до розвитку археології на території Новгорода була поява великих вільних площ і пустирів після розбирання завалів руїн будівель в центрі міста в повоєнні часи. Результатом цих досліджень стали численні знахідки предметів давньоруського мистецтва і повсякденного побуту. 1966 року експедиція Інституту археології під керівництвом Олександра Медведєва бересту знайшла і в Старій Руссі.
Від 1962 року Новгородською археологічною експедицією керував історик і археолог Валентин Янін. 2000 року на Троїцькому розкопі в Новгороді була знайдена найдавніша книга Русі (кінець X століття) Новгородський кодекс, дослідженням якого займався академік Андрій Залізняк.

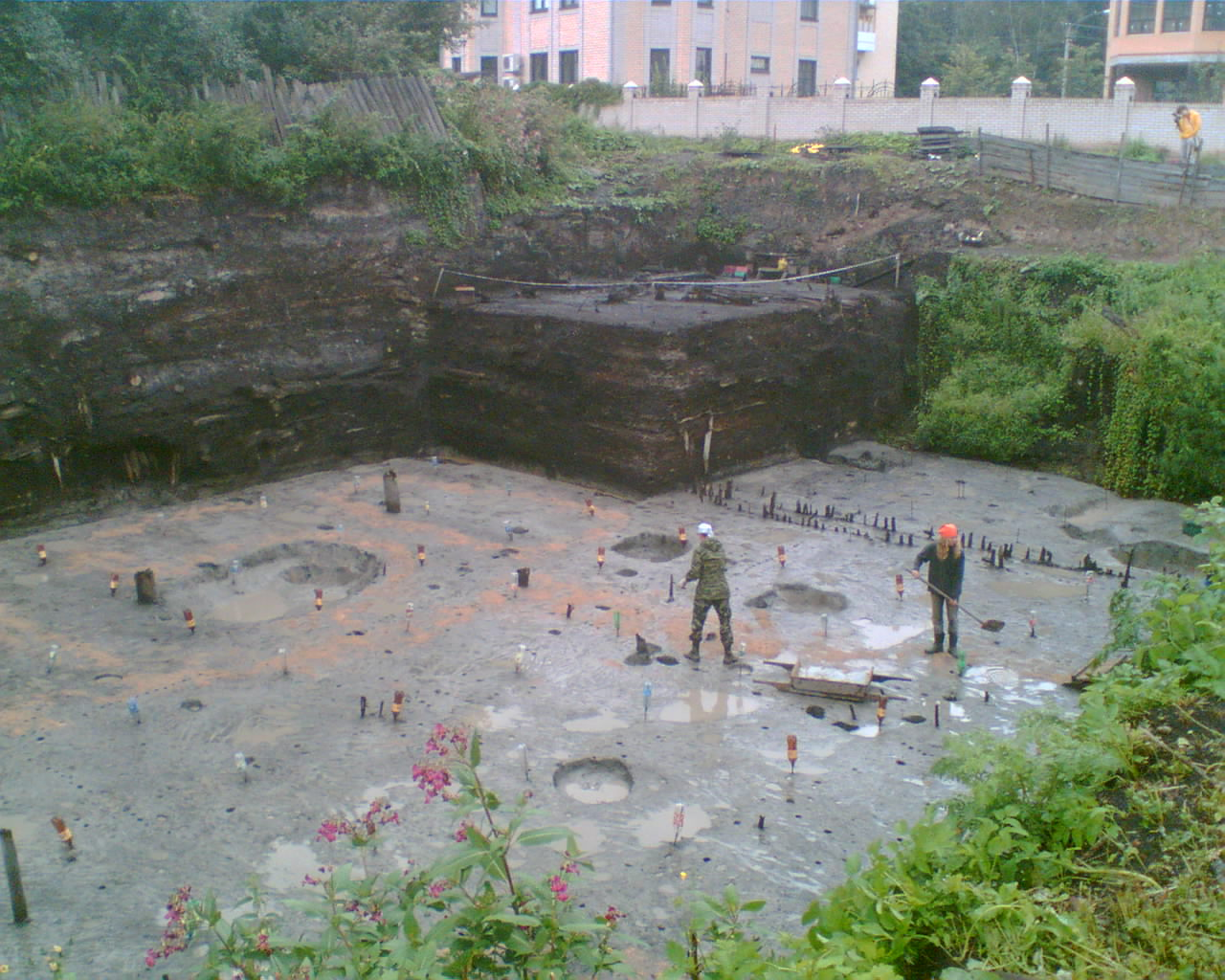
Троїцький розкоп
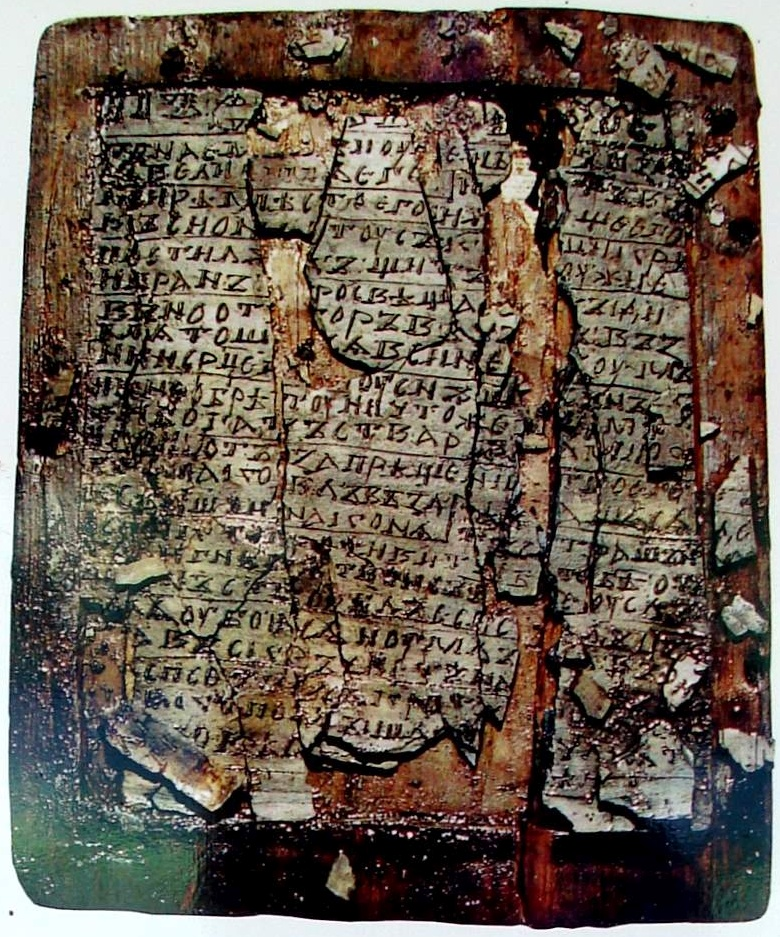
Новгородський кодекс
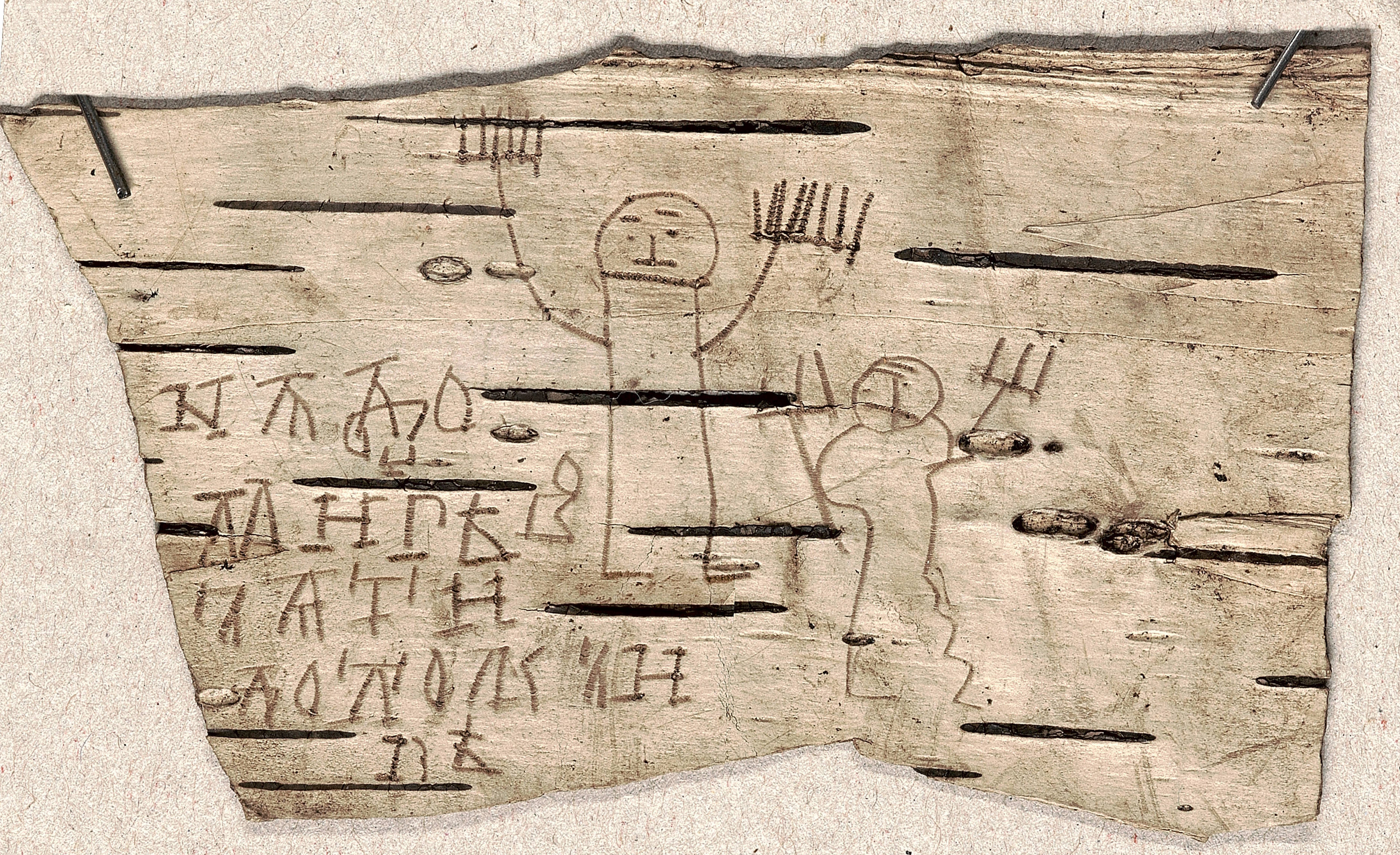
Берестяна грамота хлопчика Онфима
Пам'ятник Онфиму в Новгороді
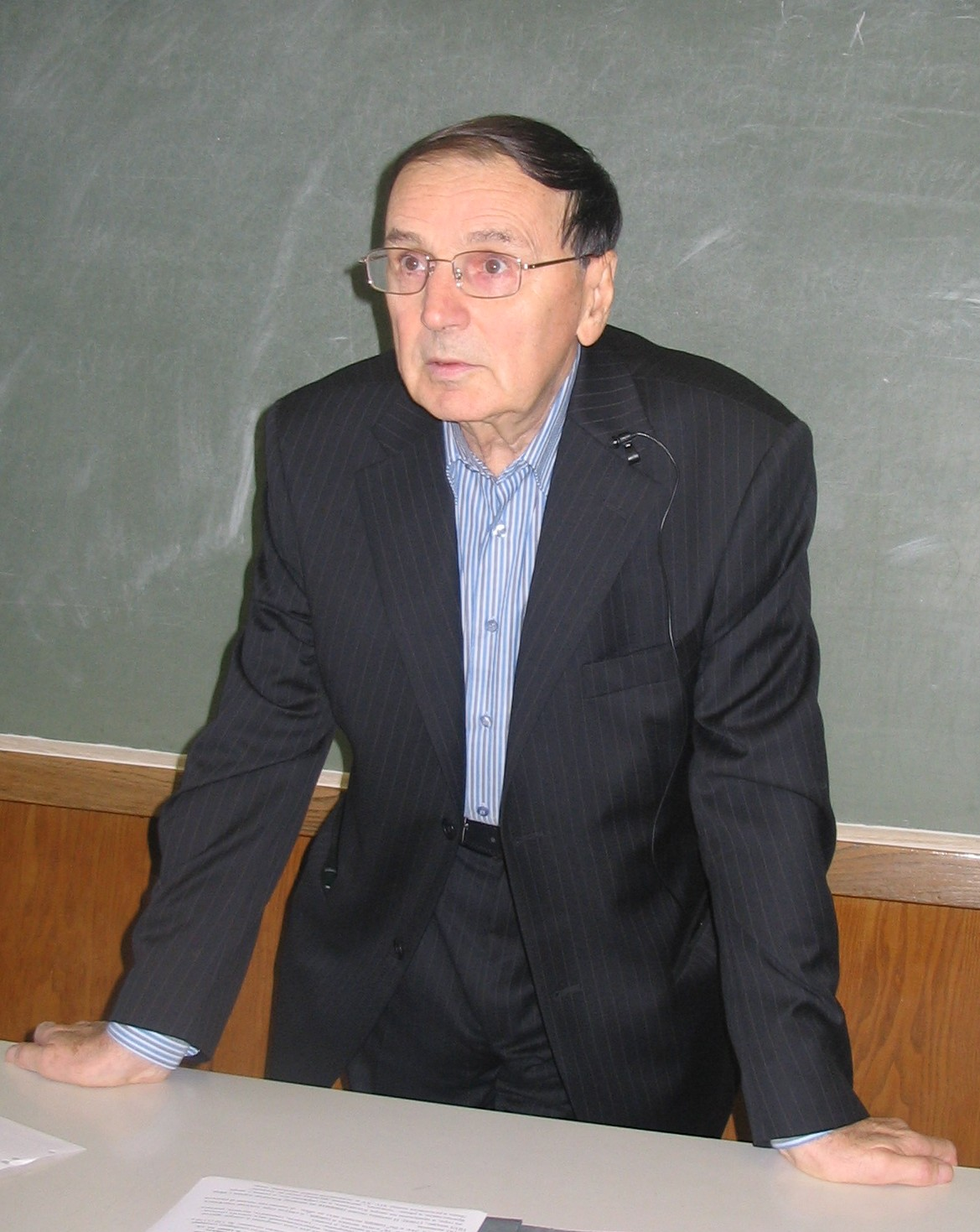
Андрій Анатолійович Залізняк

## Прадавня доба
Для Новгородської області не відомо археологічних пам'яток палеолітичної доби. Для мезоліту на території Валдайської височини відомі артефакти валдайської культури. Яка в добу неоліту розселяється півднем регіону, а нарвська культура поширюється на землі на захід від озера Ільмень. Пізніше територію сучасної Новгородської області населяли племена культури ямково-гребінчастої кераміки. В епоху енеоліту (рання бронза) південні терени регіону входили до ареалу волосовської культури, чиї представники розселялись басейнами Ками, верхньої Волги й Оки. До епохи середньої бронзи відносяться могильники фатьянівської культури. У пізню бронзу на початку залізної доби (перша половина I тисячоліття до н. е.) на території області панувала археологічна культура сітчастої кераміки. Споконвічним населенням новгородської землі були фіно-угорські племена, що залишили пам'ять про себе в гідронімії численних річок, струмків, озер та боліт. До доби Великого переселення народів відносяться артефакти ільменської та дяковської культур. VI-VII століттями датується поява слідів археологічної культури слов'янського кола, культури псковських довгих курганів (Зїзжже, Обриня), яка поступово відтісняє дяківців у озерно-лісовий край Валдайської височини. Приблизно до цього періоду відноситься нижній культурний шар городища в Усть-Волмі на Мсті, кургани і сопки.

## Середні віки

### Розселення слов'ян
Традиційно вважається, що у VI столітті на територію області прийшли племена кривичів, а у VIII столітті під час слов'янського заселення Східноєвропейської рівнини прийшло плем'я ільменських словен (культура новгородських сопок), ймовірно, з Південної Балтії (Північна Польща). Датський філолог з Луганщини Володимир Даль, досліджуючи місцеву топоніміку та лексику, припускав у своїй праці 1863 року їхнє південноруське походження (Коростень і річка Желонь в Україні і село Коростені на річці Шелонь на Новгородщині; Шумськ і Шимськ, відповідно; місцеві діалектизми: пончохи, почекаті, хороніті, ораті, чуті, ослін, черевіки). 
|  | Можна припустити, що ільменські слов'яни відокремилися від слов'ян дніпровських і принесли з собою на північ південну говірку. Оригінальний текст (рос.) Можно предположить, что ильменские славяне отделились от славян днепровских и принесли с собой на север южное наречье. |

 Одним з найдавніших слов'янських поселень Новгородської області став городок на Маяті, Земляне городище Старої Ладоги (~700 рік), а також городища Георгій і Сергіїв городок на річці Веряжі в Приільменськім Поозер'ї, Холопій Городок на Волхові та селище на річці Прость (VII століття). Розкопки селища на річці Прость виявили матеріали третьої чверті I тисячоліття, тобто найбільш ранні слов'янські старожитності у витоках Волхова, хронологічно більш ранні, ніж напластування в Старій Ладозі. Селище Прость було найбільшим неукріпленим поселенням раннього середньовіччя в Приільменні, можливо, було центром словенського Поозер'я.

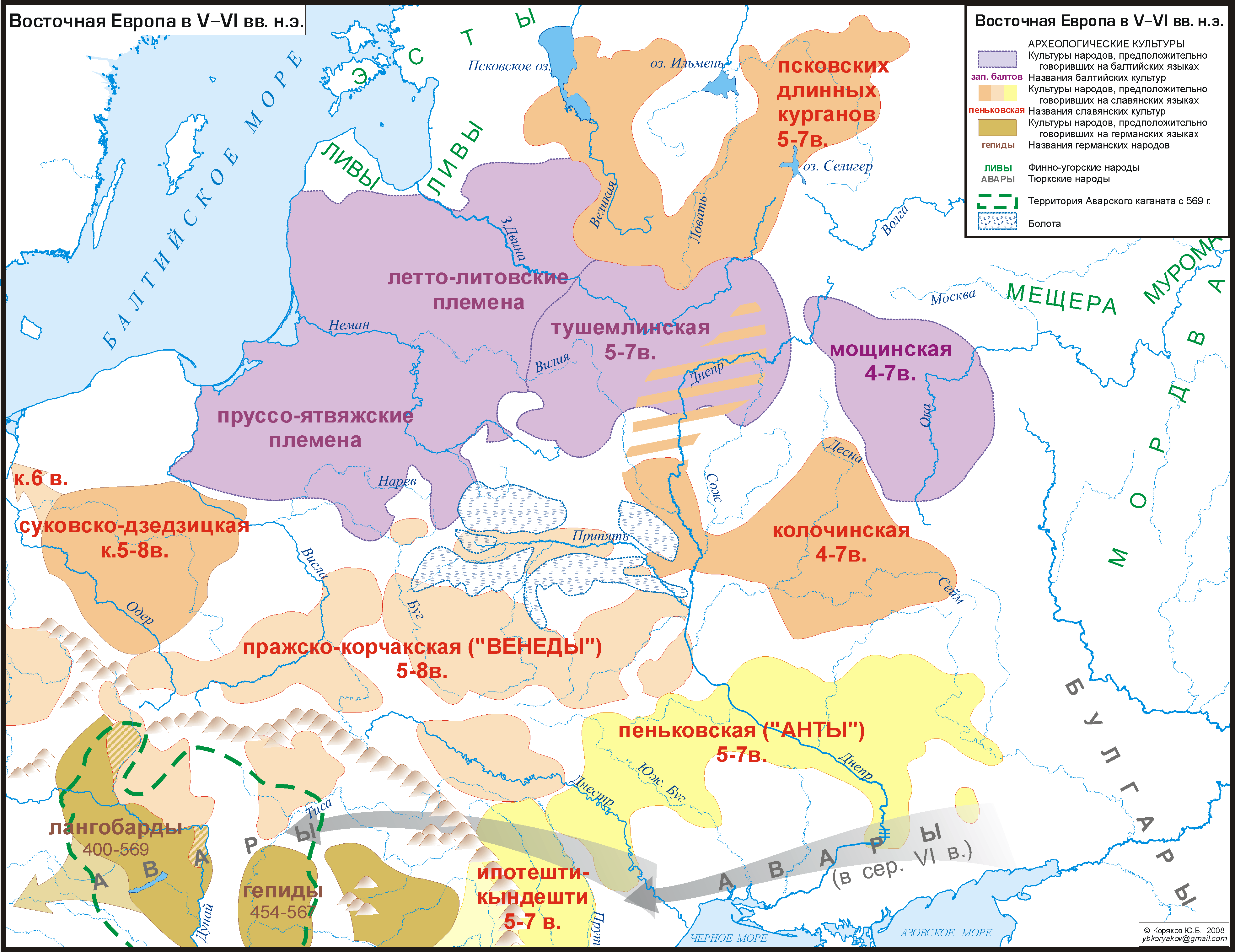
Археологічні культури V-VI століть
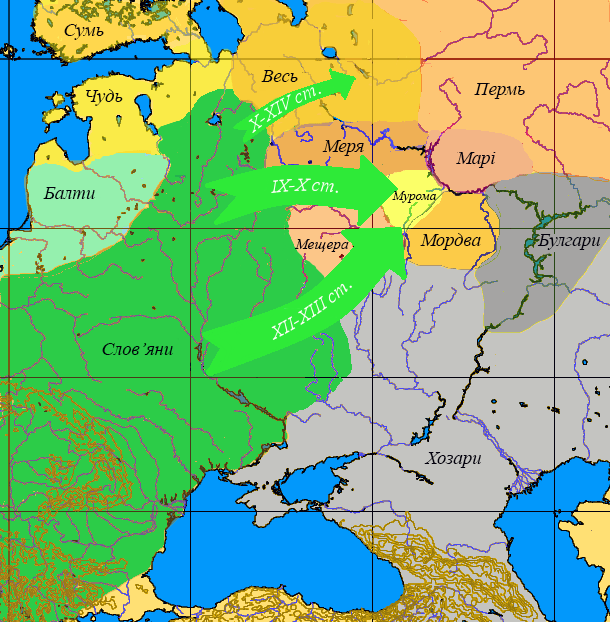
Міграції слов'ян на північний схід
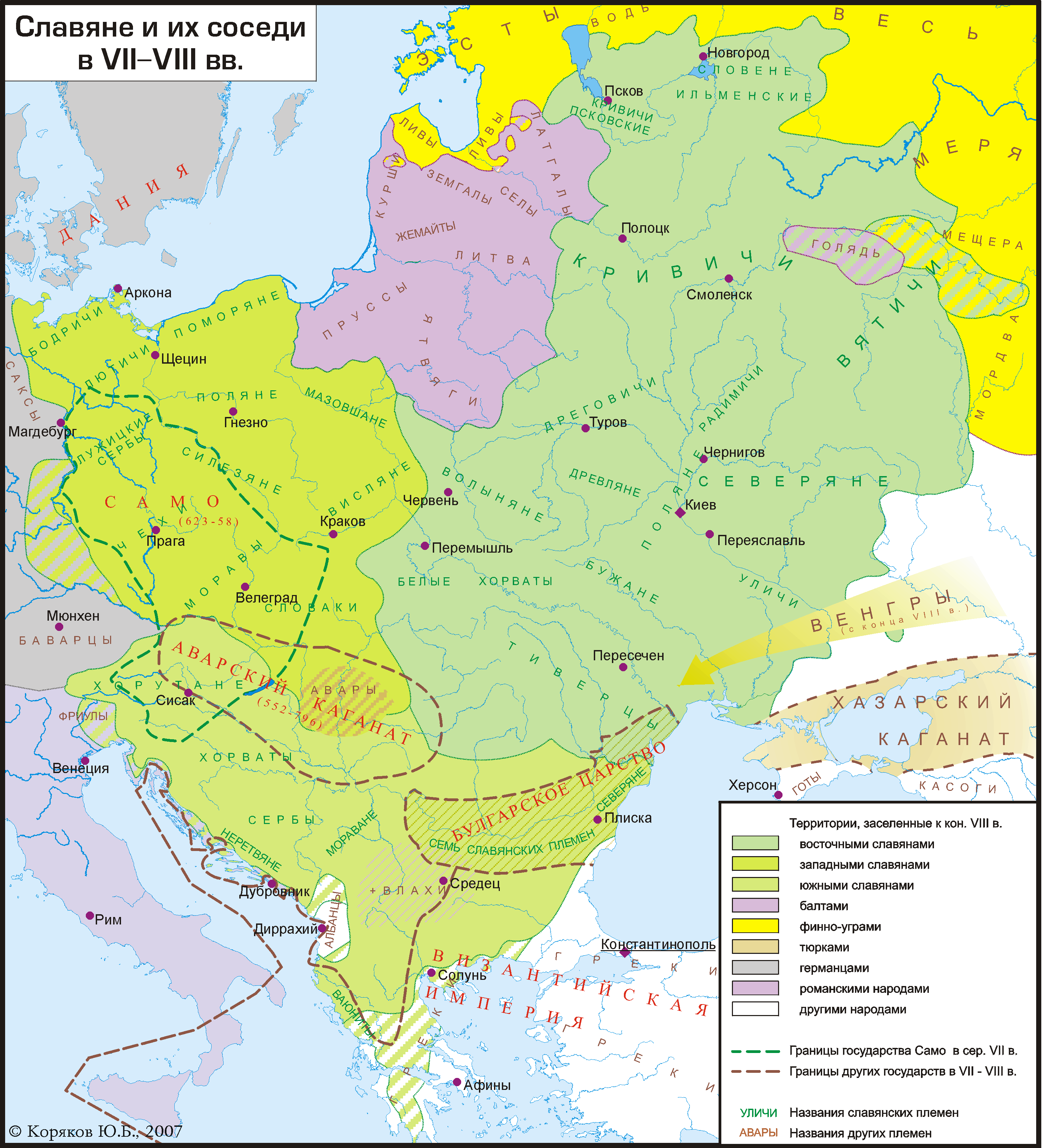
Розселення слов'ян, VII-VIII століття
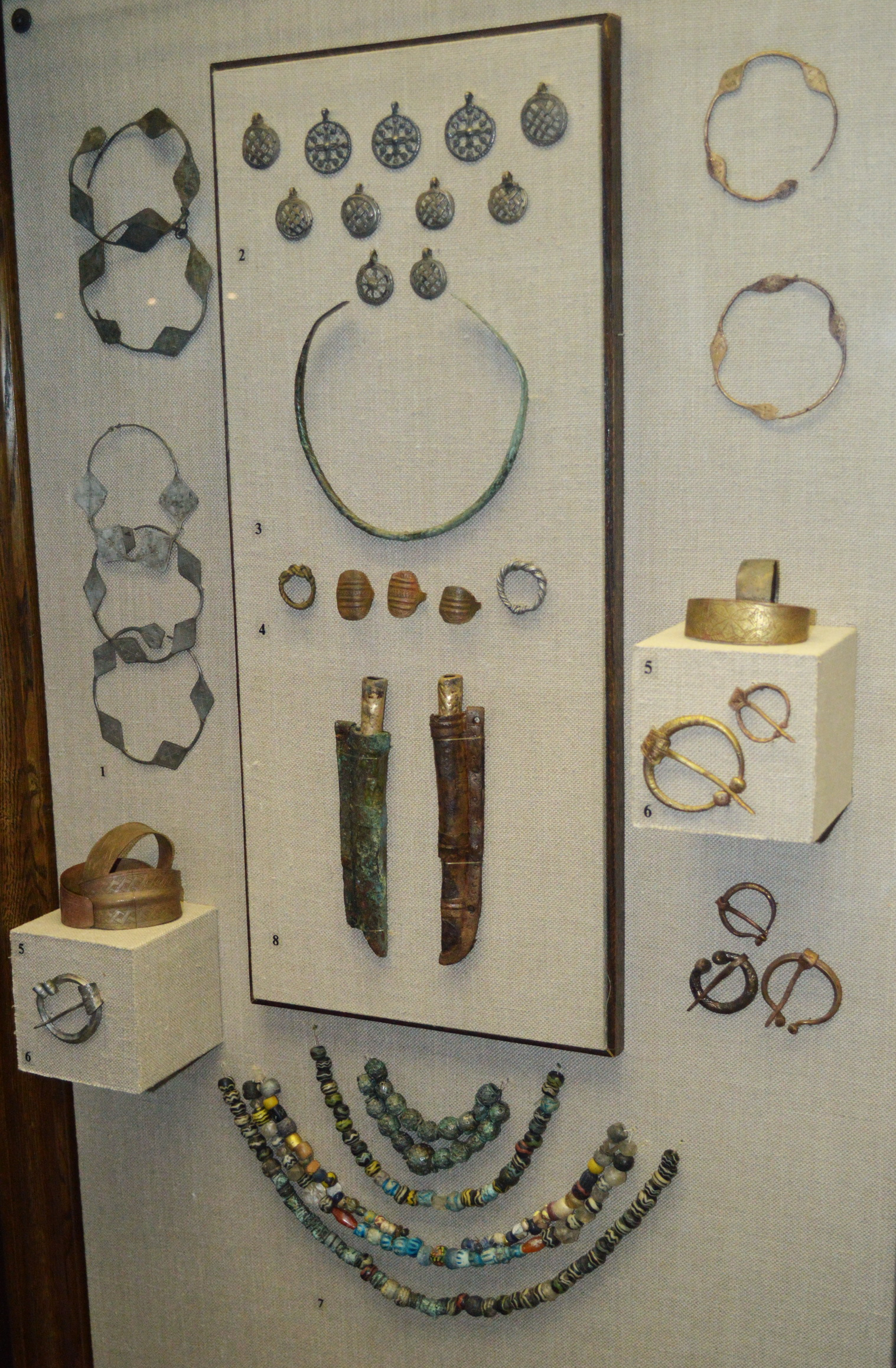
Прикраси ільменських словен, XI-XII століття

В арабських джерелах X століття Аль-Істахрі та Ібн-Хаукаля згадується топонім ас-Славія (араб. صلاوية), як один з трьох центрів русів поряд з Куябою і Артанією. Вважається, що мова йде про якесь «старе місто» ільменських словен, можливо легендарний Словенськ, в якому відбуваються події епічного літературного твору XVII століття «Сказ про Словена і Руса та місто Словенськ» (рос. Сказа́ніе ѡ҆ слове́нѣ и҆ рꙋ́сѣ и҆ гра́дѣ слове́нсцѣ), билини про Садка. Археологічно найбільш імовірно з ним можна ототожнювати Рюриково городище, або давнє поселення на місці майбутнього Славенського кінця міста Новгорода. Найдавніша писамна згадка про Новгород (дав.-гр. Νεμογαρδάς — Немогард) міститься в творі візантійського імператора Костянтина Багрянородного «Про управління імперією» під 949 роком. Новгород в скандинавських сагах називається Хольмгардом (давньоскан. Holmgård, Holmgarðr — «острівне місто») — столицею Гардарик. Ймовірно, мається на увазі якесь давнє поселення на східному березі Волхова. У німецькій «Слов'янській хроніці» Гельмольда XII століття Новгород прозиваний Острогардом (лат. Ostrogard).

### Руська держава
У першій половині 750-х років в низов'ях Волхова з'явилися поселення скандинавів, яких у 760—770 роках витіснили слов'яни. Одне зі значень скандинавської назви Великого Новгорода («Хольмгард») — «скупчення поселень, що їх затоплює під час повіні». Ймовірно, це був ланцюжок поселень від витоків Волхова (Перинь, Рюриково городище) до Холопова городка (навпроти Кречевиць, біля села Новомиколаївське). Скандинави були присутні вже серед перших засновників садиб Новгорода 930-950-х років. Розподіл скандинавських артефактів на території Новгорода свідчить про їхнє вільне розселення та престижні позиції соціальної топографії міста. У IX столітті біля витоків річки Волхов на околиці Славенського пагорба вже існувало поселення Рюриково городище. У цьому столітті Новгородська земля стає ядром зародження давньоруської (нормансько-слов'янської) держави.
За археологічними даними Новгород з'явився приблизно на початку X століття на місці більш ранніх поселень на місці майбутніх Неревського (меря), Славенського (Холм) і Людинського кінців. Офіційною версія дати виникнення міста вважається 859 рік, що ґрунтується на пізньому Ніконовському літописі XVI століття, де під роком 6367 від утворення світу наводиться запис про смерть новгородського старійшини Гостомисла. Автором офіційної дати заснування міста став історик Михайла Тихомиров, який виступив з доповіддю на науковій конференції в Новгороді напередодні 1959, що підводило деяке наукове підґрунтя до святкування ювілею — 1100-річчя Новгорода. Як показують археологічні дані та дендрохронологічні дослідження, найдавніші з досліджених дерев'яних вуличних настилів на території сучасного Новгорода датуються 930-ми роками. Радіовуглецевий аналіз спилів з дубових колод городні (тараси) на місці колишньої Пречистенської вежі Новгородського кремля та зразків зрубу попередника Великого мосту через Волхов, показав вік друга-третя чверть X століття. Культурного шару IX — початку X століть в Новгороді не було виявлено. Найдавніші стилі-писала в Новгороді знаходять в культурному шарі 953—989 років.

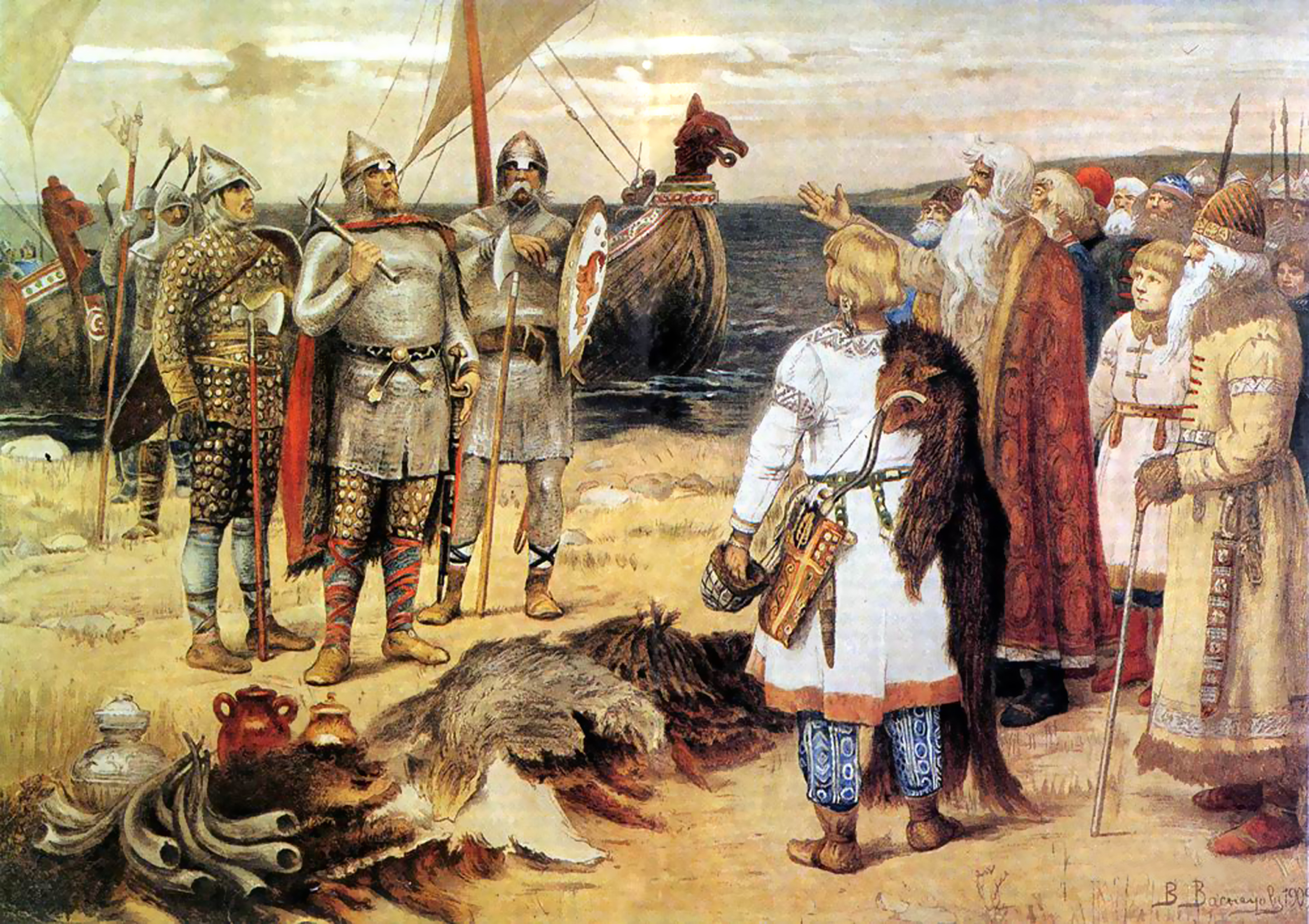
«Закликання варягів», Віктор Васнецов, 1913 рік
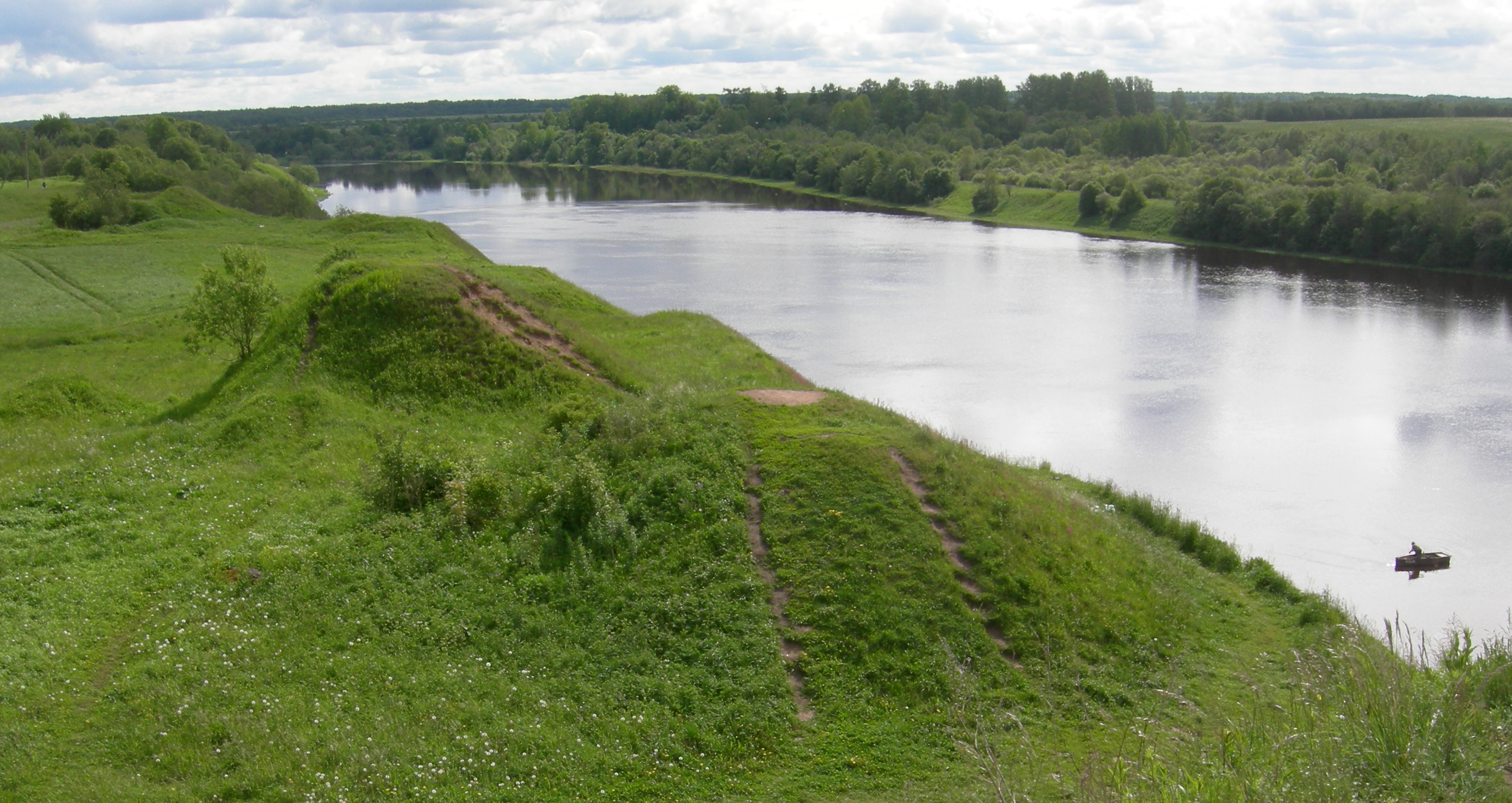
Кургани уздовж Волхова
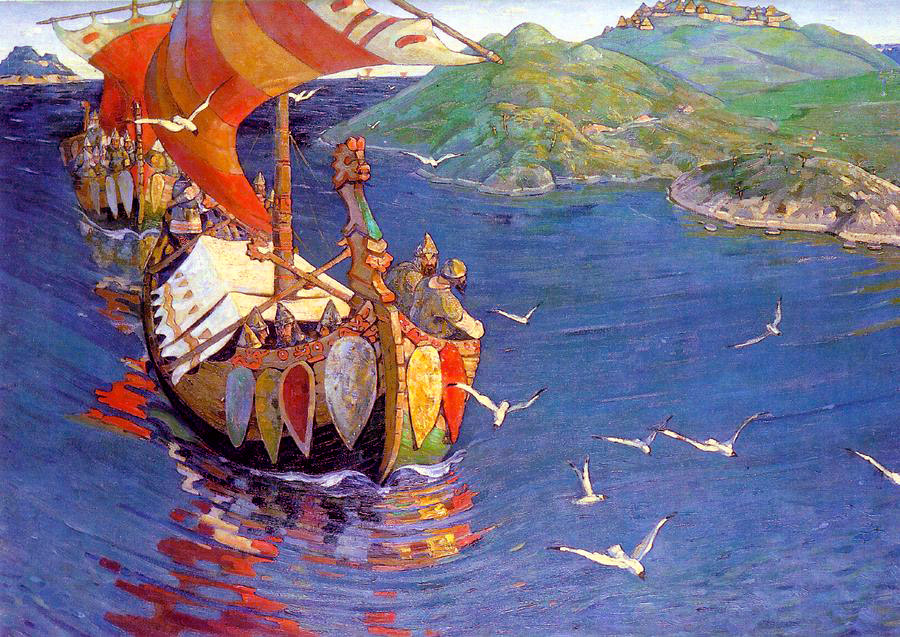
«Гості з-за моря», Микола Реріх, 1901 рік
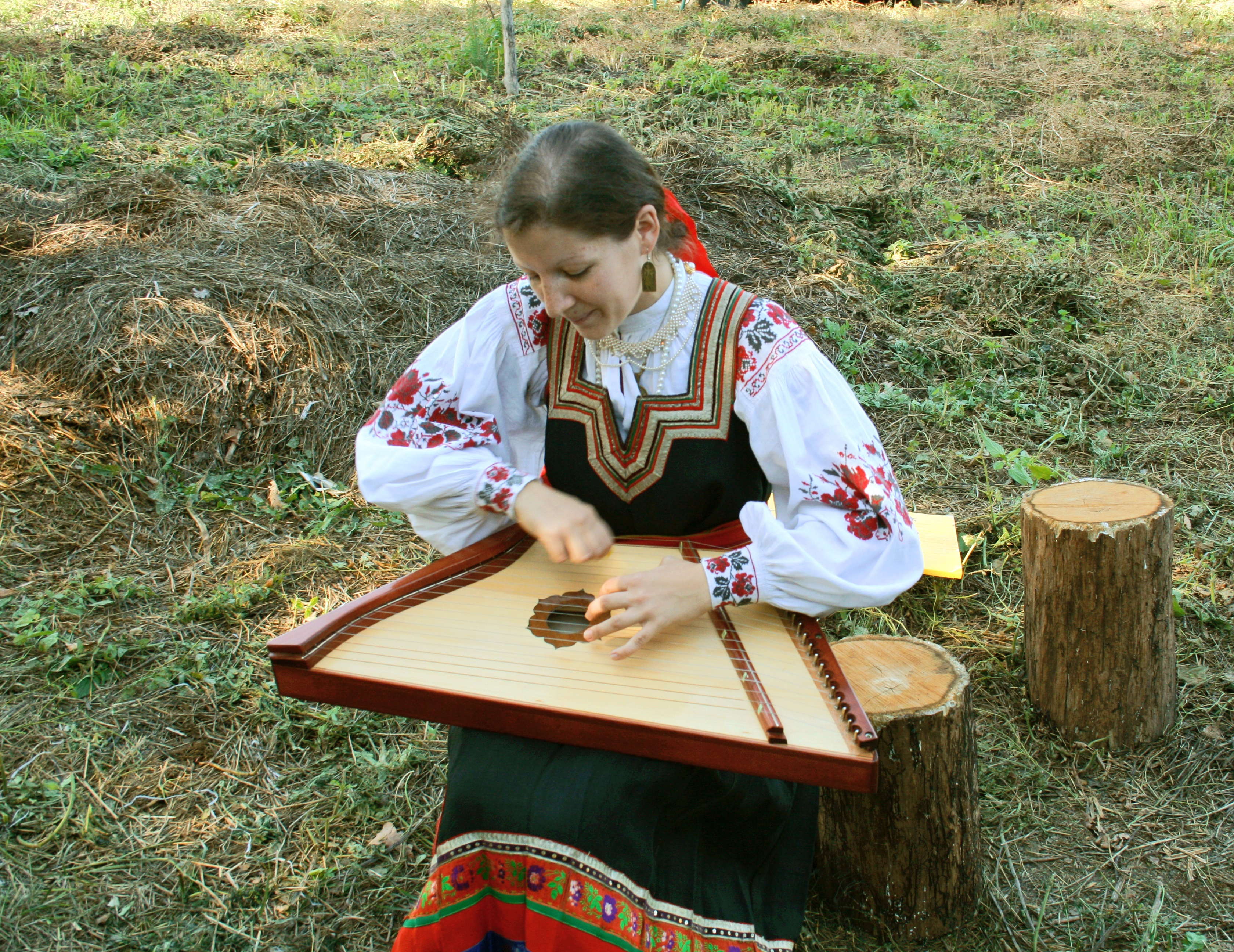
Гуслі — традиційний середньовічний музичний інструмент новгородців
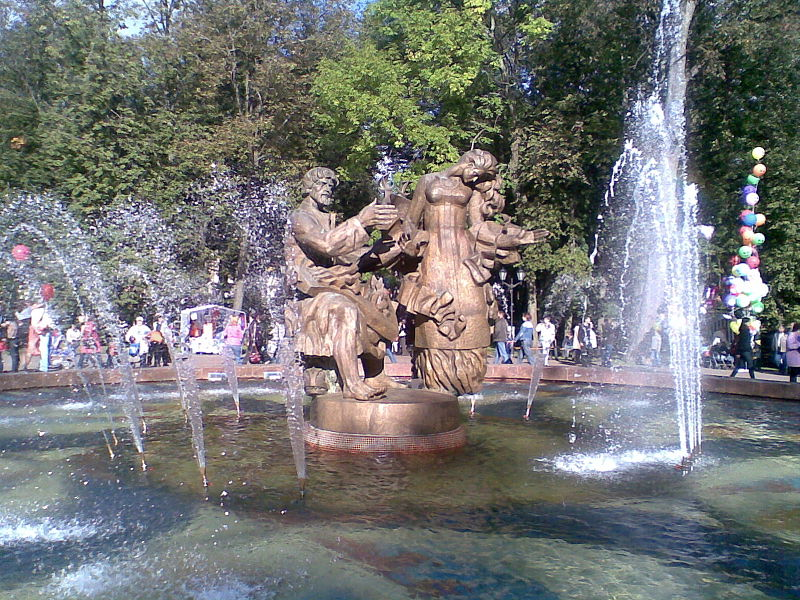
Новгородський фонтан «Садко і донечка морського царя»

Давньоруські літописи дають різні версії виникнення міста. За «Повістю временних літ» (Лаврентіївський список) місто існувало вже до часу приходу Рюрика 862 року і було засноване ільменськими словенами після переселення з Дунаю. За Іпатіївським літописом: 
|  | Словене же сиділи навколо Ільменю і називались своїм іменем, збудували місто і назвали його Новгород. Оригінальний текст (рос.) Словене же седоша около озера Илмера и прозвашася своим именем и сделаша город и нарекоша и Новгород. |

 Рюрик за цим списком спочатку княжив у Ладозі і лише після смерті братів «пришед к Ильмерю и сруби городе над Волховом и прозваша и Новгород», що суперечить іншому місту в цьому ж літописі про заснування міста словенами. Новгородський перший літопис молодшого ізводу згадує новгородців за часів легендарного київського князя Кия: 
|  | У часи Кия, Щека і Хоріва новгородський люд, що звались словенами, кривичами і мерею, кожен з яких жив у своїй волості й керував своїми родами. Оригінальний текст (рос.) Въ времена же Кыева и Щека и Хорива новгородстии людие, рекомии Словени, и Кривици и Меря: Словенѣ свою волость имѣли, а Кривици свою, а Мере свою; кождо своимъ родомъ владяше |

Територія сучасної Новгородської області згадується в давньоруських літописах під 862 роком як основна «п'ятина» слов'янського державного об'єднання Новгородська земля. На Волхові, поблизу його витоку з озера Ільмень закладається Рюрикове городище, яке стає княжою резиденцією перших руських правителів. 
|  | У літо 6370 вигнали варягів за море й не дали їм данини, почали самі над собою володарювати і не було серед них єдиного закону, повстав одни рід проти іншого й була міжусобиця, і почали між собою воювати. І мовили тоді собі: «Пошукаємо собі князя, щоб він володарював над нами і судив по закону». І поїхали за море до варягів, до русі. Ті варяги прозвались руссю, тоді як інші свеями, інші норманами та англами, а одні готами, — так і ці. Молвили руси, чудь, словени, кривичі та весь: «Земля наша велика і родюча, а порядку в ній нема. Приходьте княжити та володіти нами». Зібрались троє братів з родами своїми і взяли з собою всю русь і прийшли, став старший брат Рюрик в Новгороді, а Синеус на Білоозері, а Трувор в Ізборську. Від тих варягів прозвалася Руська земля. Новгородці ж варязького роду, а до того були словенського. Два роки по тому померли двоє братів, Синеус і Трувор. Владу всю обійяв Рюрик і почав роздавати людям своїм міста — тому Полоцьк, цьому Ростов, іншому Білоозеро. Варяги в цих містах прийшлі, а місцеве населення в Новгороді словени, Полоцьку — кривичі, Ростові — меря, Білооозері — весь, Муромі — мурома, і над усіма ними володарює Рюрик. І було в нього два дружинники, не родичі, але знатного роду, що відпрохалися до Царьграду з родами своїми. І попливли Дніпром, і коли пливли, то побачили на горі місто невеличке і спитали: «Чиє то містечко?» Їм відповіли: «Було три брати Кий, Щек і Хорив, що збудували його та згинули, а ми їхні нащадки сидимо тут і платвмо данину хозарам». Аскольд і Дір залишились в тому місті, зібравши навколо себе багато варягів, стали володіти землею полян. Рюрик князював собі в Новгороді. |

Згідно Никоновського літопису (XVI століття) вже 864 року новгородці підняли повстання проти варягів на чолі з Вадимом Хоробрим, яке було придушене. Незабаром князь Олег робить похід на південь проти кривичів, спускається Дніпром до Києва у володіння хозар. 882 року столиця руської держави переміщується до Києва, але за традицією старші сини київських князів правили в Новгороді (Володимир, Ярослав тощо). Від того моменту і по 1136 рік Новгородщина перебуває в складі Київської Русі. Так Великий Новгород, Гньоздово (Смоленськ) і Київ стали основними опорними пунктами норманів на річковому шляху «з варяг до греків» (Нева — Ладога — Волхов — Ільмень — Ловать — волоки — Дніпро), що був східною ділянкою загального циркумєвропейських водних військово-торговельних шляхів.
Особливістю Великого Новгорода є те, що він завжди був розділений річкою на дві частини — Торжище і Софійську сторону. У минулому цей поділ носив не тільки територіальний характер, але й соціальний, що відображалось на його історії. Суперництво жителів Торгової та Софійській сторін нерідко призводило до відкритих зіткнень на Великому мосту через річку. З часом Новгород перетворюється на центр Новгородської землі, де формується особливий давньоновгородський діалект. Вже X століття новгородці піднімають антиварязьке повстання. Цією добою датується давньоруське Малишівське городище поблизу селища Любитино. Радіовуглецевий аналіз спилів дубових колод в Городні, знайдених на місці колишньої Пречистенської вежі Новгородського дитинця, дає дати 951±27 і 918±41 роки. Залишки мостового переходу, що перетинав русло Волхова між Нікольським собором на Ярославовому дворищі і втраченим собором Бориса і Гліба в Новгородському дитинці за 170 м від Великого моста вище за течією Волхова, мають датування близько 957 року. Сосни і ялини, з яких була зрубана опора найдавнішого моста закінчили свій ріст в період 932—946 років.
У Новгородській окрузі найбільш ранні скарби куфічних монет в Приільменні та Поволхов'ї з'являються приблизно під 860 роком. У першій половині 870-х років відомі тільки два віднайдені скарби в Південному Приільменні, після чого скарби срібних дирхамів в басейні Ільменя і Волхова до середини Х століття фактично невідомі. Наприкінці цієї хронологічної лакуни під 940 роком в Новгороді з'являються (можливо відлиті на місці з олова) підробні куфічні монети і один невеликий цілий скарб литих підробок. У X—XI століттях серед міської забудови переважають п'ятистінні зруби, поставлені на підмуровок, з окремо прирубленними сіньми. Характер забудови і речові комплекси X століття свідчать про високий соціальний статус першопоселенців Новгорода. У місті діють ремеслені майстерні ткалів, гончарів, кожум'як, зброярів, велике торжище.
980 року князь Володимир намагається заснувати загальноруський культ Перуна, тому створює у Новгороді язичницьке капище Перинь. Але вже 988 року Новгородська земля піддається насильницькому хрещенню — «Добриня хрестив мечем, а Путята вогнем». 989 року в місті зводять перший християнський храм — дерев'яний собор святої Софії з 13 маківками, пізніше храм святих Якима й Анни. 992 року засновується єпископська кафедра — першим новгородським єпископом став Іоаким Корсунянин.
У Старій Руссі на П'ятницькому розкопі знайдені свідчення заселення цієї ділянки в IX столітті, а під час розкопок найвищої частини міста, обмеженої верхнім солоним озером, річкою Малашкою і глибоким яром на місці струмка, що витікав із соляних озер, і на його західному схилі найбільш ранні шари датуються межею X—XI століть. На Троїцькому розкопі у шарах середини XI століття на знайдених п'ятиструнних гуслях є кириличний напис «Словіша».

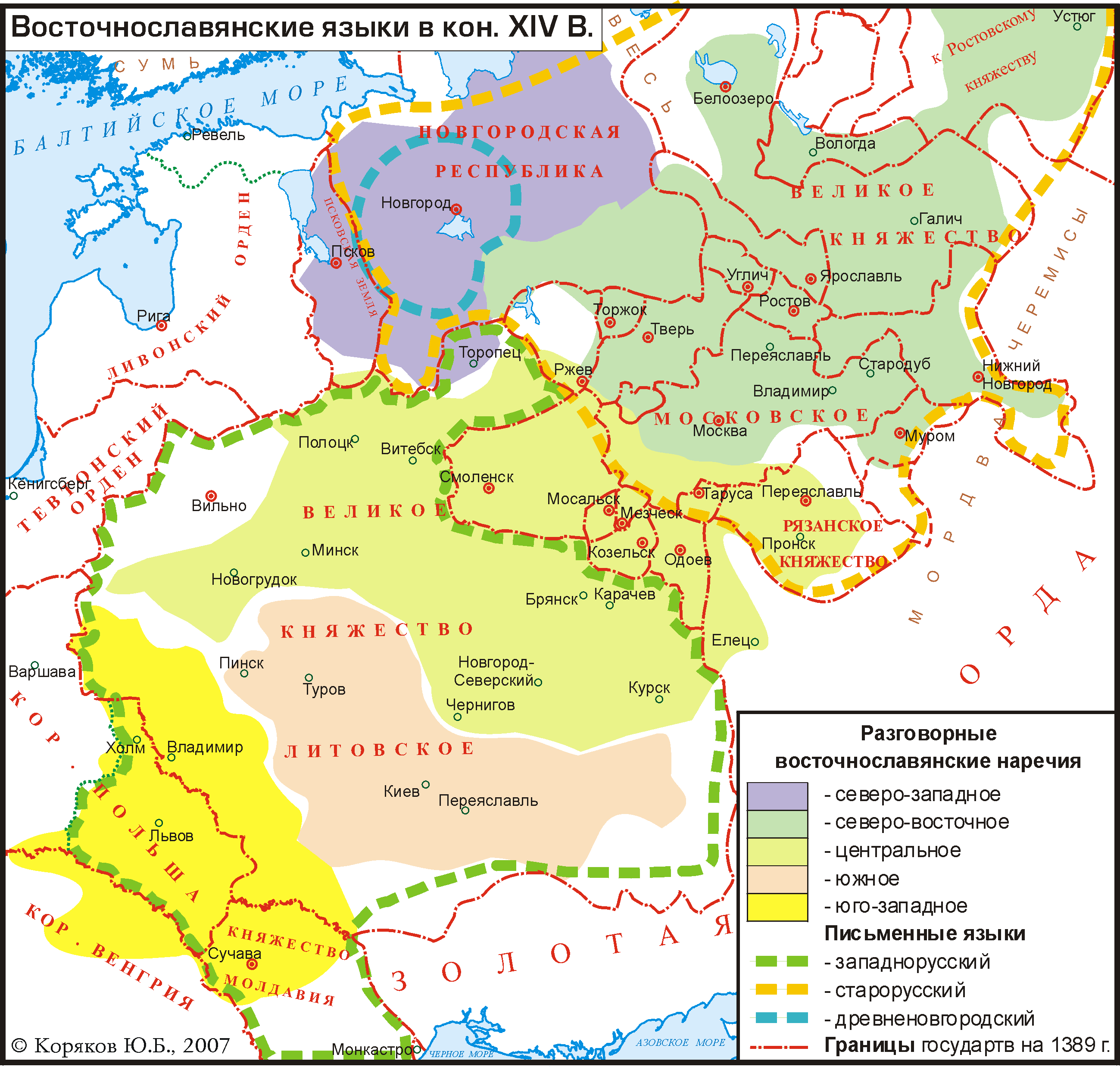
Формування діалектів давньоруської мови, XIV століття
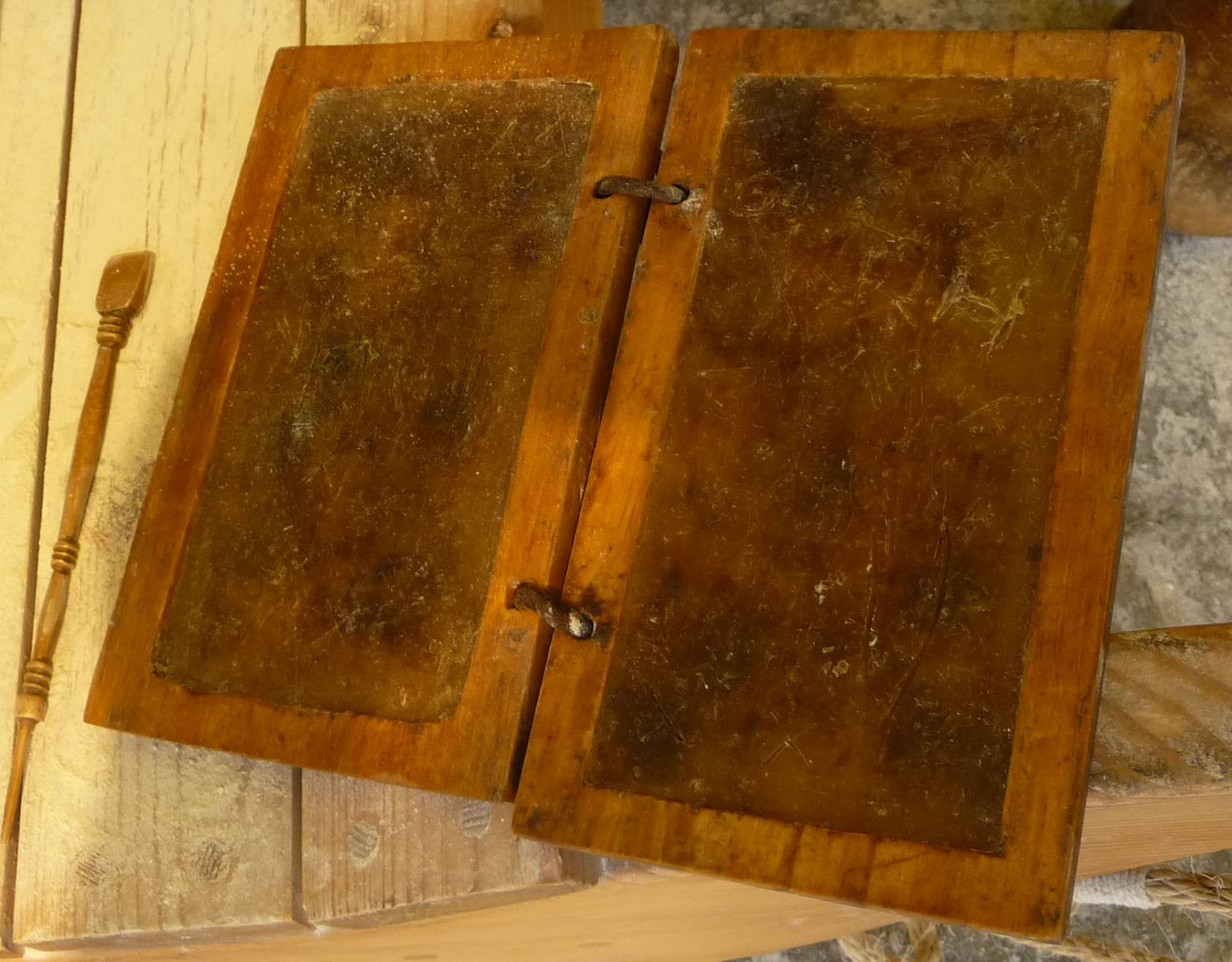
Стиль-писало і навощена цера (диптих)
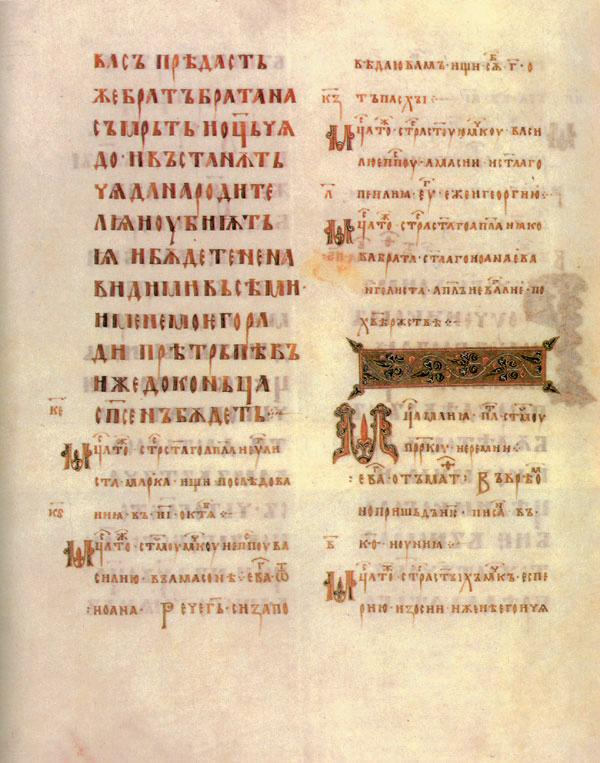
Аркуш «Остромирового Євангелія»
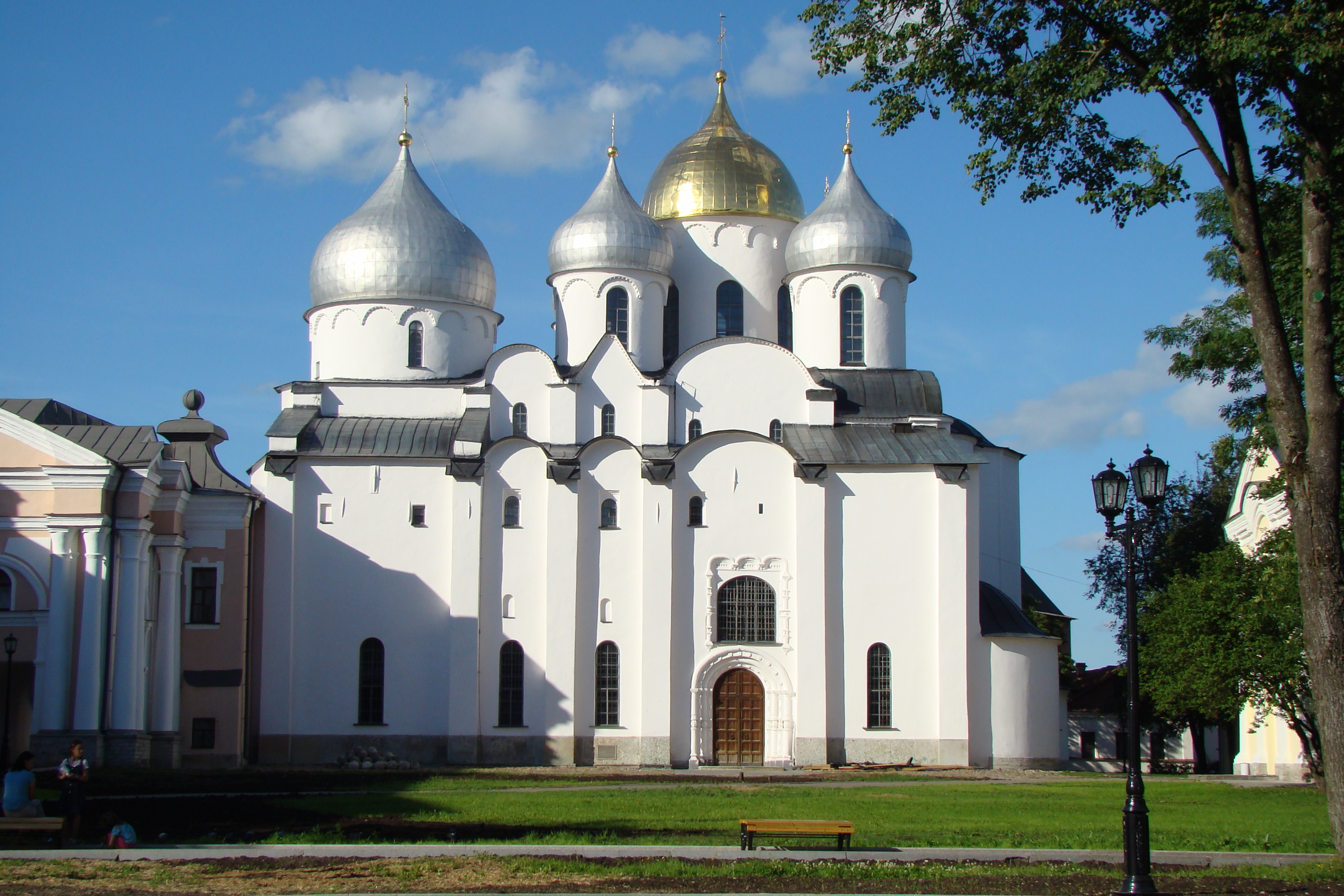
Софійський собор
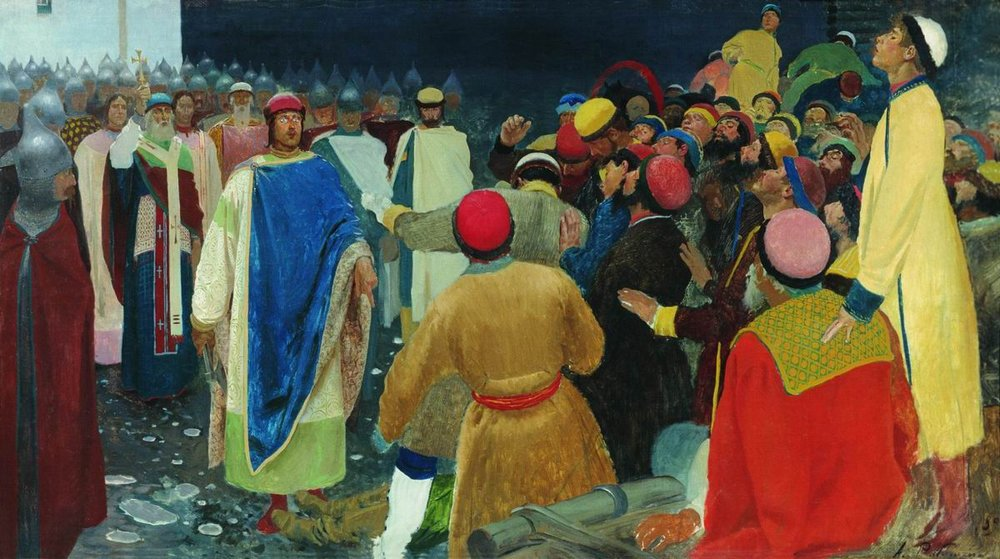
«Князь Глеб Святославович вбиває волхва на Новгородскому вічі», Андрій Рябушкин, 1898 рік

На початку XI століття новгородський князь Ярослав Мудрий переніс свою резиденцію вниз за течією Волхова на Торг, що відбилося на зниженні інтенсивності життя на Рюриковому городищі. 1015 року він підняв повстання проти батька. Запросив до міста найманців-варягів, які творили насильство над новгородцями та їхніми дружинами, за що вони були перебиті «у дворі поромоні». У відповідь на таке «самоуправство» місцевих жителів князь Ярослав, наслідуючи свою прабабцю Ольгу, обманом заманив «нарочитих» новгородських мужів до своєї резиденції в Ракомі й підступно перебив їх. 1046 року його син Володимир Ярославич заклав за зразком київського храму Софію Новгородську.
1057 року київський диякон Григорій для новгородського посадника Остромира переписав зі староболгарської на староцерковнослов'янську благу вість — «Остромирове Євангеліє». Найдавніша точно датована рукописна пам'ятка часів Київської Русі зберігається в Державній публічній бібліотеці імені Салтикова-Щедріна в Санкт-Петербурзі. На середину XI століття припадають набіги полоцьких князів на Новгород. 1067 року Всеславу Брячиславичу вдалося захопити місто, пограбувати церкви, спалити частину міста, забрати в рабство частку містян.
1071 року, згідно «Повісті временних літ» згадується поява в Новгороді волхва, що збурив місцеве населення проти єпископа і християнської віри і якого вбив сокирою князь Гліб Святославич зі словами «А чи знаєш, що буде з тобою сьогодні?». В останній третині XI століття у зв'язку зі зменшенням князівської ролі збільшенням функцій новгородського посадника, князь змушений був знову перебратися з Новгорода на Рюрикове городище, залишивши за собою право на резиденцію в Новгороді.
1121 року в Новгороді був сильний голод: «їли люди лист липовий, кору березову, а дехто мох та конину». Загалом на початку XII століття Новгородська земля поширювалась на частину Прибалтики, Карелії, південну частину Фінляндії, південне узбережжя Ладозького озера і землі навколо Онезького, береги Північної Двіни і неозорі простори північної тайги до самих Уральських гір. Населення Новгорода сягнуло 20-30 тис. чоловік.
1127 року новгородський князь Всеволод Мстиславич (князь новгородський) допоміг Мстиславу Великому захопити Полоцьк і зберегти єдність Київської Руси.
До археологічних пам'яток цієї доби на території Новгородської області відносяться курганні могильники Солоніцко, Рябутки, Міронеги, Велікуша, Устрека; арехеологічний комплекс на півночі області — Кабожа; Рюриково і Сатрорусське городища.

### Новгородська республіка
1136 року, після втечі князя Всеволода Мстиславича з поля битви під Ждановою горою і його вигнання з міста, новгородці відновлюють давні громадські порядки у вигляді Новгородської республіки («Господин Великий Новгород») з правлячою олігархічною боярською верхівкою, де провідна роль належить народному самоврядуванню у формі віча, виконавчу владу здійснювали посадники. Після затвердження боярського управління, запрошення князів на новгородський престол на договірних началах стало формальною даниною порядку захисту республіки від зазіхань зовнішніх ворогів і реального керівництва збройними силами.
1142 року фіксується перший розбійний напад шведів на торгові судна новгородських купців — «князь шведський і біскуп прийшовши в 60 шнеках», в результаті якого новгородцями були захоплені 3 шведських судна і 150 шведів вбито. З другої половини XII століття починаються багатосторічний військовий конфлікт Новгорода і Швеції за контроль над північним узбережжям Фінської затоки та Іжорською землею — важливими областями, на торговому шляху між Північною Європою та Візантією. У цей же час фінське плем'я ємь розселяється на південних берегах Ладоги, нападає на Стару Ладогу в нижній течії Волхова. 1156 року у Великому Новгороді обрано власного архієпископа Аркадія, 1165 року, з обранням архієпископом Іллії, Новгородська єпархія стає першою святительською кафедрою — архієпископією. 1170 року новгородці відбивають напад суздальців на чолі з Андрієм Боголюбським, який через рік після розорення Києва намагався поживитися і в Новгороді.

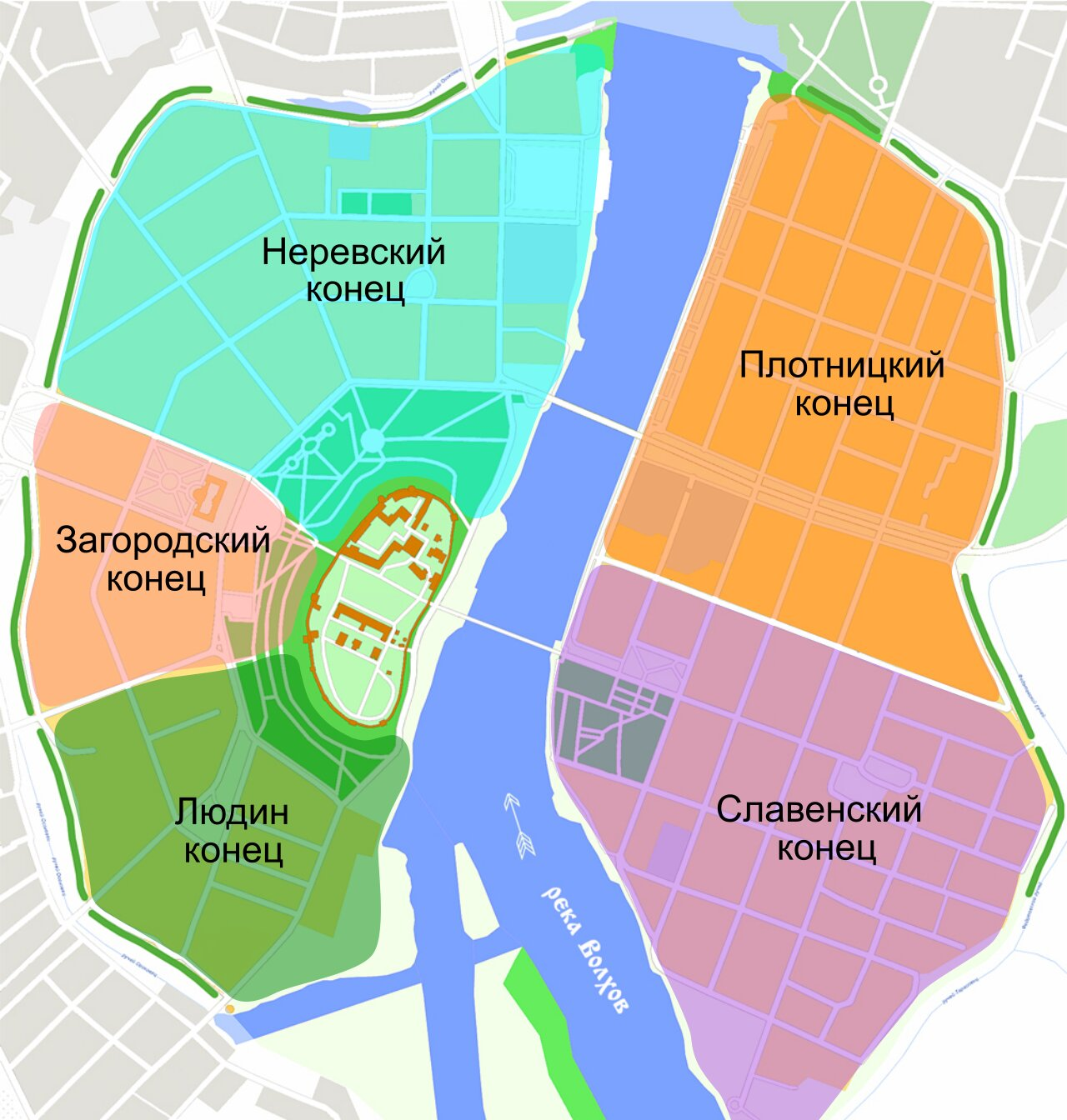
Новгородські кінці
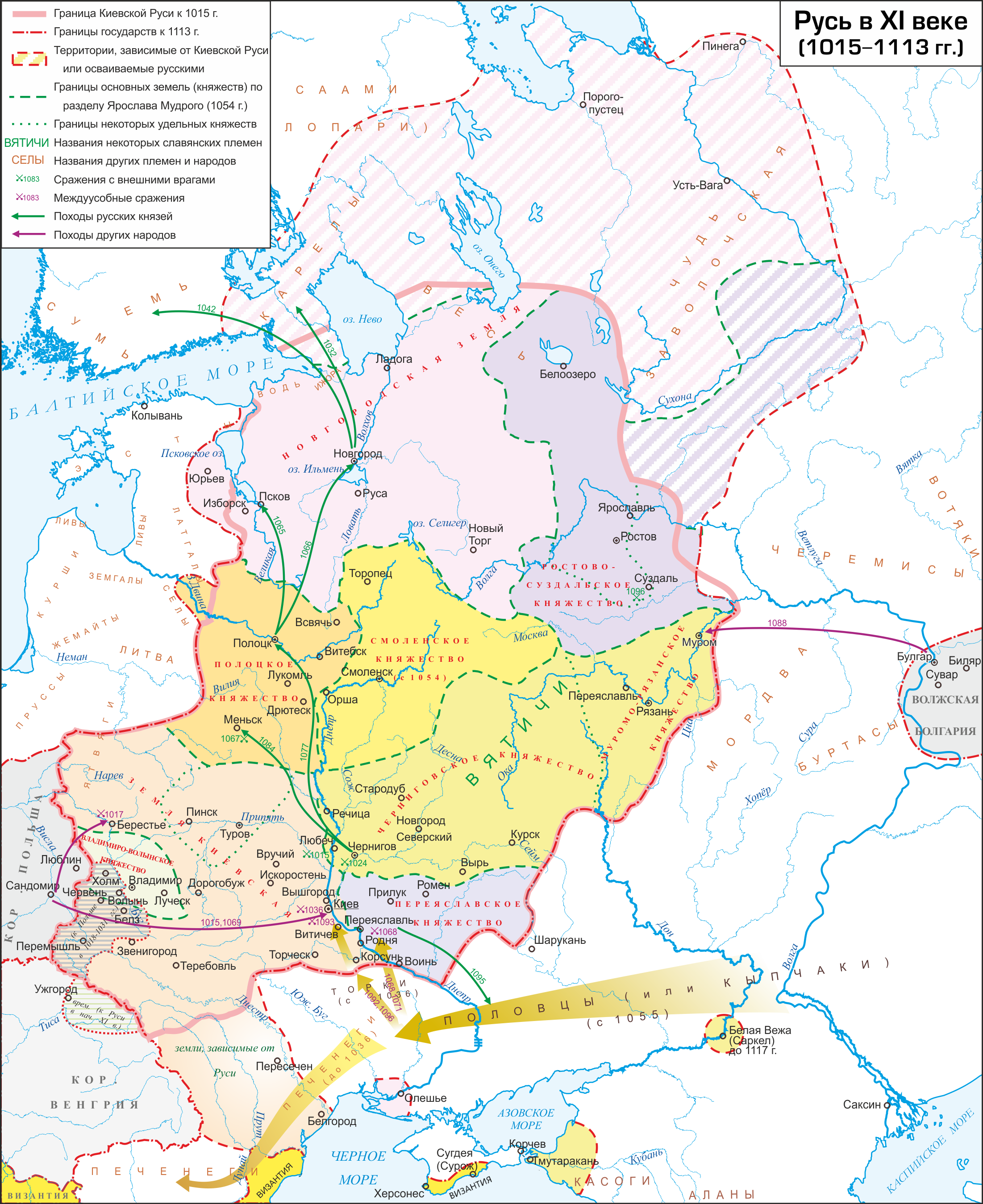
Київська Русь, 1015-1113 рік
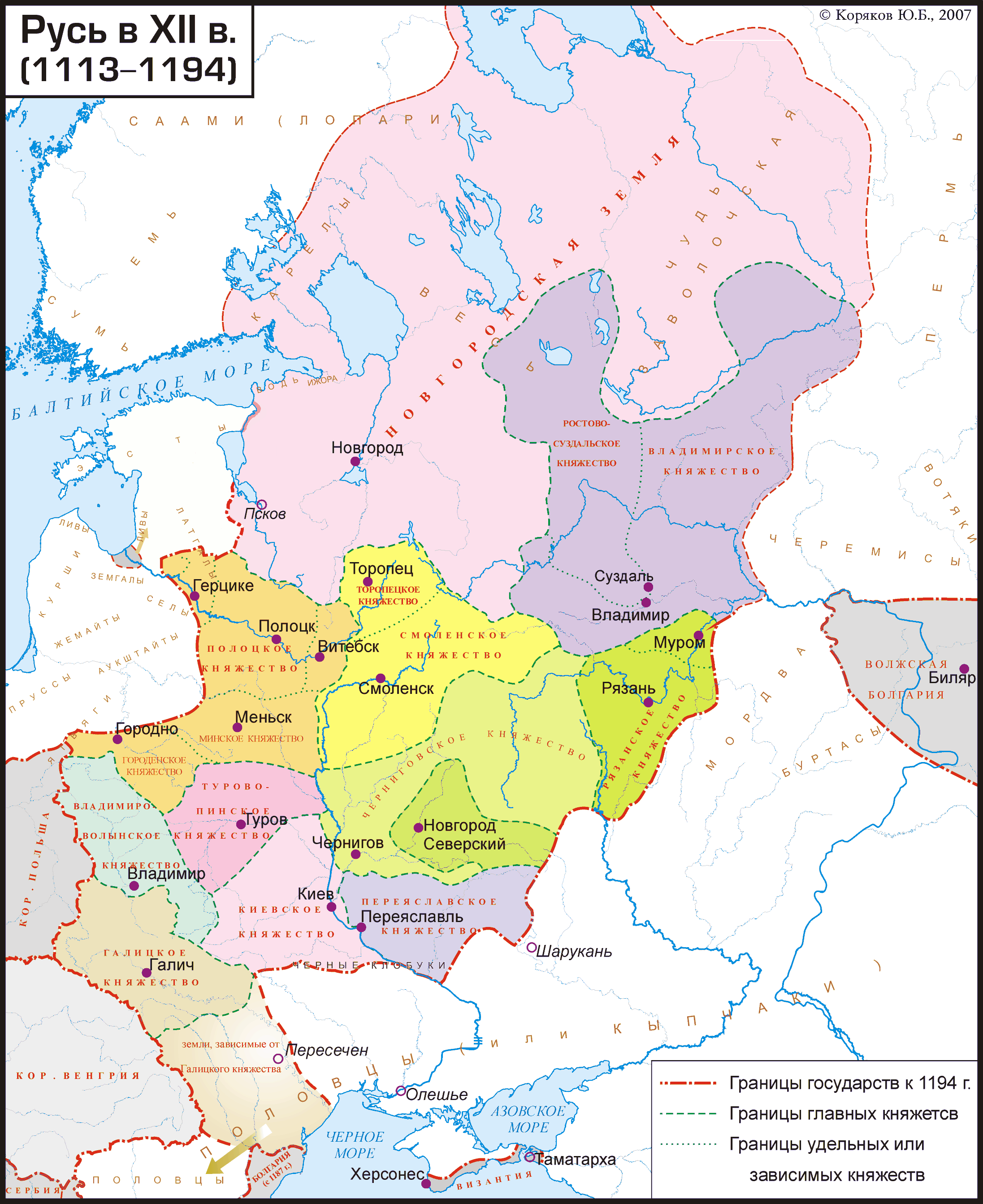
Київська Русь, 1113-1194 рік
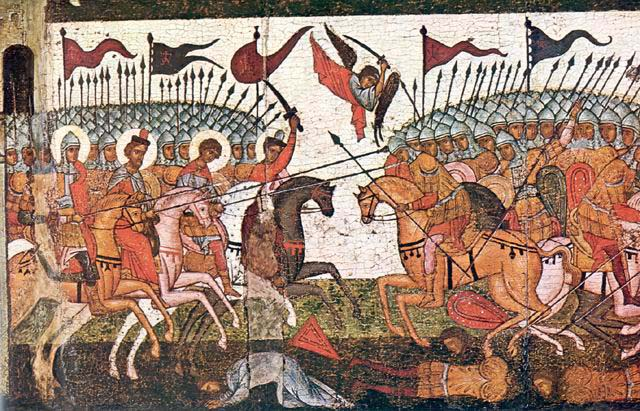
Битва новгородців із суздальцями, 1170 рік
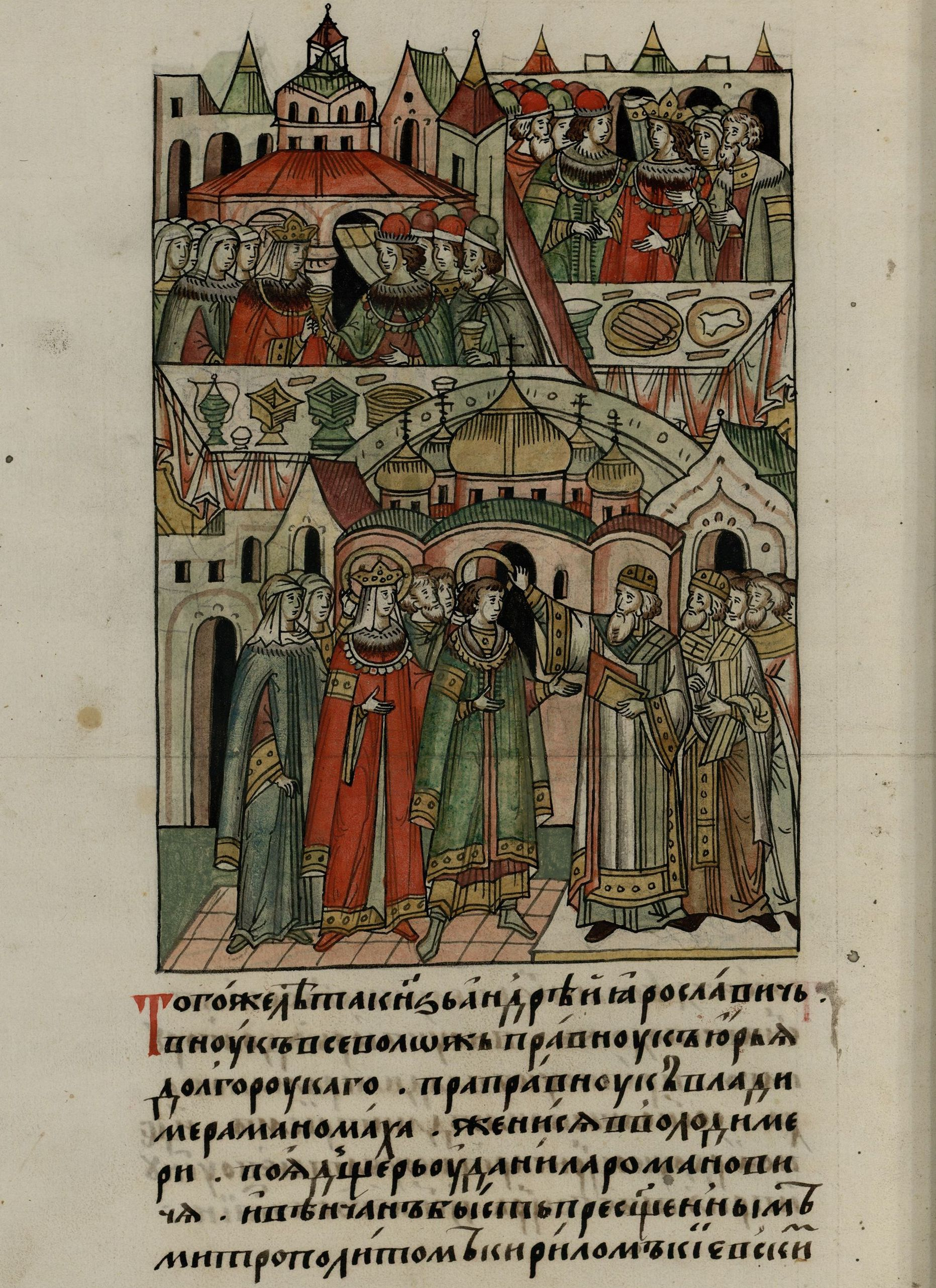
Вінчання Андрія Ярославича з Устинією
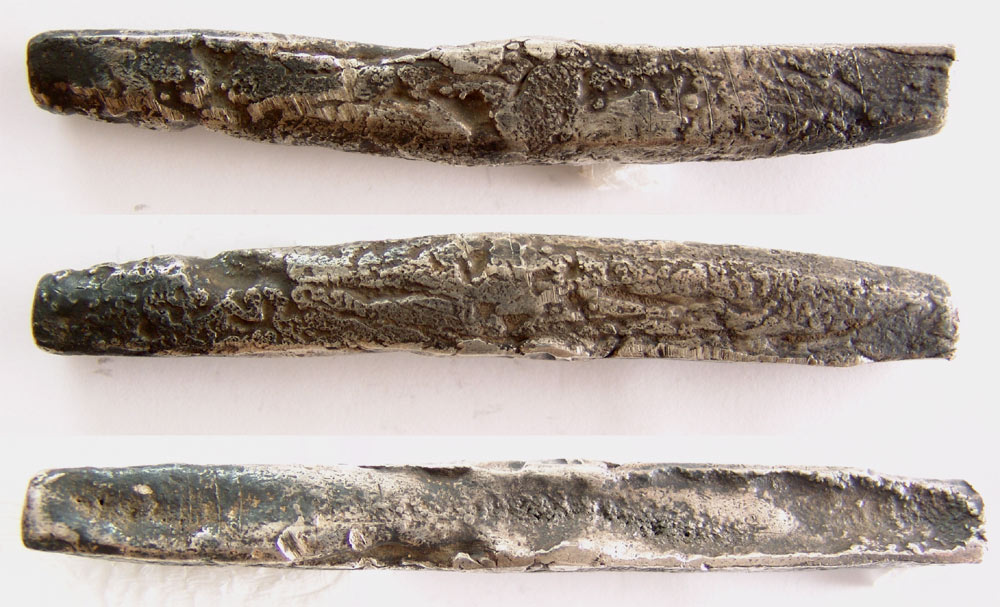
Новгородські гривні

Великий Новгород тих часів являв собою велике середньовічне укріплене місто розділене навпіл Волховом, з фортецею на узвишші — Дітинцем, та вузькими нерівними вулицями з дерев'яними оновлюваними настилами (добре збереглися у місцевому ґрунті), що розходились від нього в різні кінці. На лівому березі Волхова (Софійська сторона) розташовувались райони — Неревський кінець на північному заході з Нікольським монастирем, Загородський кінець на заході із церквою Михайла Архангела та Людин кінець на південному заході. На правому березі Волхова (Торгова сторона) — Ярославове дворище із Торжищем, церквами Параскеви П'ятниці та Ніколи, Німецьким та Готським купецькими домами, Плотницький кінець на північному сході із церквою Федора Стратилата, Славенський кінець на південному сході з Павловим монастирем, церквами Знамення і Петра та Павла.
Приблизно в 1189—1199 роках Новгород укладає перший достовірний торговий договір з Ганзою (торговим союзом німецьких міст). У наступні роки він буде підтримувати з ними найтісніші стосунки. У Новгороді була одна з найбільших «контор» (нім. Kontor) союзу — Готський (Гетенхоф) і Німецький двори (Петерхоф). Між 1259 та 1263 роками Новгород укладає новий торговий договір з німецькими містами, а 1269 року Ганза уводить ембарго проти нього, новгородці могли торгувати тільки з Готландом і возити товари до нього лише на німецьких судах. З другої половини XV століття намітився занепад Ганзи, що сильно вплинуло і на долю Новгорода, підірвало економічну міць його незалежності.
XIII століттям датуються найдавніші новгородські літописи, що дійшли до наших часів — Новгородський перший літопис. Дерев'яний Новгород, як інші міста неодноразово потерпав від великих пожеж — 1194, найстрашнішої 1212 року, коли згоріло 4300 дворів з 5000, 1214, 1215, 1231, 1340 року через ураган, 1392 року горіло місто і Софійський собор.

Після серії неврожаїв 1220-х років архієпископа Арсенія вигнали з його палат, стався масовий відхід населення від церкви і нове повернення до язичництва і русалій, які повинні були краще забезпечити врожай, ніж молитви архієпископа. 1227 року в місті відбувся виступ волхвів: 
|  | Спалено чотири волхви, що чинили огидне, про яке богові відомо; спалено на Ярославовому дворищі. Оригінальний текст (рос.) Іжгоша в'лхви 4, творяхуть е потвор деюще, а бозна; і сожгоша їх на Ярославли дворі. |

 Новообернені на язичництво люди викупались в князя особливим податком «забожничем». На півтора-два століття русалії стали стійким елементом культурного життя в Новгороді.

1228 року через негоду в Новгороді лютував сильний голод від якого загинуло 7 тис. містян. 1230 року через липневі морози і безперервні дощі до самої зими і знищили врожай місто вразив страшний голод. На початку грудня на вулицях Новгорода валялися трупи містян, що їх гризли собаки, бо в людей не було сил ховати померлих: 
|  | Одні просто різали живих людей і їли, інши обрізали м'ясо з мертвих людей, коней, собак та кішок. Оригінальний текст (рос.) инии простая чадь резаху люди живые и ядяху, а инии мёртвые мяса и трупие обрезаече ядяху, а другие конину, псину, кошки. |

 Наступного року в місті вирувала страшенна пожежа — «Яко по воді вогонь горяше. Ходячи чрезъ Вълхово», втікаючи від якої люди стрибали у Волхов, де багато з них потонуло. Пожежа зруйнувала останні запаси продовольства. Літописець писав, що «Новгород вже скінчився». Дізнавшись про такі події німецькі купці доставили жито і борошно, тим самим врятувавши новгородців — «прибегоша Немьци и-за-мория с житом и мукою и створиша много добра».

Упродовж 1236—1259 років із перервами в Новгороді княжив Олександр Ярославич, боронив православну віру від Лівонського ордену, за що був пізніше канонізований. Військо Батия під час західного походу не розорило Новгороду, не дійшовши до нього після розорення Торжка за 200 км, повернувши на південь від урочища Ігнач Хрест поблизу Яжелбиць, або Крестців. 
|  | Татарове, взяша град Торжок и изсекоша всех марта в 5 день, тогда же гнашася от Торжку серегерским путём, даже до Игнача креста, секуще людей, яко траву, и точно за сто верст до Великого Новагорода не дойдоша. |

Проте сам князь Олександр Невський, тісно зійшовшись із знаттю монгольської держави, використовував її війська (Неврюєва рать) заради зміцнення своєї влади та в міжусобній боротьбі із братами (Андрієм і Ярославом) за великокняжий престол. 1251 року він уклав договір з норвезьким королем Хаконом IV Старим про розмежувань збору данини з карелів і саамів, 1254 року підписано «Розмежувальну грамоту», що встановила кордони Новгорода і Норвезького королівства у Карелії. 1259 року монголи проводять перепис новгородців заради впорядкування збору данини. 1260 року відбувся похід литовського князя Міндовга на Лівонію і укладання наступного року між Великим князівством Литовським і Новгородом військового союзу. 1265 року під стінами фортеці Везенберг відбулась Раковорська битва між військами Новгородської (під комануванням Дмитра Олександровича) та Псковської республік за допомоги Великого князівства Володимирського з силами лицарів Лівонського ордену і Данської Естляндії, що на десятиліття зупинила німецько-датську експансію.

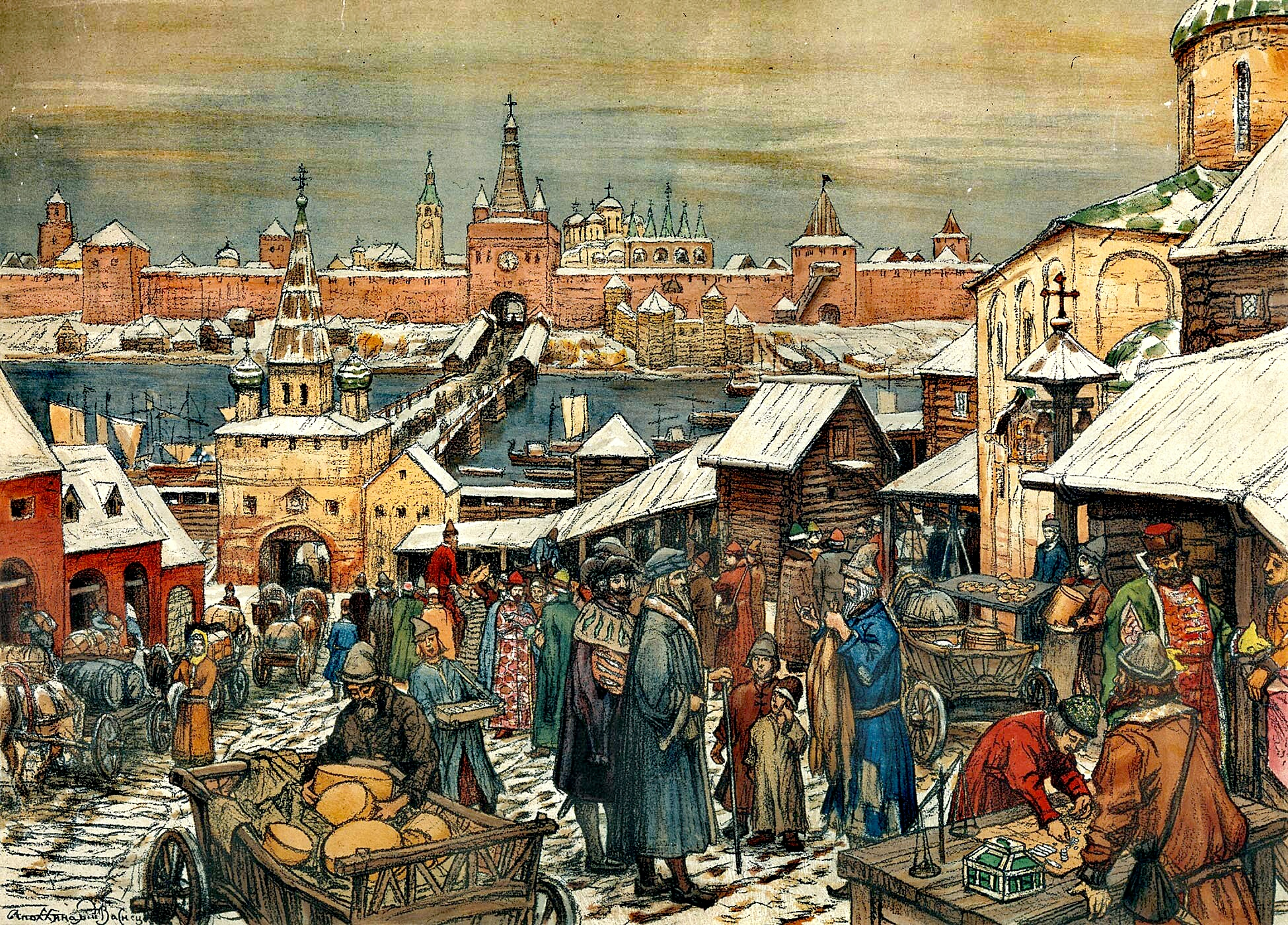
«Новгородське торжище», Аполінарій Васнєцов, 1908 рік
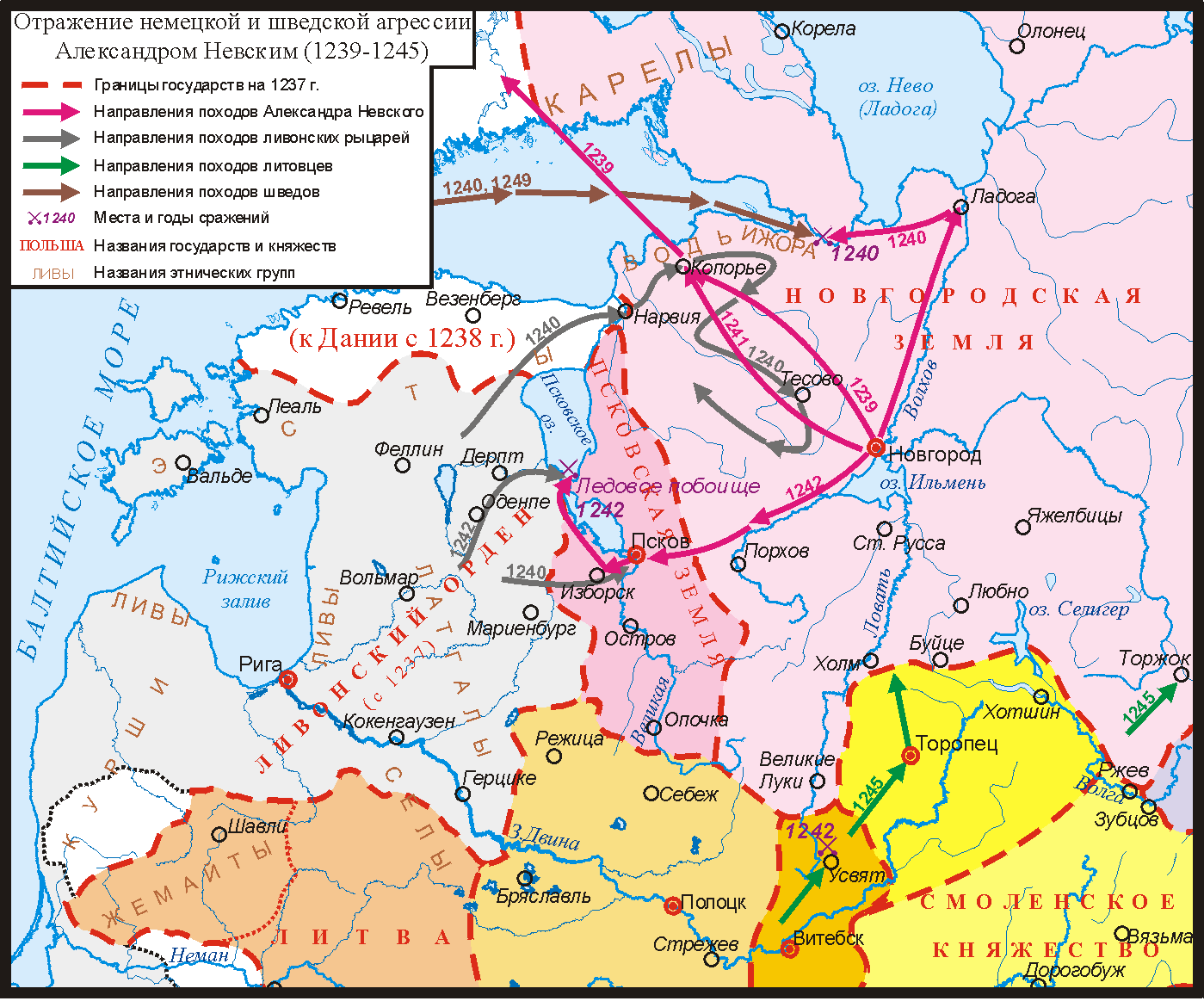
Боротьба із Лівонським орденом
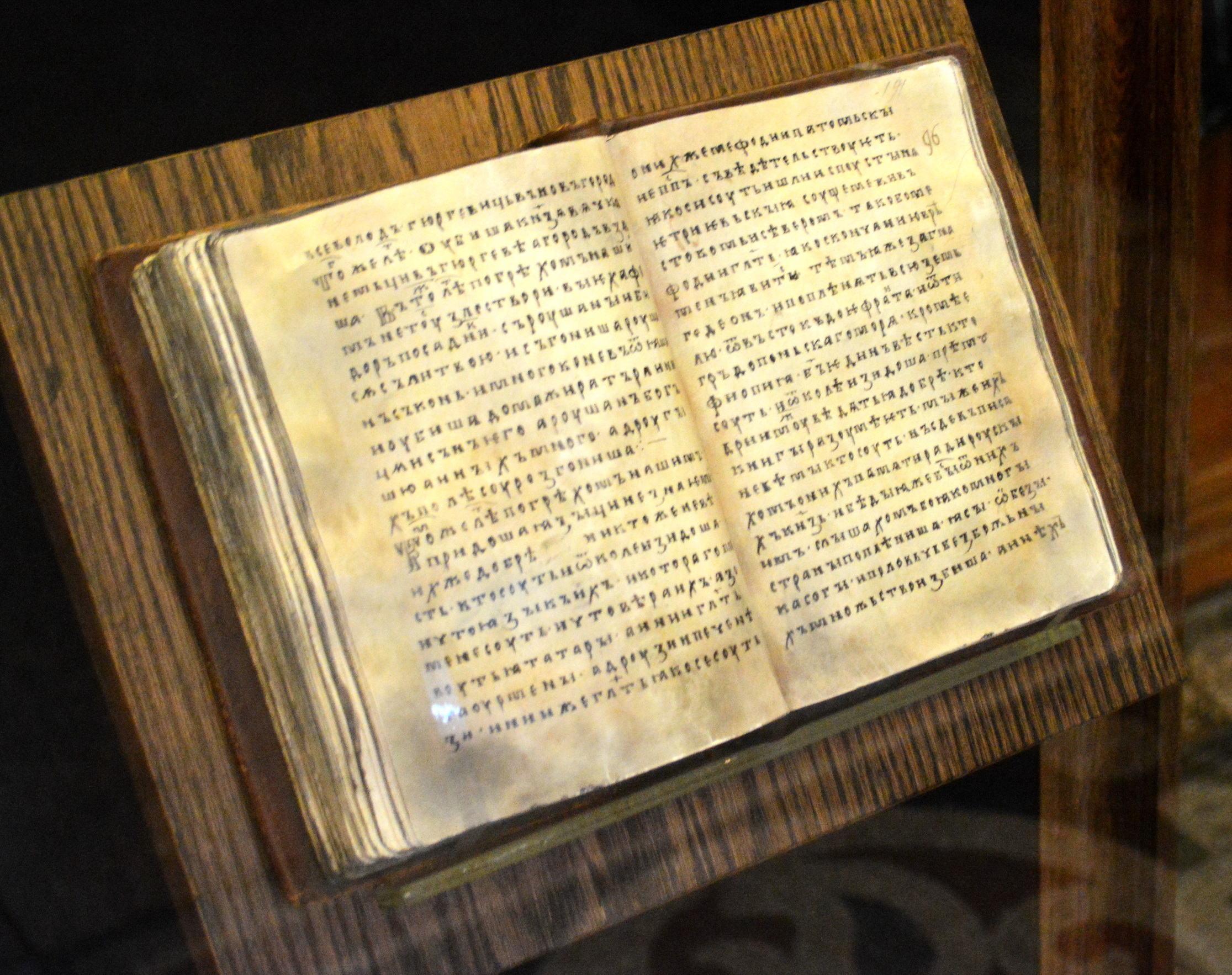
Синодальний список XIV століття першого новгородського літопису
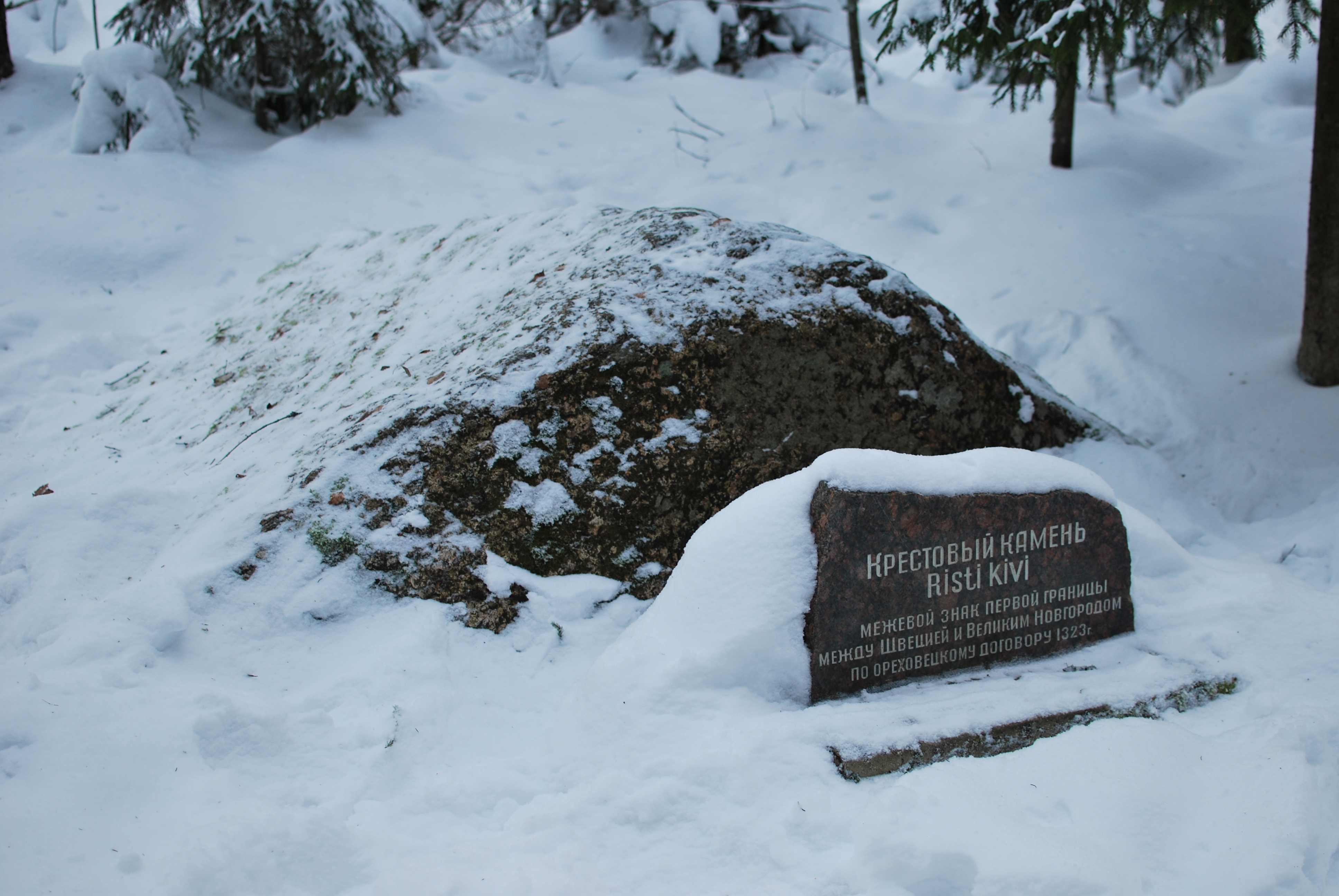
Межовий камінь Орєховського миру
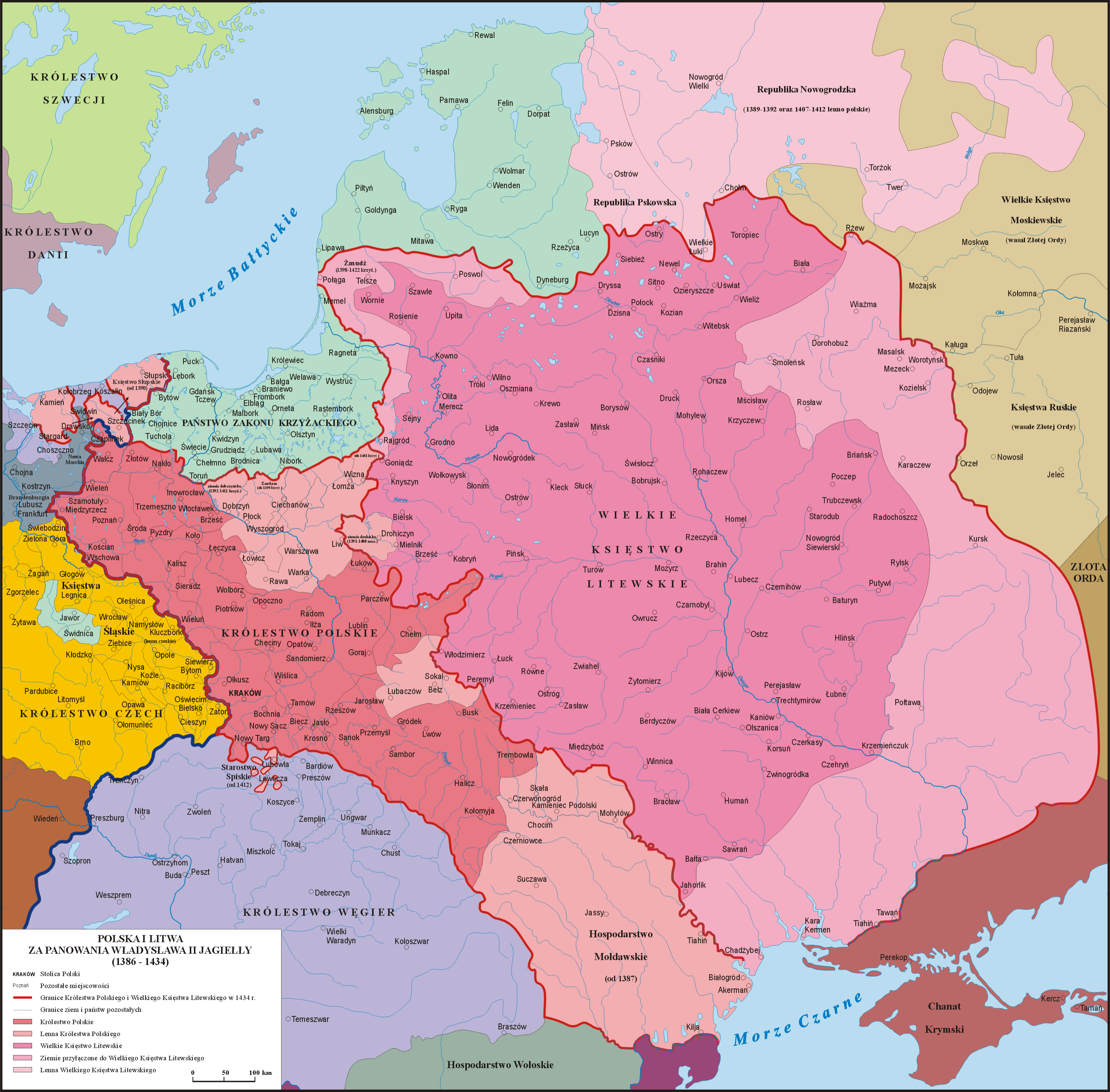
Новгород як володіння литовського князя Лугвенія Ольгердовича 1389-1412 роки
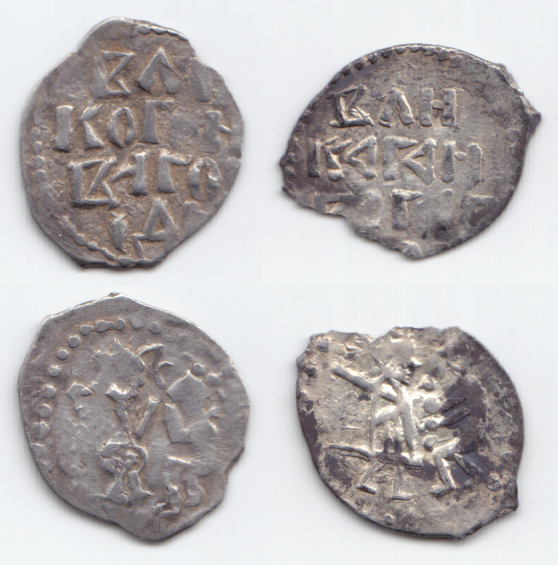
Новгородки

1293 року татаро-монголи вторгаються в новгородські землі — Дюденева рать.
Ще наприкінці XI — початку XII століть новгородці здійснили дослідницькі подорожі в східну частину Скандинавського півострова (Лапландія), на Кольський півострів, в Приуралля та далі в Сибір, на узбережжя Білого (Поморський і Терський береги) і Баренцового морів (Мурманський берег), басейнами північноєвропейських річок та водами Північного Льодовитого океану. Новгородцям належить основна роль господарського освоєння великих території на схід від Ладоги (Обоніжжя) і Онега (Заоніжжя), далі до Північної Двини, Мезені та Печори. У подальшому помори відвідували Нову Землю і Шпіцберген. 1323 року біля витоків Неви новгородці засновують фортецю Орєшек, щоби протистояти шведській експансії; підписують зі шведами перший договір про «вічний мир» — Орєховський мир. Це була перша відома міжнародна угода в російській історії про делімітацію кордонів. До наших часів збереглися межові камені новгородців.
1348 року було укладено Болотовську угоду, згідно якої давній торговельний суперник Новгорода автономне місто Псков ставало повністю незалежною Псковською республікою. У цей час за князювання Ольгерда (з 1345 по 1377 роки) володіння Великого князівства Литовського сягнули Торопця, верхів'їв Волги та озера Селігер. Новгородській республіці вдалося утримати Холм і Великі Луки по Ловаті.
Близько 1416 року в Новгороді була проведена найважливіша державна реформа: «Представники боярських родин були обрані посадником і тисяцькими та утворили Раду панів, яку за значенням і виглядом цілком можна уподібнити венеційському сенату». Тобто загальнонародна республіка перетворювалася на кастову, олігархічну державу, подібну своїм політичним устроєм до сусіднього Великого князівства Литовського. 1420 році Новгород замість відливання срібних гривенок розпочав карбування власної срібної монети (0,94 г) — «новгородки». 1440 року була прийнята Новгородська судна грамота, пам'ятка російського права. Під 1446 роком літописець повідомляє, що останні десять років в Новгороді і у волості була дорожнеча і нестача хліба. Того ж року магістр Лівонського ордену влаштовує блокаду і посилає флот для здійснення блокування гирла Неви.
У середині XV століття відбувся конфлікт між двома гілками нащадків Дмитра Донського, великих московських князів Василя II Темного, що правив у Москві, та Дмитра Шемяки, ласкаво прийнятого у Новгороді. 1449 року перший уклав мирний договір з польським королем і великим князем литовським Казимиром IV, за яким Литва відмовлялася від претензій на Новгород, а 1453 року через своїх людей отруїв Шемяку в Новгороді. 1456 року Московське військо розбило новгородців під Руссою, взяло фортецю Дем'янськ, містечка Молвотиці і Стерж. Проте Новгород зумів відкупитись і зберегти незалежність, підписавши Яжелбицький мир.

## Нова доба

### Підкорення Москвою
Новгородський намісник Михайло Олелькович у березні 1471 року залишив Новгород та від'їхав на княжіння до Києва. Новгородські бояри на чолі з Марфою Борецькою та за підтримки Шуйських виступили за зближення з Литвою та вихід з-під московської протекції, закріпленою Яжелбицьким миром 1456 року. Великий московський князь Іван III Васильович ухвалив рішення організовувати релігійний «хрестовий похід» на Новгород. 14 липня 1471 року московське військо завдає поразки Новгородському ополченню під час Шелонської битви. Новгородський посадник Дмитро Борецький захоплений і обезголовлений за наказом московського царя Івана Васильовича. 1478 року в результаті зимової кампанії Новгородська земля, як і Велике князівство Тверське, була підкорена Великим князівством Московським зі збереженням її п'ятин. Після чого великий князь московський Іван III почав титулуватись «государем і великим князем всієї Русі». 15 січня новгородці приведені до присяги на підданство і повну покору великому князеві московському. Марфа-посадниця була вивезена до Москви разом з онуком і згодом пострижена в черниці, землі її та вотчини новгородського єпископа і 6 великих монастирів були конфісковані, вічевий дзвін був відвезений до Москви. Трьохсотлітня північна слов'янська вічова республіка припинила своє існування.
|  | Тож знайте, що в Новгороді не бути ні вічовому дзвону, ні посаднику, а буде лише одна влада государева, як в країні московській. Оригінальний текст (рос.) Знайте же, что в Новгороде не быть ни вечевому колоколу, ни посаднику, а будет одна власть государева, как в стране московской |

Через рік по тому, новгородці спробували відновити традиційні звичаї. У відповідь Іван III вчинив круту розправу. Владика Феофіл був заарештований, відправлений до Москви і заточений в Чудовому монастирі. Багато бояр було страчено, ще більше переселено до московських земель (у Москві з'являється Луб'янка, район аналогічний новгородській Лубяниці, і церква Святої Софії), а на їхні землі переселені московські служиві люди. 1494 року, скориставшись стратою двох росіян у Ревелі як приводом для розриву зв'язків з Ганзейским союзом, Іван III закриває ганзейскую контору в Новгороді і конфісковує її товари на суму в 100 тис. гривень, що повністю зруйнувало торгівлю із Заходом. Проте за Новгородом зберігалося право карбувати власні гроші (деньгу), було повернуто право дипломатичних відносин з сусідніми країнами. Водночас, як зазначає російський історик Василь Ключевський: 
|  | Нижчі люди новгородські, смерди і половники, були позбавлені боярського гніту; з них були утворені селянські податкові громади на московський зразок. Загалом, їх становище покращилося, тому їм не було про що шкодувати за новгородською старовиною. Оригінальний текст (рос.) Меньшие люди новгородские, смерды и половники, были избавлены от боярского гнёта; из них были образованы крестьянские податные общины на московский образец. В общем, их положение улучшилось, и они не имели побуждения жалеть о новгородской старине. |

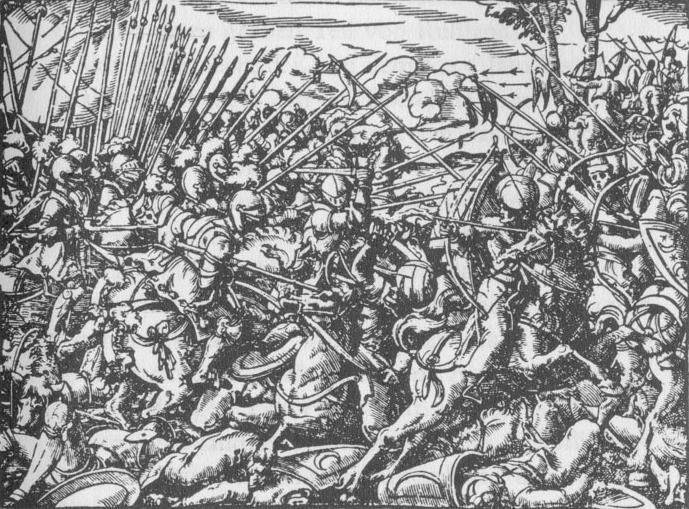
Московсько-новгородська війна з книги «Записок» Герберштейна
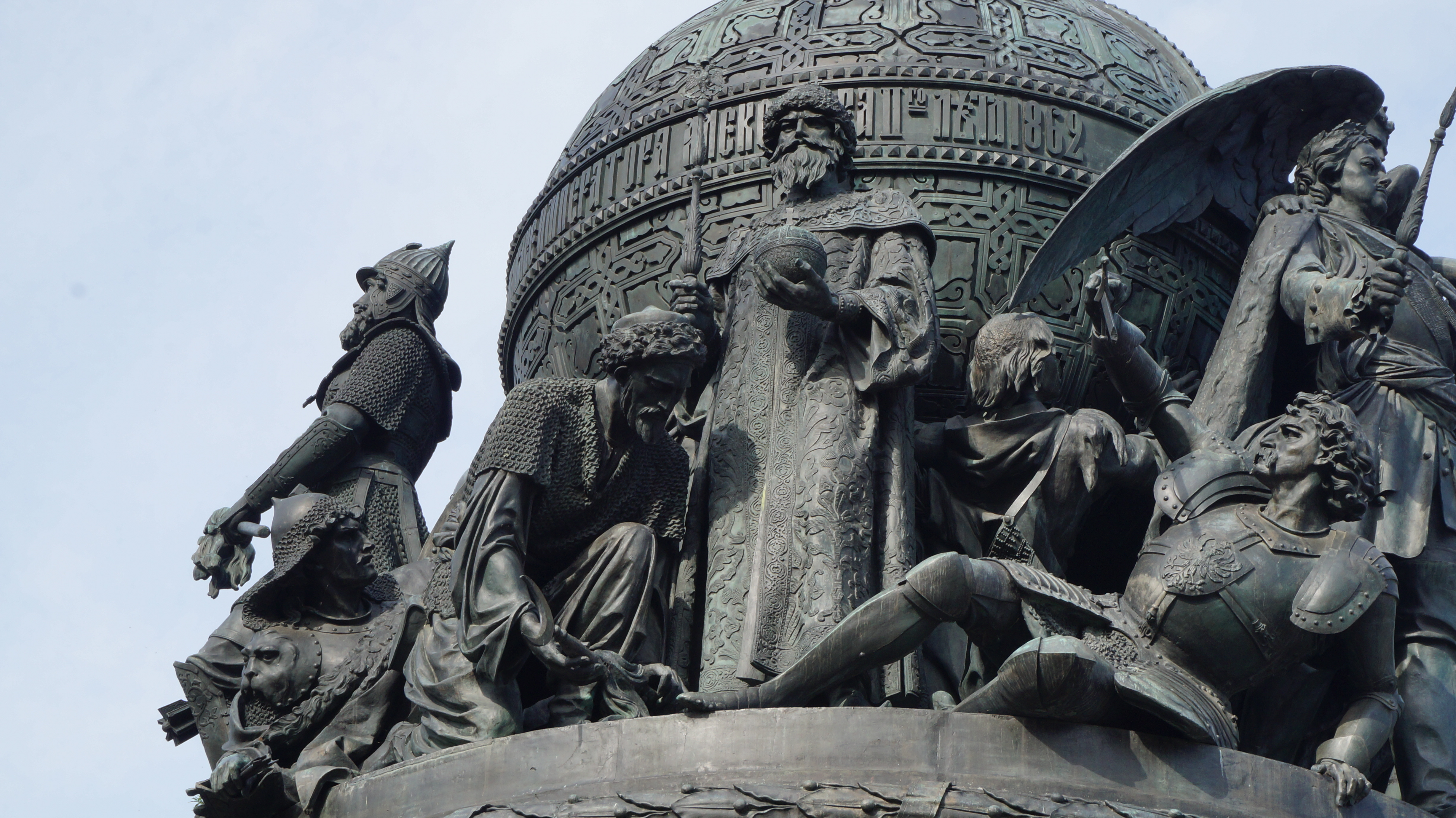
Іван III на пам'ятнику «Тисячоліття Росії»
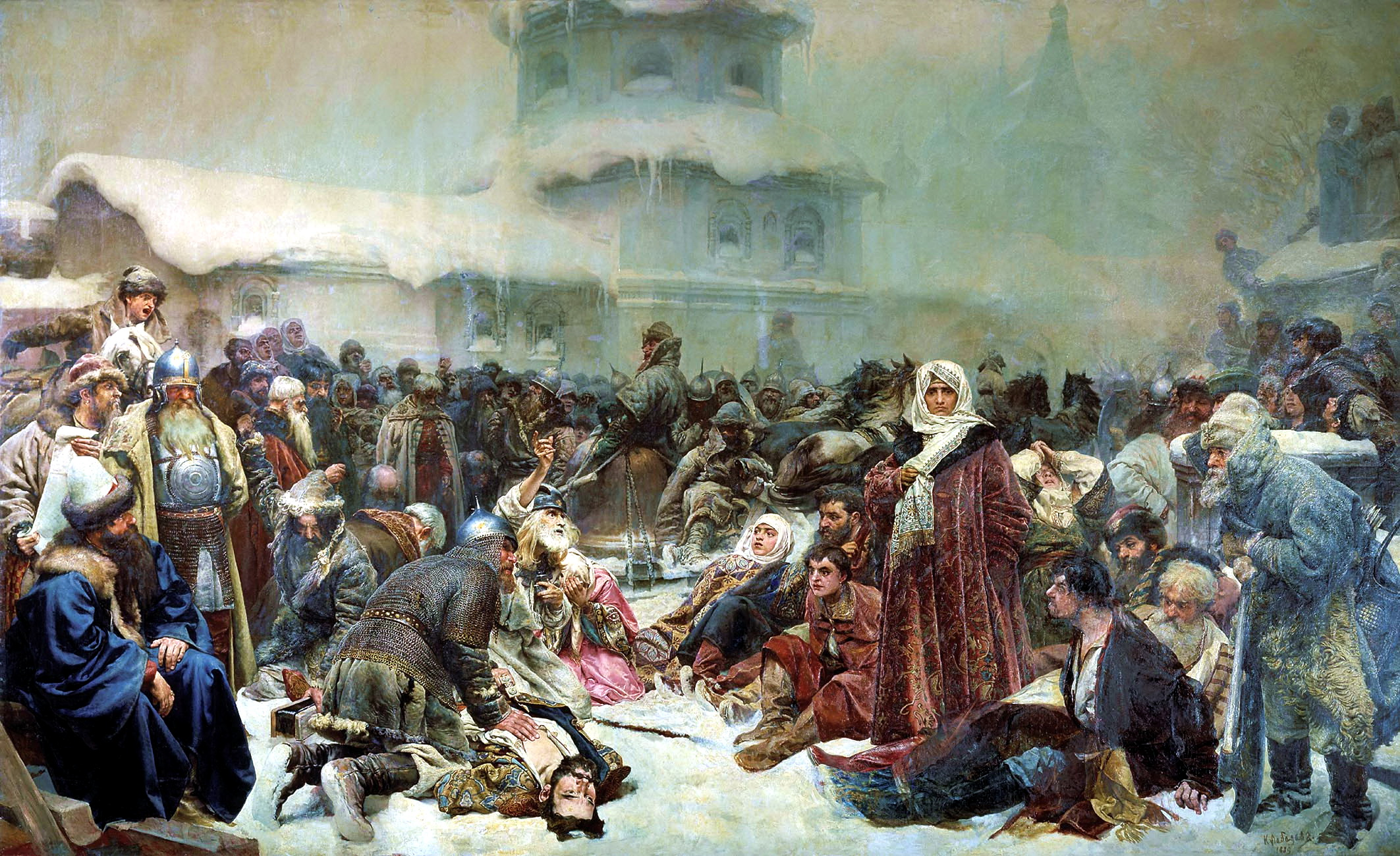
«Марфа Посадниця. Знищення новгородського віча», Клавдій Лебедєв, 1889 рік
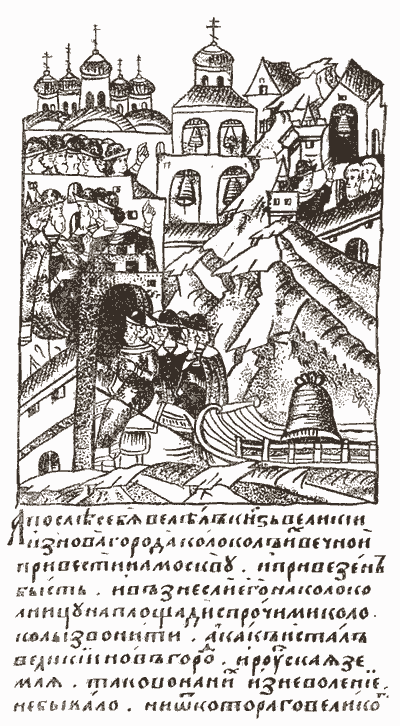
Вивезення вічового дзвону до Москви
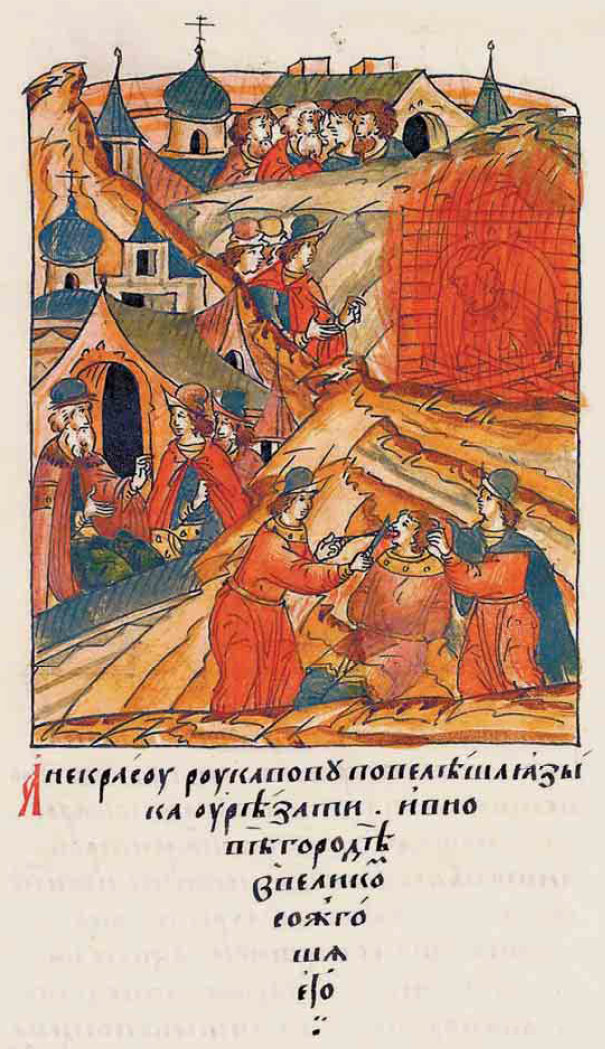
Розправа над жидівствуючими у Новгороді
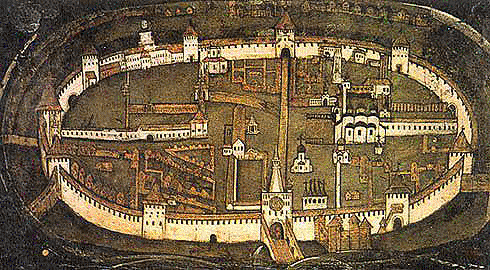
Новгородський кремль на Михайлівській іконі XVII століття

У роки правління великого князя Івана III в Новгороді виникає, а потім і поширюється на Москву єресь жидівствуючих (рос. «спротивномудрствующие»). Єресь виникла із прибуттям 1470 року в свиті київського князя Михайла Олельковича до Новгорода вченого юдея Захарія Скари, що поширював есхатологічні ідеї перед настанням 7000 року від сотворіння світу (1472 рік від Різдва Христового) у поєднанні з елементами західноєвропейського раціоналізму і релігійного реформізму. Його учні Олексій та Денис були взяті московським князем 1480 року до Москви, де поширили нове релігійне вчення, прибічниками якого були боярський диякон Федір Курицин і його ставленик, митрополит Зосима. Жидівствуючі були розгромлені після собору 1504 року великим князем Василієм III, більшість було страчено через спалення.
Наприкінці XV століття Литовсько-Руське князівство намагалось підкорити Новгород, Псков, Твер, вимагало так звану «Ржевську данину» результатом чого стали Російсько-литовські війни.
1508 року в Новгороді лютує мор (за свідченням літописця, мор триває три осені поспіль), померло 15 396 осіб (згідно зі свідченням третього Новгородського літопису). Того ж року дві доби вирує страшна пожежа — згоріла вся Торгова сторона і 3315 новгородців. Правління великого князя Василя III для Новгорода стало порівняно благополучним — 1514 року була дозволена зовнішня торгівля, місто знову отримує право збирати податки, населення зростає, погорілля відбудовується.
1565 року цар Іван Грозний розділив свою державу на опричнину і земщину, більша частина Новгородської землі потрапила до першої, а Софійська сторона міста та землі на захід від Волхова та на південь від Ільменя (окрім Старої Русси) до другої. Цар власноруч із своїм військом взимку 1569—1570 років здійснив погром міста, який тривав 1,5 місяця, людей тисячами катували і топили у Волхові, майно церков, монастирів і купців було пограбоване. Дорогою від Москви до Новгорода були пограбовані всі міста та монастирі, Малюта Скуратов особисто задушив у тверському Отроч Успенському монастирі митрополита Пилипа II, коли той не дав свого благословення на цей похід. Сучасні історики дотримуються версії, що заколот був вигадкою Василя Грязного і Малюти Скуратова заради цілей наживи. Після Новгорода Іван Грозний відправився з військом до Пскова, де власноручно вбив ігумена Псково-Печерського монастиря Корнілія, а його слуги також убили старця Вассіана Муромцева, городових прикажчиків і 30-40 дітей боярських.
На кінець XVI століття припадає Поруха, спричинена Лівонською війною. 1581 року польсько-литовські війська проходять уздовж Ловаті через Холм до Старої Русси. Похід закінчився 15 січня 1582 року підписанням Ям-Запольської мирної угоди на 10 років з Річчю Посполитою і територіальними поступками.

#### Новгородська держава
Під час Смути, після підписання Виборзького трактату до Новгорода 1609 року прибуває шведський допоміжний корпус під командуванням Якоба Делагарді та Еверта Горна, який разом з військами під командуванням князя Михайла Скопина-Шуйського бере участь у боротьбі проти прихильників Лжедмитра II. 16 липня 1611 року Новгород був зайнятий шведським військом, московський воєвода Василь Бутурлін покинув місто. 25 липня 1611 року був підписаний договір, згідно з яким шведський король оголошувався протектором Росії, а його син Карл Філіп ставав московським царем і Новгородським великим князем. Адміністрацію Новгорода очолювали Іван Одоєвський (від новгородців) і Якоб Делагарді (від шведів). Формально Новгород на нетривалий час відновив свою незалежність.
На час відсутності Делагарді в Новгороді взимку 1614—1615 років його замінив Еверт Горн, який повів жорстку політику приєднання новгородських земель до Швеції, оголосивши, що Густав Адольф сам бажає бути королем в Новгороді. Таку заяву не сприйняли багато новгородців. Перейшовши на бік Москви, вони стали виїжджати з Новгородщини. Тим часом Одоєвський послав до Москви своїх послів, архімандрита Кіпріана і декількох виборних. Посли з'явилися до бояр і били чолом, нарікаючи на те, що не хочуть цілувати хрест королевичу і бажають просити царя Михайла Федоровича заступитися за них і не дати їм загинути від шведського свавілля. Цар прийняв послів дуже милостиво і велів дати їм дві грамоти: одну офіційну, в якій всі новгородці називалися зрадниками, другу таємну, в якій прощались новгородцям всі їх провини. Посли повернулися з тими грамотами до Новгорода і офіційно показували тільки першу, але таємно розповсюджували серед народу другу.

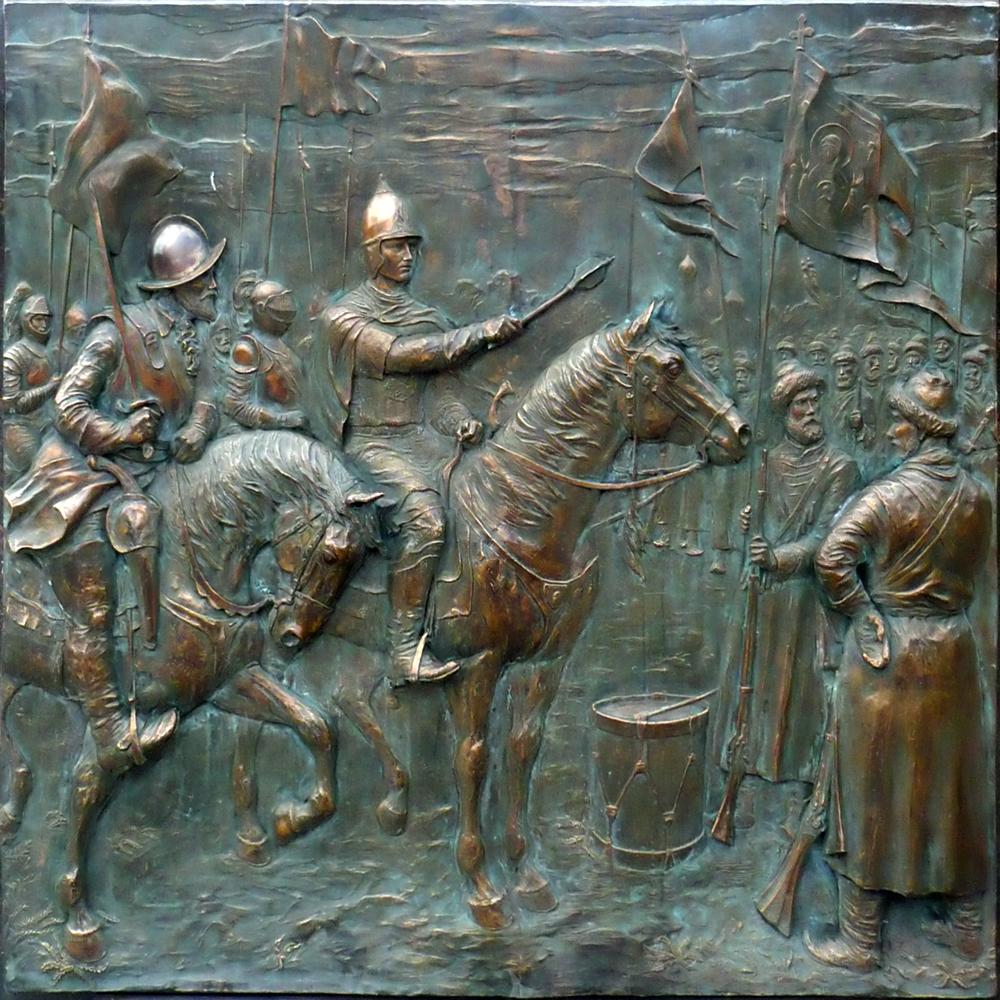
Похід ополчення Скопина-Шуйського на Москву
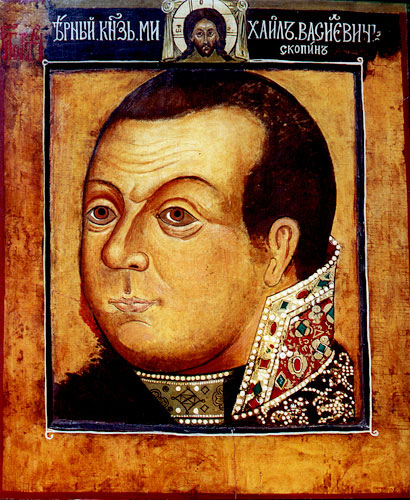
Михайло Скопин-Шуйський
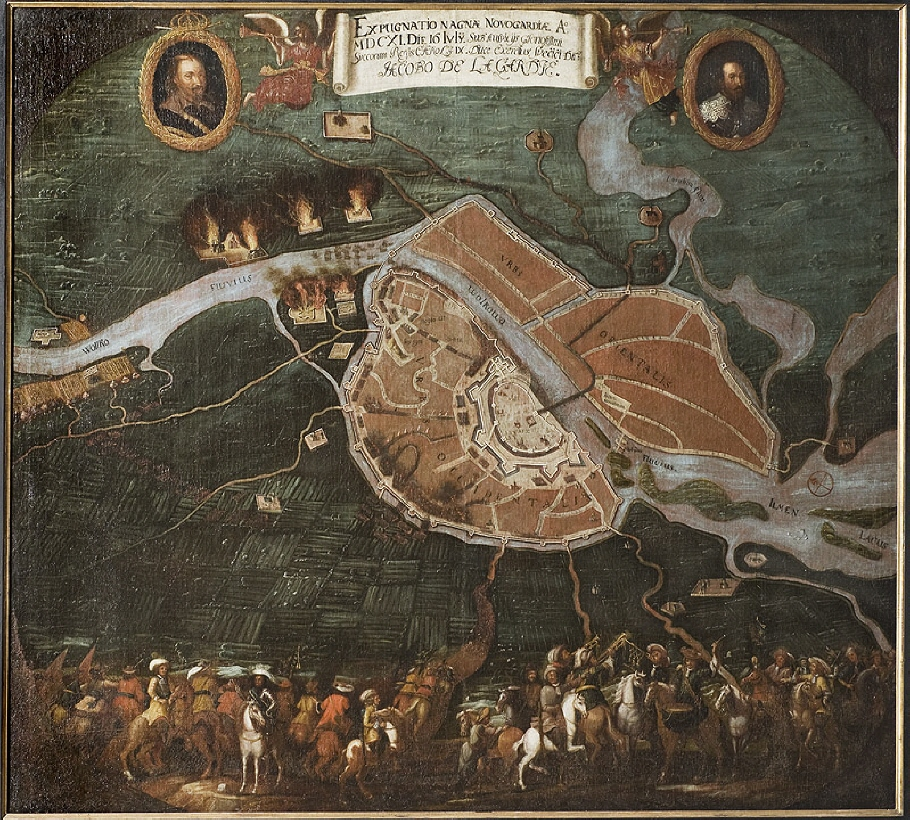
«Облога Новгорода 1611 року», Юхан Хаммер, 1689 рік
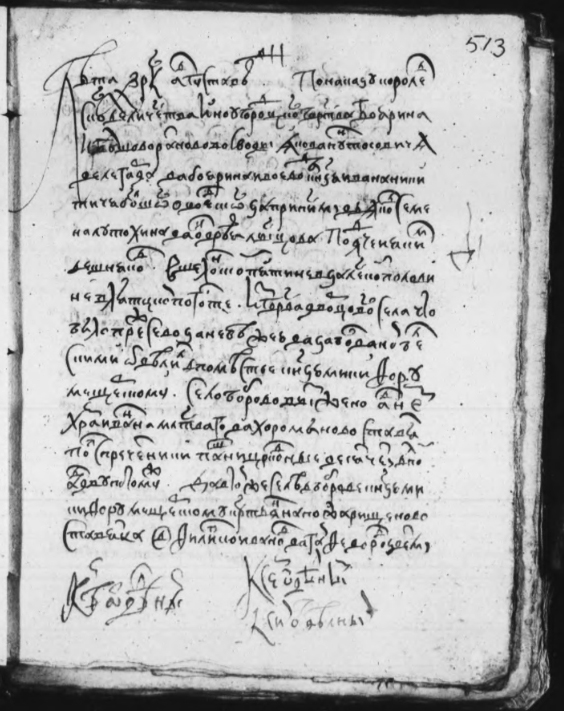
Аркуш книги роздачі земель Новгородської держави в Ляцькому погості
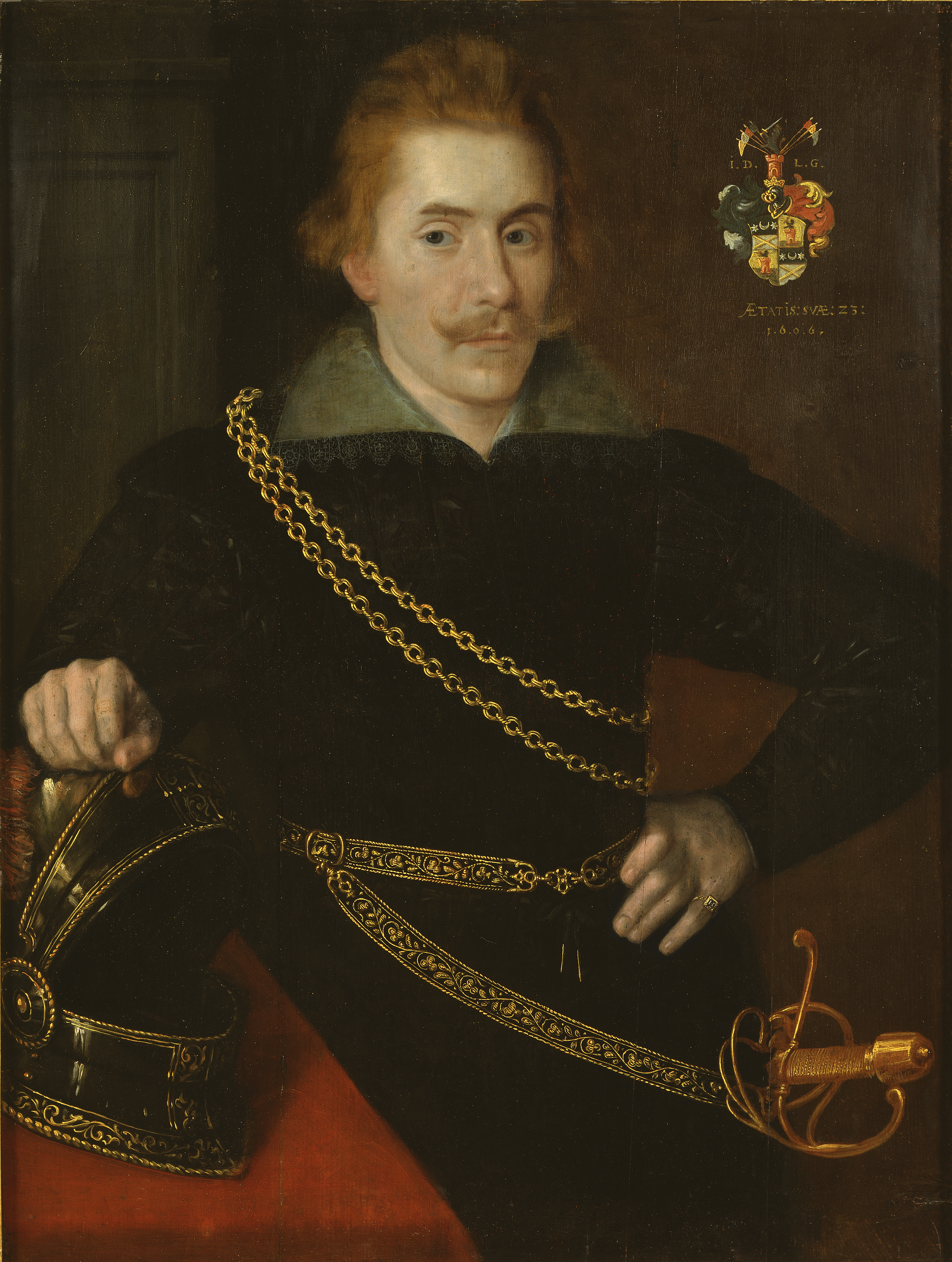
Якоб Делагарді
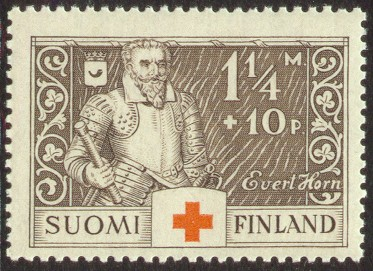
Еверт Горн на поштовій марці Фінляндії
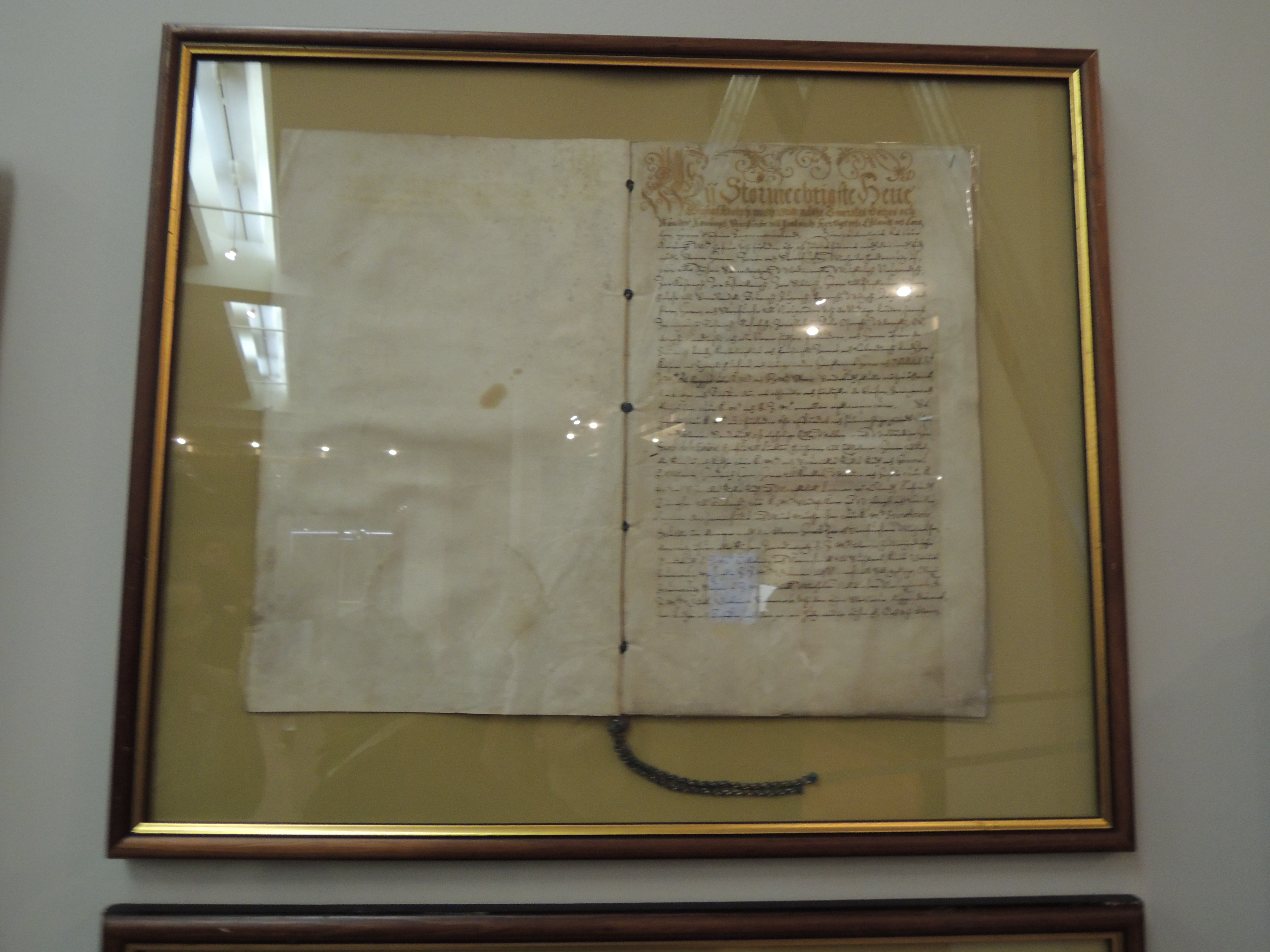
Текст Столбовського миру

За рішенням Столбовського вічного миру 1617 року за результатами московсько-шведської війни 1610—1617 років Новгород з околицями був повернутий Москві, але вона втрачала вихід до Балтійського моря і виплачувала репарації. Підсумки шведсько-московської війни для Новгорода були фатальними — половина міста спалена, в живих залишилось 527 містян, вирували голод і хвороби. Одним з найбільш повних зібрань документів того часу слугує Новгородський окупаційний архів, що зберігається в Державному архіві Швеції в Стокгольмі. «Вічний мир» росіянами був порушений вже за 40 років, коли 1656 року стольник Петро Потьомкін з російськими полками вийшов на береги Неви, в місці впадання в неї річки Охти і штурмом взяв шведську фортецю Нієншанц.

#### Церковний розкол
Стан Новгорода після розорення був важким, зросла кількість біженців з територій, що відійшли за Столбовським миром до Швеції, повільно відновлювалось зруйнована війною економіка. Через зростання цін на хліб 1650 року в місті спалахнув хлібний бунт. У дні повстання в місті на стороні царя Олексія Михайловича залишався митрополит Никон, який піддав анафемі бунтівників і був за це жорстоко побитий. Така поведінка митрополита під час народного бунту наблизила його до царя, завдяки милості якого він значно зміцнив свої позиції і вже за два роки став московським патріархом. 1653 року Никон розпочинає будівництво дерев'яного Валдайського Іверського монастиря на острові посеред озера Валдай. На той час на Новгородщині вже діяли монастирі Юр'їв, Хутинський та Антоньїв-Римлянина.
З початком реформ Никона в Російській православній церкві відбувається розкол, найбільші наслідки він мав для новгородської єпархії. Після церковного розколу і гонінь на старообрядців значна частина населення Новгородської землі емігрувала да Речі Посполитої і в східно-балтійські володіння Швеції. Серед видатних старообрядців того часу, уродженець Крестецького Яма (тепер Крижі) Феодосій Васильєв. 1692 і 1694 року у Великому Новгороді збирались церковні собори старовірів, які постановили про припинення будь-яких контактів із офіційною церквою, не приймати «нових» таїнств і священників, зберігати основи православ'я, стародавні пам'ятки іконопису, книжності, наонний піснопів.

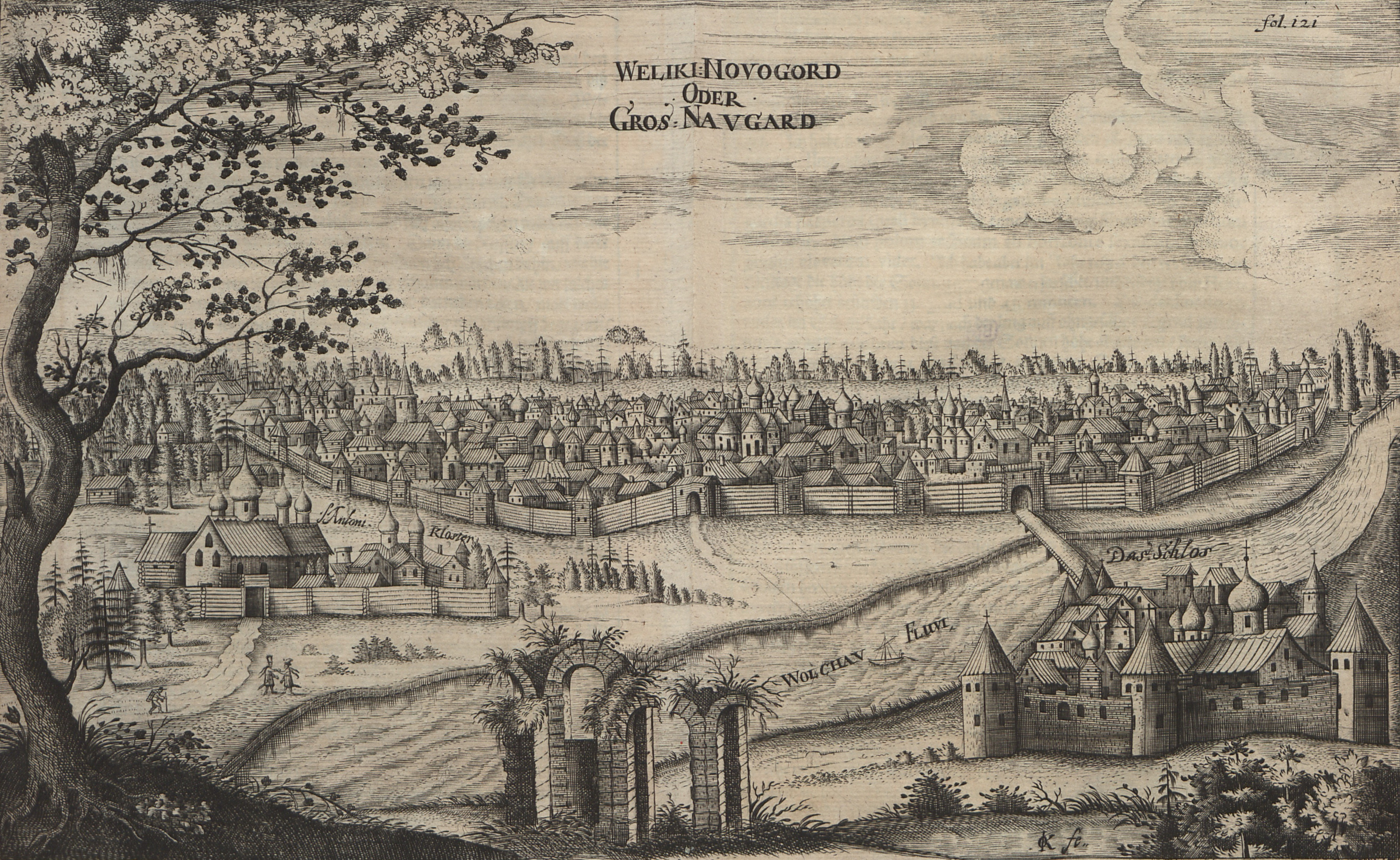
Новгород на гравюрі Адама Олеарія, середина XVIII століття
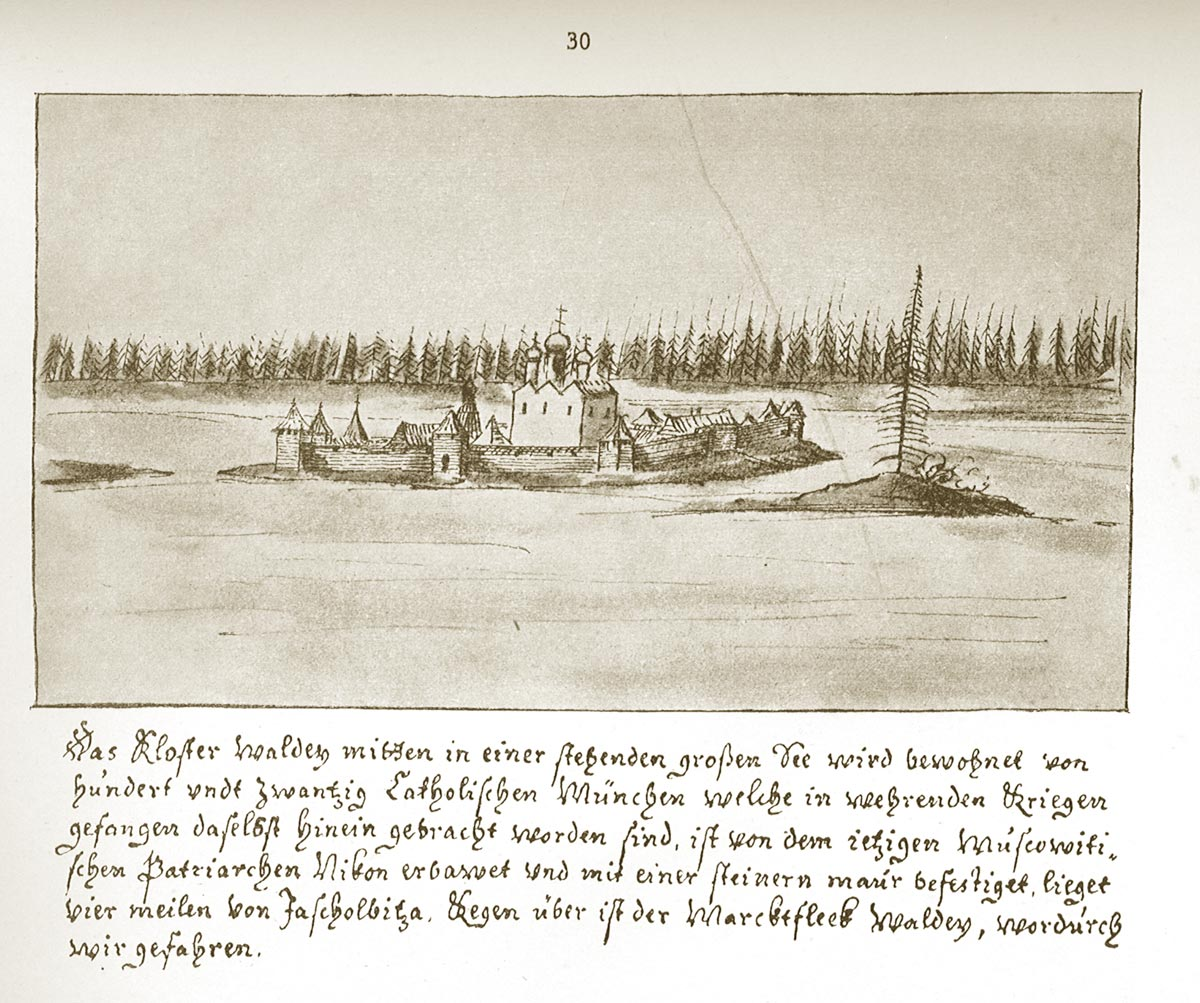
Іверський монастир на замальовці Августина Меєрберга, 1661 рік
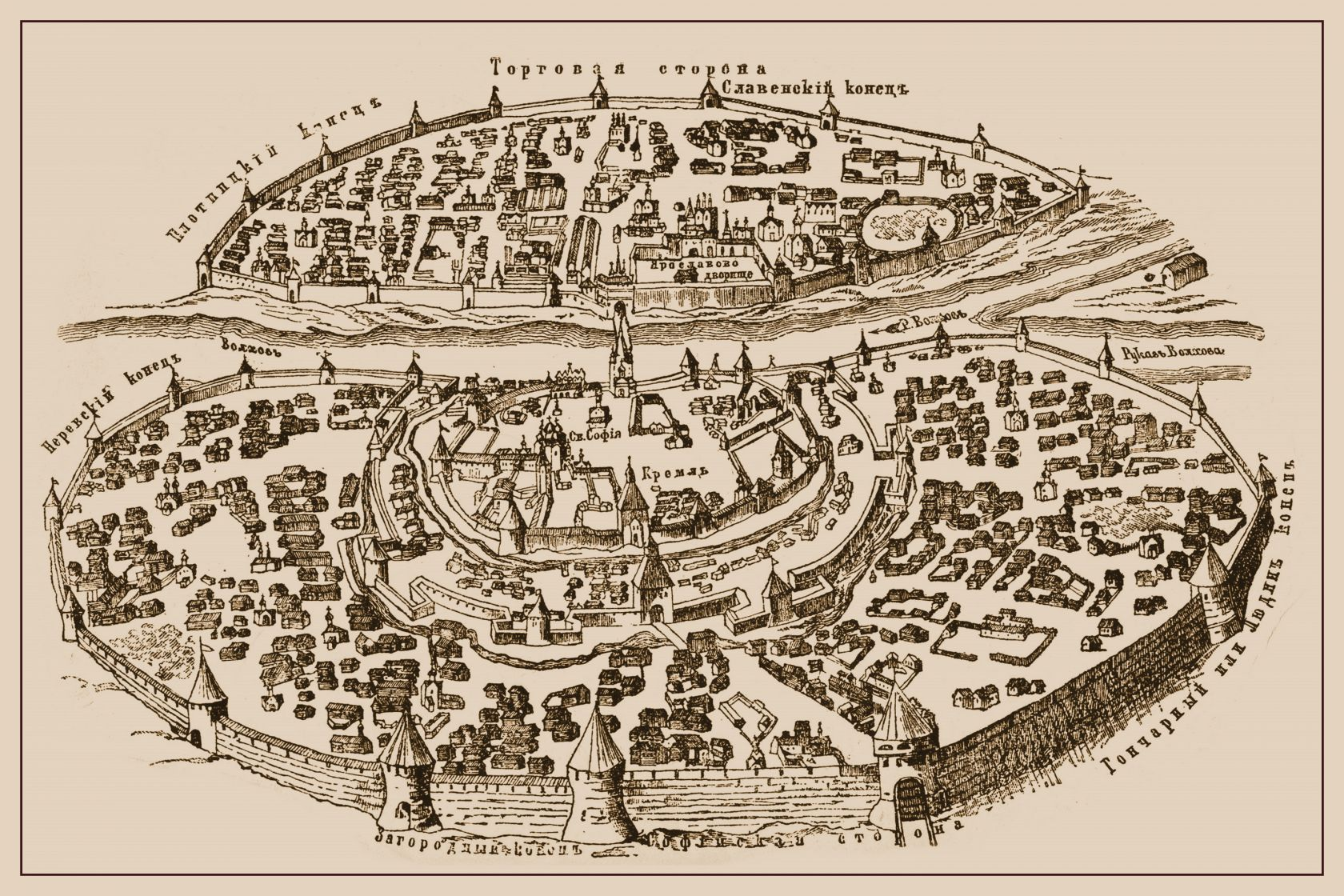
План Новгорода (реконструкція), 1670 рік
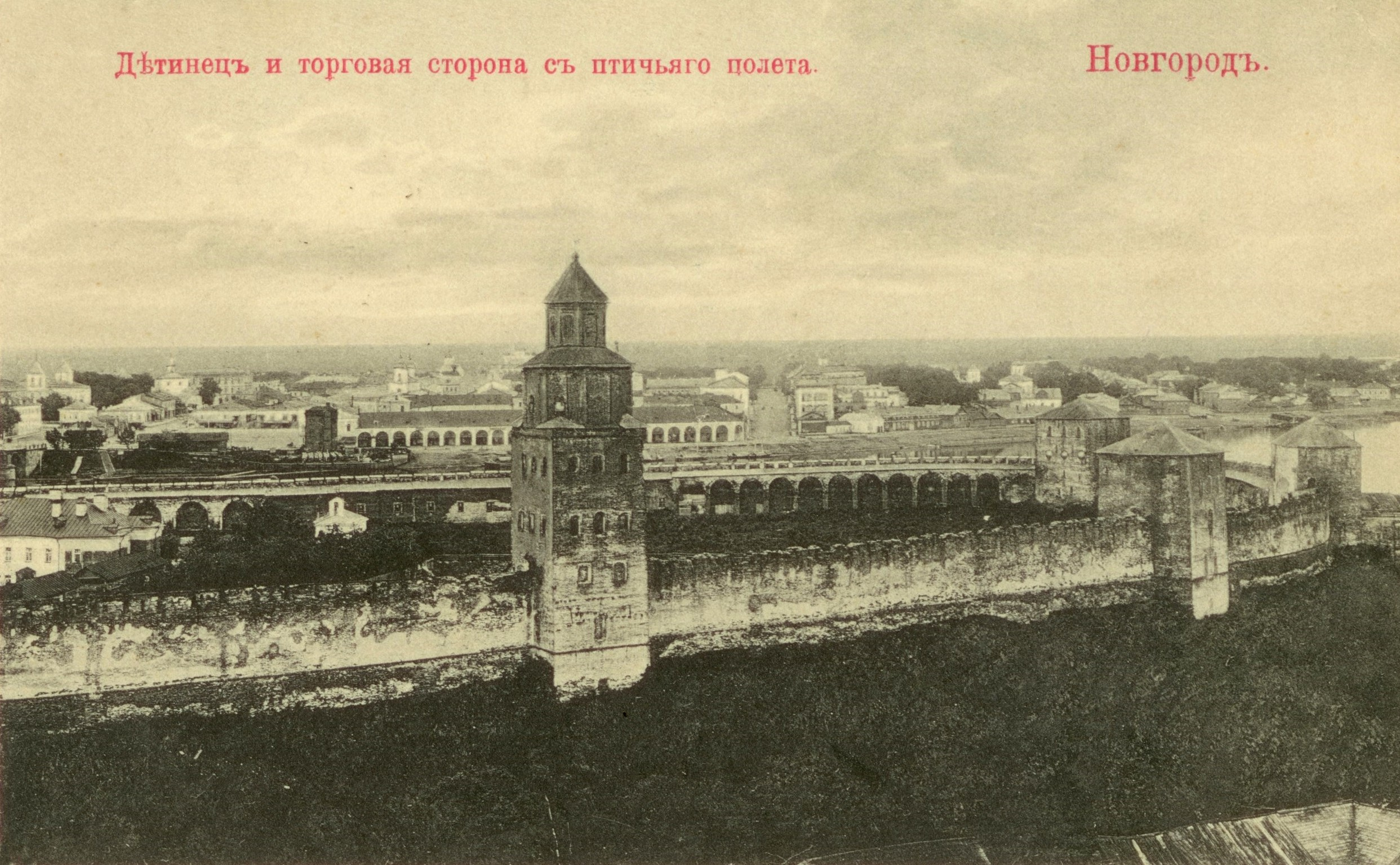
Новгородський детинець на листівці, після 1895 року

Наприкінці XVII століття більша частина території сучасної Новгородської області входила до складу великого Новгородського повіту. Території по Ловаті до невеликих за площею Старорусського та Холмського. Тогочасне господарство регіону базувалось на товарному вирощуванні льону та конопель заради виготовлення полотна та мотузок, збиранні меду, солеварінні, вилову і солінні риби. У Новгороді були потужні виробництва — шкіряне і текстильне; місто залишалось важливим торговим центром регіону і країни в цілому.

### Російська імперія
1700 року розпочалась Північна війна зі Швецією. Після поразки під Нарвою цар Петро I спішно укріплює стіни Новгорода, готуючись до можливої облоги, втім шведські війська не дійшли до міста. Новгородський полк відіграв важливу роль в Полтавській битві 1709 року. За результатами Північної війни Росія отримала вихід до Балтійського моря, а на знову завойованих землях Інгрії була заснована нова столиця Санкт-Петербург (до будівництва якої залучались майстри з новгородських земель), через що Новгородська земля стала перетворюватися на звичайну провінцію.
Наприкінці 1708 року Петро I провів адміністративну реформу, розділивши всю Росію на 8 губерній. До складу Інгерманландської губернії увійшли новгородські, псковські, білозерські землі, а також Північне Помор'я. Згодом все губернії були поділені на провінції, а провінції на дистрикти. 1727 року Новгородська провінція була виділена в окрему Новгородську губернію із центром у Великому Новгороді. 1746 року було завершено спорудження Столичного тракту між Санкт-Петербургом і Москвою, що пролягло східною частиною сучасної території області.

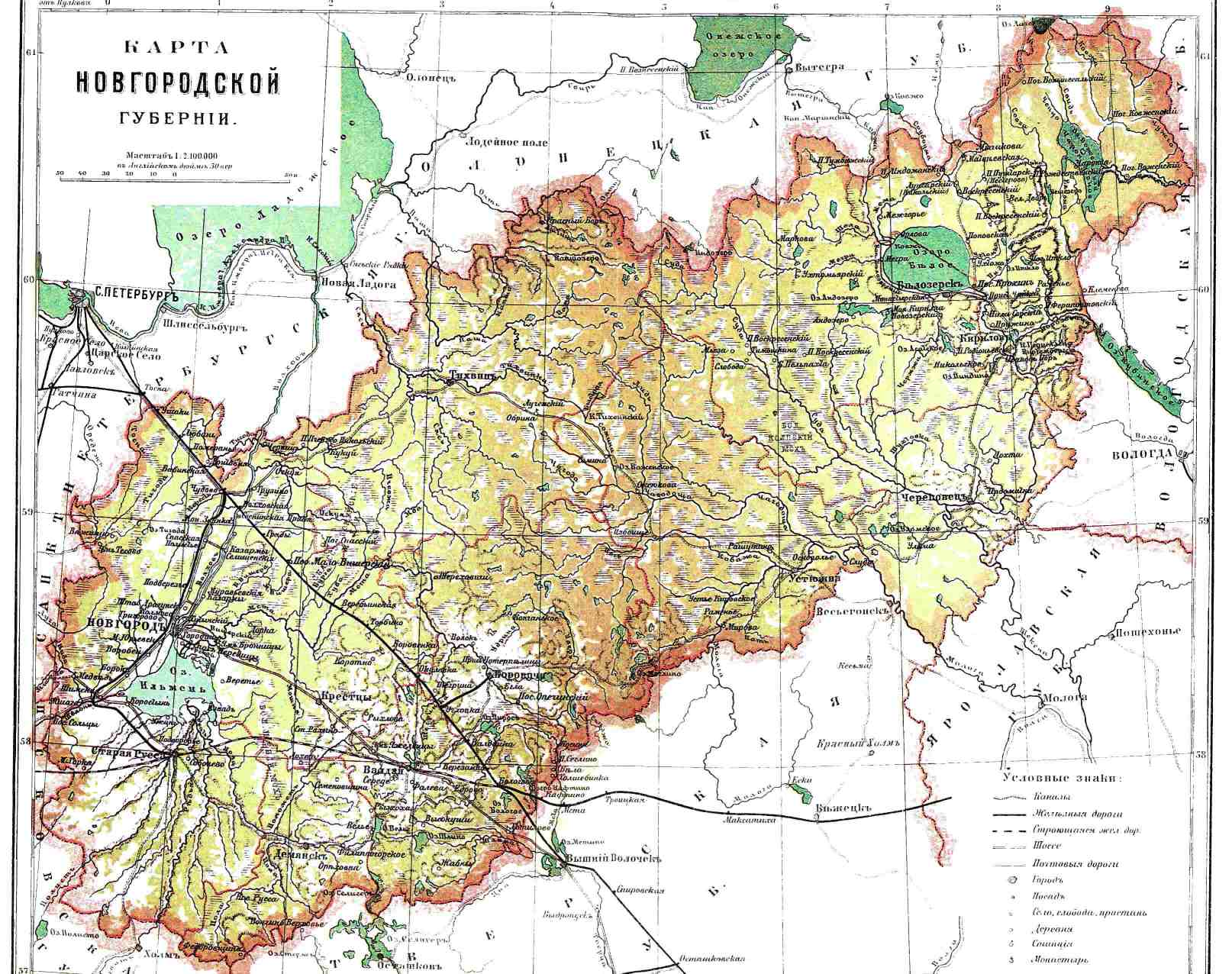
Карта Новгородської губернії
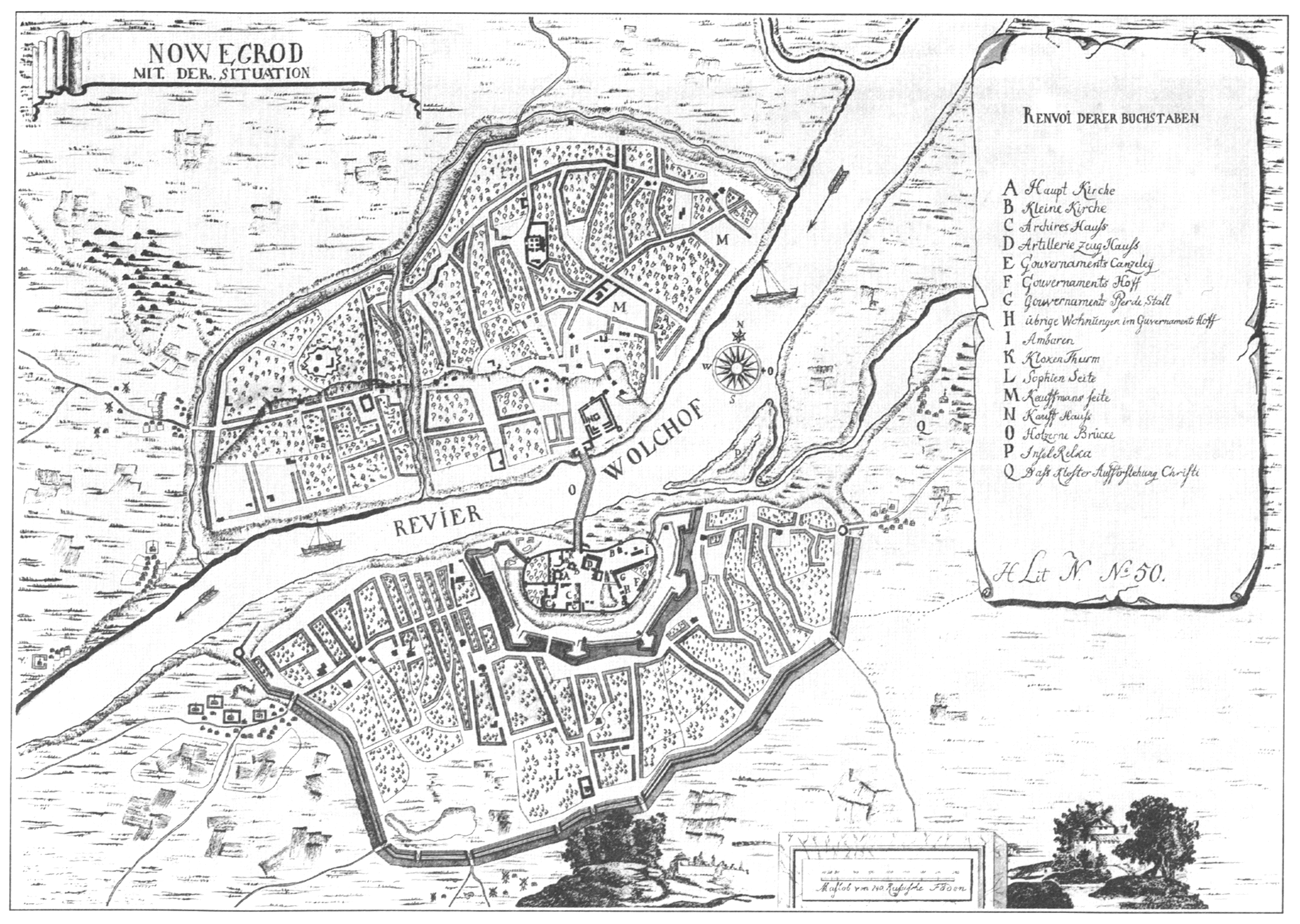
План Новгорода, 1745 рік
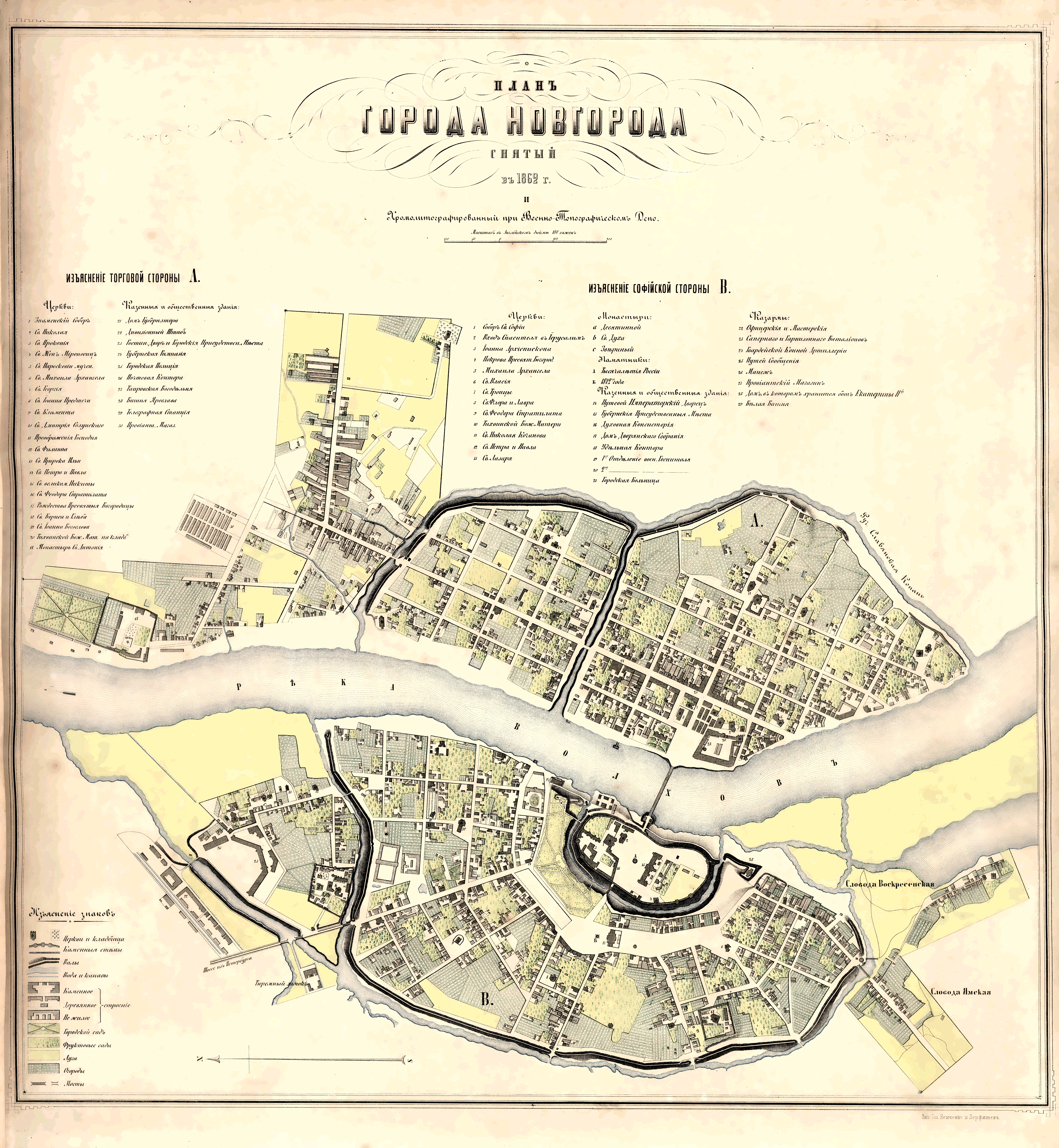
План Новгорода, 1862 рік
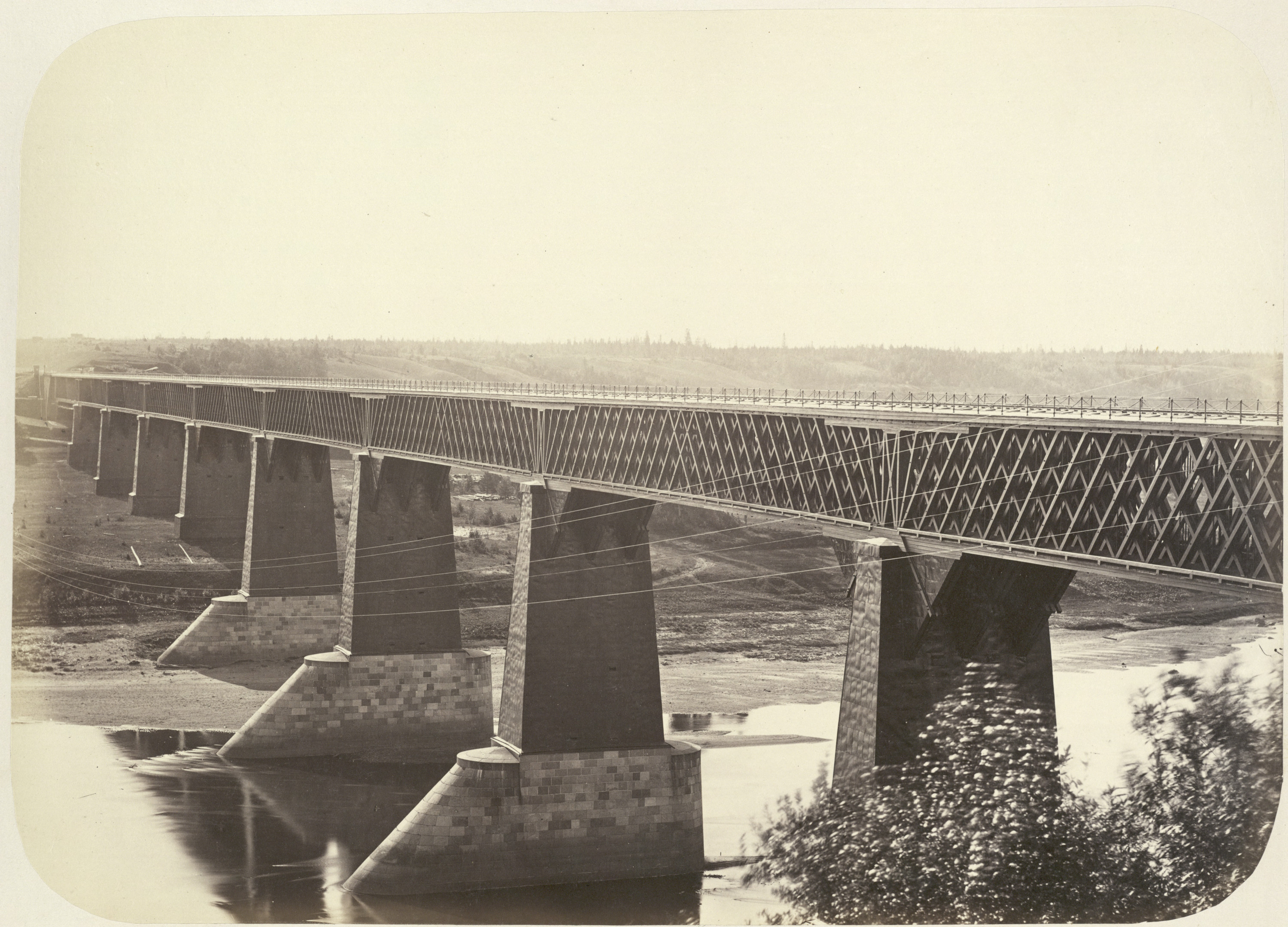
Мстинський міст Миколаївської залізниці
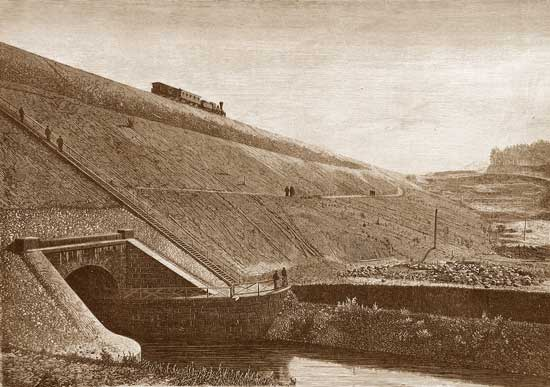
Насип Вереб'їнського обходу
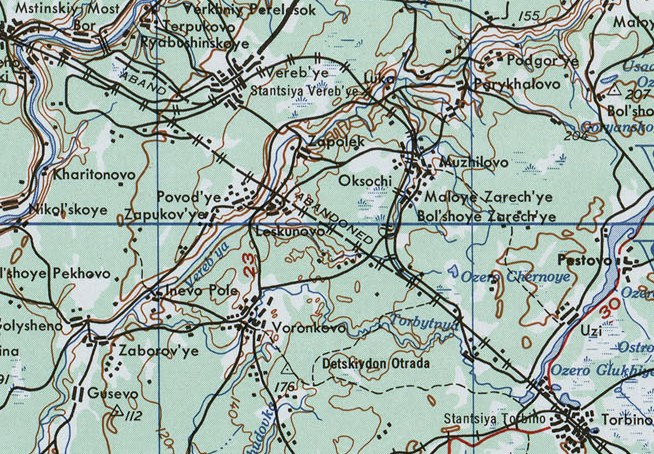
Вереб'їнський залізничний обхід на карті

1764 року на посаду губернатора імператрицею Катериною II був призначений Яків Сіверс. За нього розпочалися великі будівельні роботи, занедбане провінційне місто належало перетворити на губернську столицю. Указом імператриці від 1778 року був затверджений новий генеральний план міста, розроблений столичними архітекторами. Давнє планування змінилось регулярним, замість звивистих старовинних вулиць пролягли нові прямі, з'явились квартали кам'яної забудови, реконструйовані Гостинний двір, митрополичі палати, зведено новий міст через Волхов на кам'яних опорах, гімназія, канцелярія і острог. Поряд із Ярославовим дворищем був зведений Подорожній палац для Катерини II, в якому вона зупинялася 1780 року під час подорожі західними губерніями. 1781 року було затверджено герб Новгорода. Із закріпаченням селян на території губернії склалась переважно панщинна система. У другій половині XVIII століття історію, етнографію, природу і продуктивні сили Новгородщини досліджували експедиції Йоганна Гільденштедта та Еріка Лаксмана, 1805 року проводив дослідження на Ільмені Микола Озерецьковський.

Під час Вітчизняної війни 1812 року в губернії було скликане ополчення, яке брало активну участь в бойових діях, за що коштом громади 1840 року було удостоєне пам'ятної стели на Софійській площі з написом: 
|  | Ополченці, полеглі на полі битви в 1812 і 1813 роках полковник А. А. Погребов, підполковник Н. О. Ушаков, майор С. П. Кисельов, підпоручики Н. Хвостов та А. Соколов, прапорщик П. Мордвинов і понад 6 тисяч ратників з 10 повітів Новгородської губернії. Оригінальний текст (рос.) Ополченцы, павшие на поле брани в 1812 и 1813 годах полковник А. А. Погребов, подполковник Н. О. Ушаков, майор С. П. Киселёв, подпоручики Н. Хвостов и А. Соколов, прапорщик П. Мордвинов и более 6 тысяч ратников из 10 уездов Новгородской губернии. |

 Пам'ятник зруйновано і відправлено на переплавку більшовиками, відновлено за часів самостійності. 3 квітня 1814 року у Версалі під Парижем генерал-ад'ютантом князем Васильчиковим з офіцерів і нижчих чинів армійської кавалерії був сформований Драгунський лейб-гвардії полк у складі 4-х ескадронів. Полк базувався в Старій Руссі та Петергофі. Відзначився під час бойових дій з придушення польських повстань 1831 і 1863–1864 років, російсько-турецьких війн у Болгарії 1828–1829 і 1877–1878 років. Під час останньої уродженець Харкова, капітан Олександр Бураго разом з 63 лейб-драгунами обернув на втечу тисячне турецьке військо Сулейман-паші і звільнив Пловдив. У полку служили великі князі роду Романових та два російських імператори, Олександр Перший і Другий.
У серпні 1816 року у селі Селищі, що за 50 від Великого Новгорода, був розквартирований Другий батальйон гренадерського графа Аракчеєва полку. З цього поселення розпочалась історія аракчеєвських військових поселень в Росії. Через два роки розпочалось будівництво цегляного комплексу Аракчеєвських казарм під керівництвом інженера К. Ф. Детлова, за участі архітектора Василя Стасова, автора Свято-Духової церкви. Комплекс також включав манеж з церквою, гауптвахту і чотири двоповерхові будинки зі службами. 1831 року на Новгородській земля спалахнув холерний бунт, піднятий військовими поселенцями. Під час придушення польського повстання 1831 року, заради придушення заворушень серед місцевих поселенців у казармах були розквартировані гусари з Гродненського гусарського полку. 1838 року тут ніс службу російський поет Михайло Лермонтов. Під час німецько-радянської війни в казармах розміщувався штаб Волховського фронту.
1833 року було оновлено Столичний тракт, він став повноцінним шосе з гравійним покриттям. У 1840-х роках розпочалось спорудження Миколаївської залізниці між двома столицями Російської імперії, Санкт-Петербургом і Москвою, за проєктом без заходу до Новгорода, через Чудово, Малу Вішеру, Окуловку. 14 серпня 1851 року відкрився рух перших потягів казенною залізницею, до Новгорода залізнична гілка була споруджена лише 1871 року, як частина Московсько-Віндаво-Рибинських залізниць. 1858 року відкрилося пароплавне сполучення між Старою Русою і Новгородом. 1897 року на південь від озера Ільмень було прокладено залізницю між Бологим і Псковом. У районі Вереб'їнського мосту після пожежі на Мситнському, що паралізував рух залізницею, та заради зменшення похилу руху потягів було споруджено Вереб'їнський обхід. З ним пов'язана легенда, нібито імператор Микола I, прокладаючи маршрут майбутньої дороги на карті під лінійку, випадково обвів олівцем свій палець, а інженери не стали суперечити накресленому плану і спорудили об'їзний насип через станцію Оксочі. 2001 року було оновлено міст через Вереб'ю і рух поїздів знову спрямлено.

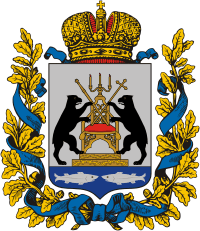
Герб Новгородської губернії
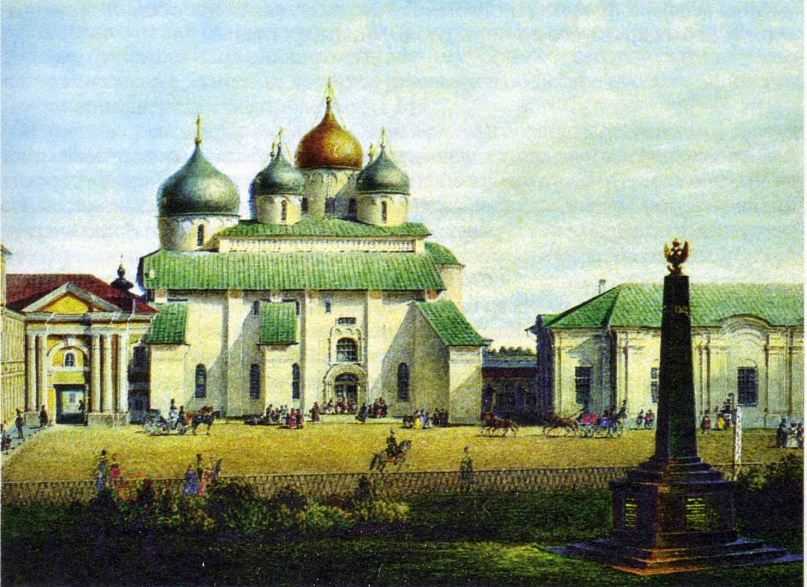
Софійська площа і стела Новгородському ополченню 1812 року
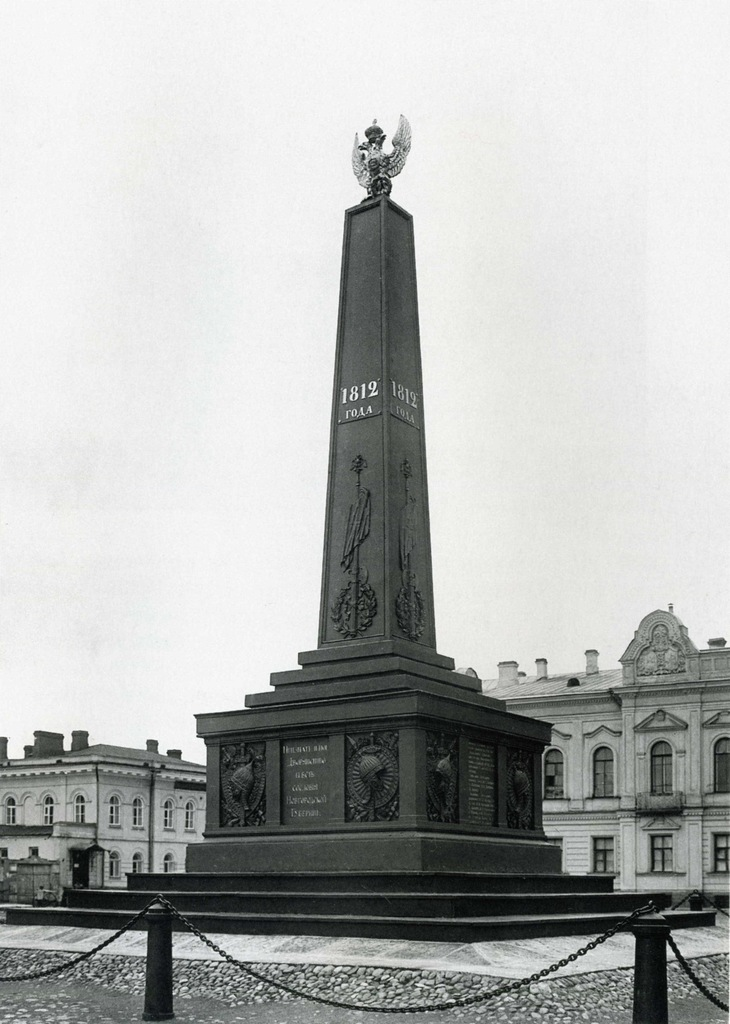
Пам'ятник Новгородському ополченню
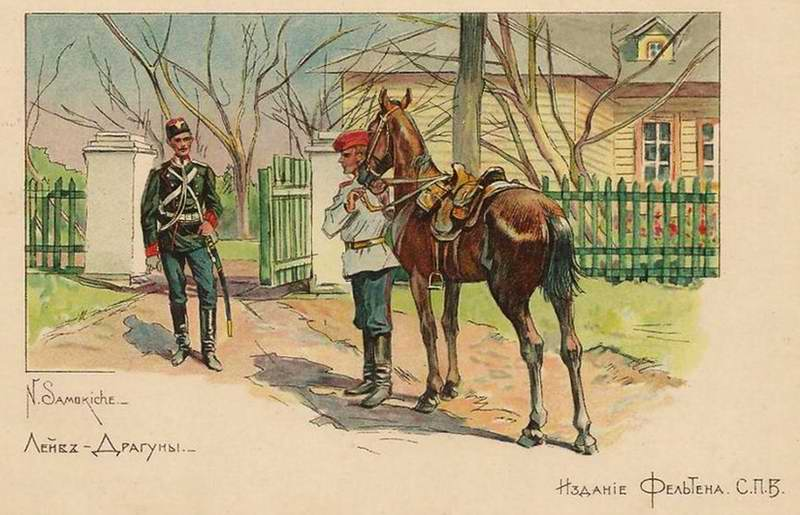
«Лейб-драгуни», Микола Самокіш, 1905 рік
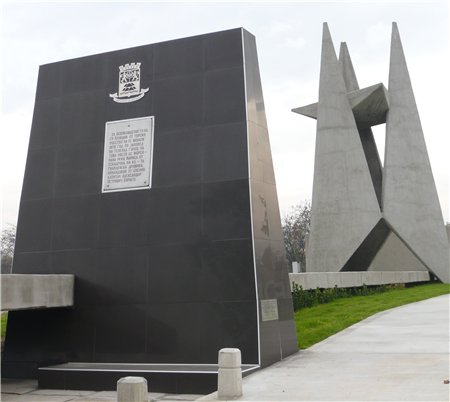
Пам'ятник лейб-драгунам в Пловдиві, Болгарія
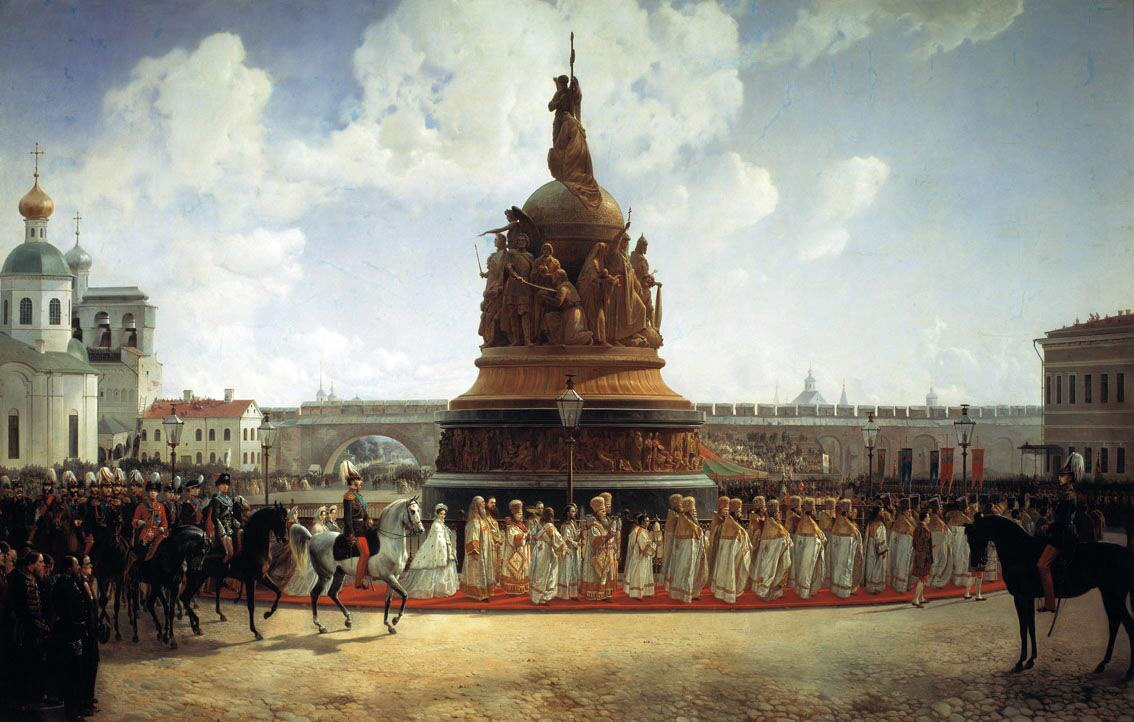
«Відкриття пам'ятника «Тисячоліття Росії»», Богдан Віллевальде, 1864 рік

8 грудня 1856 року було затверджено герб Новгородської губернії, в основу якого було покладено герб міста Новгород 1781 року.
1862 року в Новгороді урочисто було відзначено 1000-річчя Російської держави. На честь цієї події за проєктом Михайла Микешина в центрі Новгородського кремля споруджено пам'ятник «Тисячоліття Росії». Спеціально заради святкування було засновано тимчасове генерал-губернаторство, яке особисто очолив великий князь Микола Миколайович. Пам'ятник був відкритий в присутності імператора Олександра II. У другій половині в Старій Руссі діяло Товариство допомоги учням, а в Боровичах — Товариство лікарів. У 1889—1892 роках територією губернії пролягав шлях експедиції з дослідження ґрунтів комісії імператорського Вільного економічного товариства Гаврили Танфільєва; впродовж 1894—1895 років працювала експедиція на Верхньоволзькі озера та Селігер Дмитра Анучіна під керівництвом Олексія Тілло. Незважаючи на зростання загальноросійського інтересу до Новгородщини, Новгород і на початку XX століття залишився типовим провінційним містом Російської імперії.

## Новітня доба
На початку XX століття у Новгороді не було жодного великого промислового підприємства, пролетаріат, як клас робітників, не був сформований. Тому під час Першої російської революції в губернії не було значних виступів. Перед Столипінською реформою 1907—1916 років у Новгородській губернії майже 100 % селянських господарств були общинними. Під час реформи лише 10 % общинних земель було виведено в хутори та отруби.
1917 року населення Новгородської губернії підтримало Російську революцію. На селі були масові виступи, у Боровичах і Новгороді сформовані ради солдатських, робітничих і селянських депутатів. 14 (27) квітня 1917 року в Новгороді була утворена Новгородська губернська Рада робітничих, солдатських і селянських депутатів. 27 жовтня (9 листопада) 1917 року Рада заявила про визнання радянської влади, проте зажадала при цьому створення «коаліційного соціалістичного уряду». 13 (26) листопада 1917 року за рішенням виконкому Новгородської ради був сформований Військово-революційний комітет (реввоєнком) під головуванням більшовика Н. Д. Алексєєва, який розпочав ліквідацію органів Тимчасового уряду. 5 (18) грудня 1917 року новий склад губвиконкому приступив до виконання перших декретів радянської влади. Під час боротьби з військами Юденича західну частину території області прикривали загони 7-ї армії РККА. За час Громадянської війни посівні площі в губернії зменшились на третину.

### Радянська доба
1918 року 5 північно-східних повітів (Білозерський, Кирилівський, Тихвинський, Устюженський і Череповецький), більша частина території Новгородської губернії, увійшли до складу Череповецької губернії, але вже 1927 року, рамках проведеної в СРСР адміністративно-територіальної реформи, обидві губернії увійшли до складу Північно-Західної області. 1 серпня 1927 року Північно-західна область була перейменована на Ленінградську. Губернії були скасовані, а територія сучасної області увійшла до складу Новгородського, Боровицького і західної частини Череповецького округів Ленінградської області. Територія сучасного Холмського району — до складу Великолукского округу. Через 3 роки, З липня 1930 року окружний поділ було замінено на районний, а Новгород і Боровичі стали містами обласного підпорядкування Ленінградському виконкому. Втрата статусу губернського центру в умовах планового господарства означала позбавлення регіону централізованого фінансування. Ленінградське керівництво на чолі з Сергієм Кіровим розглядало новгородщину як сільську околицю, ніякої індустріалізації не планувалося, Новгород перетворювався на заштатне місто, «сто перший кілометр» для висилки з Ленінграда «небажаних елементів».
1934 року на території області за 29 км від міста Валдай у Рощинському сільському поселенні розпочалось будівництво однієї з дач Сталіна. Пізніше перетворена на санаторій для патрійної номенклатури. Тепер це одна з 4 офіційних резиденцій президента Російської Федерації — Довгі Бороди (рос. Долгие Бороды, офіційна назва — будинок відпочинку «Ужин»). У головній чотириповерховій будівлі на 3,5 тис. м² облаштований актовий зал, де проводяться заходи міжнародного дискусійного клубу «Валдай».

#### Німецько-радянська війна
19 серпня 1941 року під час німецько-радянської війни значна частина області була окупована військами Третього рейху та іспанськими легіонерами з «Блакитної дивізії». До грудня 1941 року німецькі з'єднання групи армій «Північ» зуміли захопити Тихвин, Новгород і Дем'янськ, але до весни 1942 значні території області були відбиті Червоною армією і фронт стабілізувався приблизно по Волхову (Волховський фронт). 24 серпня 1941 року в бою за місто Новгород радянський політрук роти 125-го танкового полку 28-ї танкової дивізії Олександр Панкратов був першим, хто під час війни закрив своїм тілом ворожий кулемет. Нагороджений званням Герой Радянського Союзу. Його подвиг, з ідеологічних міркувань, пізніше став носити ім'я одного з послідовників, уродженця Дніпра, звичайного рядового — Олександра Матросова.
Територія області підпорядковувалась окупаційній військовій адміністрації, була організована управа, яка підпорядковувалася місцевій військовій комендатурі. Після війни область планувалось включити до комісаріату Остланд. Прихильниками співпраці з гітлерівцями були раніше репресовані археолог Василь Пономарьов (перший бургомістр Новгорода) і літературознавець Борис Філістинський (голова допоміжної поліції). На території області активно велась диверсійна робота радянських партизан і контрдиверсійна з німецького боку та сил колаборантів. Доба окупації висвітлена новгородським істориком Борисом Ковальовим у монографії «Повсякденне життя населення Росії в період нацистської окупації» (рос. Повседневная жизнь населения России в период нацистской оккупации).
У результаті зимової Дем'янської операції Північно-Західного фронту під командуванням генерал-лейтенанта Павла Курочкіна між озерами Ільмень і Селігер, з 8 лютого по 21 квітня 1942 року у селищі Дем'янськ за 160 км на схід від Холма в оточенні радянських військ перебував 100 тисячний 2-й армійський корпус (частини 12-ї, 30-ї, 32-ї, 223-ї та 290-ї піхотних дивізій, 3-тя танкова дивізія «Мертва голова») під командуванням графа Вальтера фон Брокдорфф-Алефельда. Постачання забезпечувалось силами Люфтваффе, поки ударною групою генерал-лейтенанта Вальтера фон Зейдліц-Курцбаха на південний захід від Старої Русси в квітні не вдалось утворити «рамушевський коридор» завширшки 6-8 км. Німецьке командування на відзнаку військової звитяги в цих подіях заснувало окрему військову нагороду — Дем'янський щит.
Окупація Новгородської області тривала 2,5 роки, до 20 січня 1944 року, коли під час Ленінградсько-Новгородської і Новгородсько-Лузької наступальних операцій Новгород був звільнений військами 59-ї армії під командуванням генерал-лейтенанта Івана Коровникова. 28 січня було звільнено Чудово, на початку лютого — Батецький. Південну частину області звільняли з'єднання 2-го Прибалтійського фронту під командуванням генерала армії Маркіяна Попова (Старорусько-Новоржевська операція). 18 лютого 1-ша ударна армія генерала Геннадія Короткова звільнила Стару Руссу, 21 лютого 22-га армія під командуванням генерал-лейтенанта Василя Юшкевича — Холм. Війна завдала величезної і непоправної шкоди багатьом пам'яткам історії краю, у Новгороді згоріли всі дерев'яні будівлі. З новгородського музею були розкрадені та вивезені німцями (що частково вберегло їх) найцінніші колекції з археології, історії та мистецтва. 2004 року іспанцями було повернуто хрест Софійського собору. На початку 2000-х років за німецький кошт було відновлено зруйновану під час війни церкву Успіння на Волотовом полі в Новгороді, був відновлений на початку 2000-х на німецькі гроші.

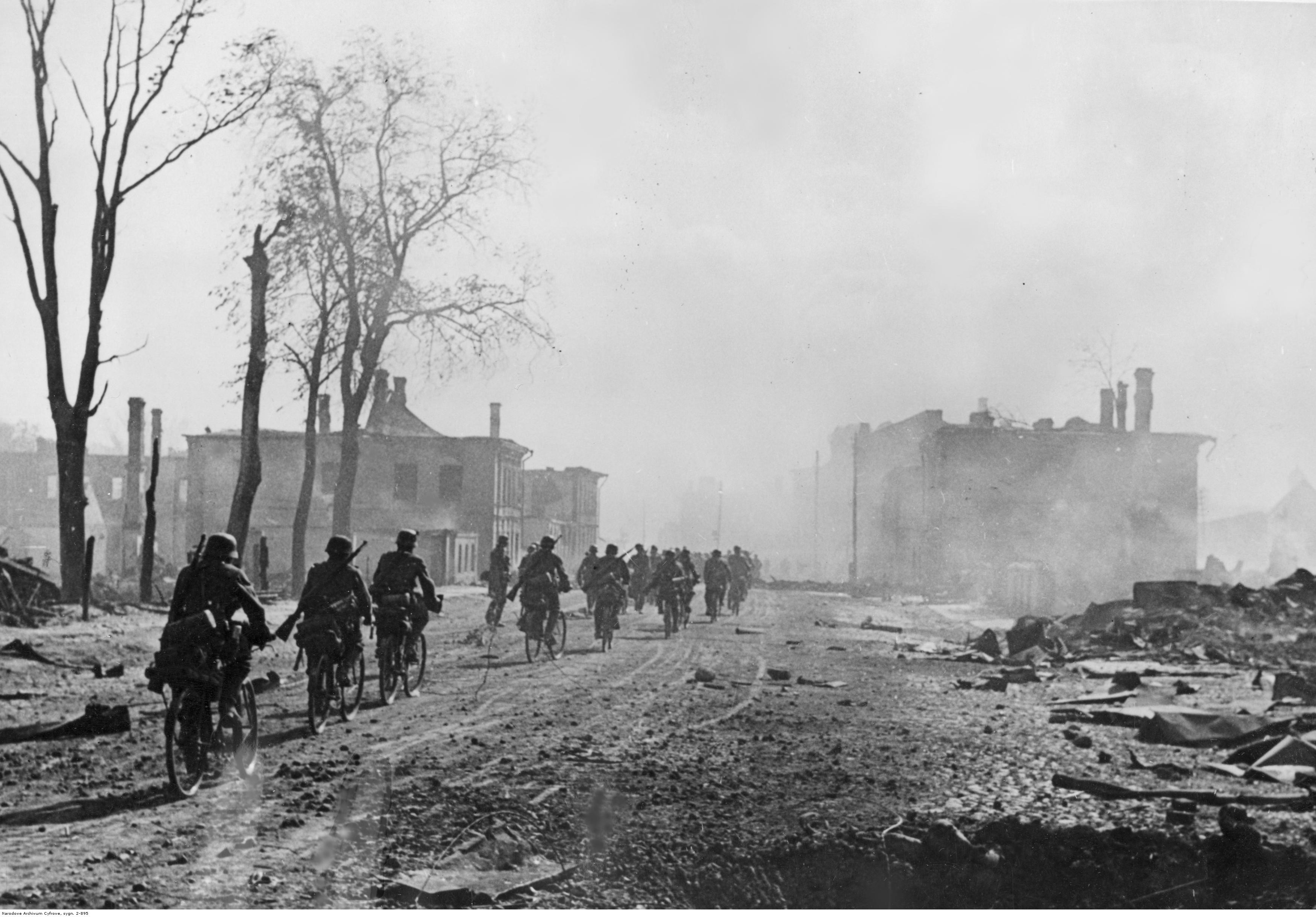
Німецькі війська в Новгороді, в серпні 1941 року
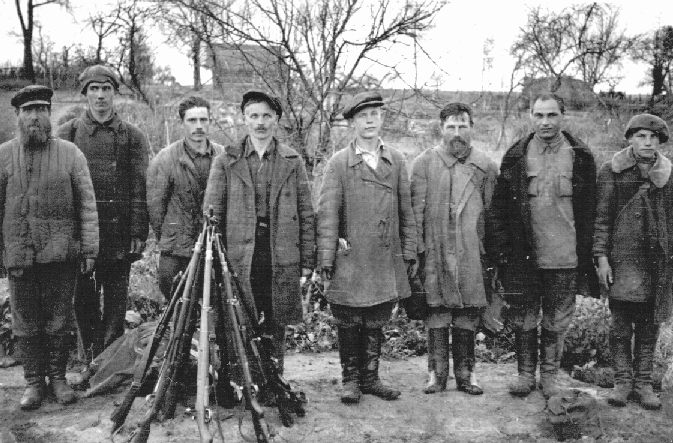
Антипартизанський загін
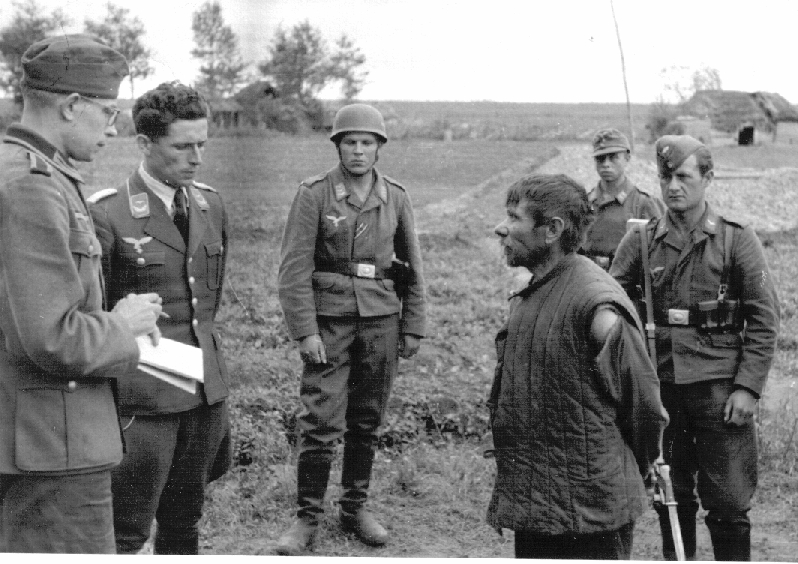
Допит радянського партизана
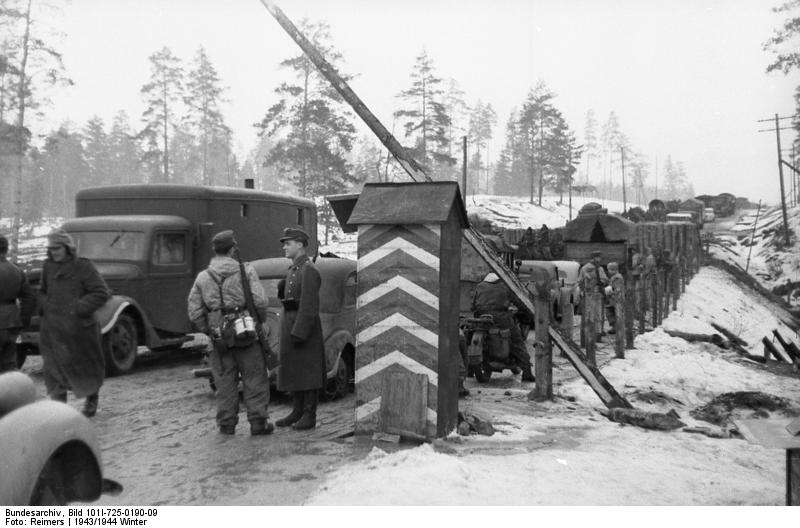
Відступ німецьких військ, 1944 рік

Зруйноване війною господарство і житловий фонд, 2227 населених пунктів, 288 промислових підприємств відновлювали довго, регіон був не в пріоритеті радянської влади, довоєнні показники промислового виробництва вдалося досягти лише 1953 року. У грудні 1947 року в Новгороді пройшов останній в СРСР відкритий показово-пропагандистський процес над нацистськими злочинцями.

#### Утворення області
5 липня 1944 року з окремих районів Ленінградської і Калінінської областей та міст обласного підпорядкування Новгород, Боровичі і Стара Русса указом Президії Верховної ради СРСР було утворено Новгородську область РРФСР у складі 27 районів і 3 міст обласного підпорядкування. 22 серпня 1944 року Холмський район був переданий до складу Великолуцької області (перебував у її складі до 1958 року). Белебелковський, Дрегельський, Залуцький, Личаківський, Мстинський, Опеченський, Полавський, Уторгоський райони ліквідовані в процесі укрупнення територій інших районів. Молвотицький район перетворено на Маревський.
1 листопада 1945 року Новгород був включений в число 15 радянських міст, що підлягають першочерговому відновленню, виноситься спеціальна постанова про реставрацію пам'яток архітектури, що були зруйновані бойовими діями. Одним з перших був відновлений пам'ятник «Тисячоліття Росії», урочисте відкриття якого відбулось 5 листопада 1944 року. Проте звичайним містянам-відбудовникам жилося в перші повоєнні роки тяжко, більшість з них мешкала в землянках та по підвалах. Через нестачу матеріалів на цеглу було розібрано споруду Міської думи і Торгових рядів на Ярославовому дворищі, наполовину розібрана аркада Гостиного двору. Лише після втручання істориків вона була відновлена і формує неповторний вигляд Торгової сторони на берегу Волхова. 22 грудня 1945 року Радою міністрів РРФСР було затверджено генплан розбудови міста академіка Олексія Щусєва, в основу якого було покладено принцип органічного поєднання нового будівництва з пам'ятниками давньоруського зодчества. 1953 року було зведено будівлю залізничного вокзалу за проєктом архітектора Ігоря Явейна. На середину 1950-х років економіка області вийшла на довоєнний рівень. З другої половини 1950-х років відбувається стрімке зростання промисловості за рахунок створення нових підприємств електронної галузі.
1956 року зі складу Дрегельского району до Бокситогорського району Ленінградської області були передані Дмитровська і Мозолевська сільради.

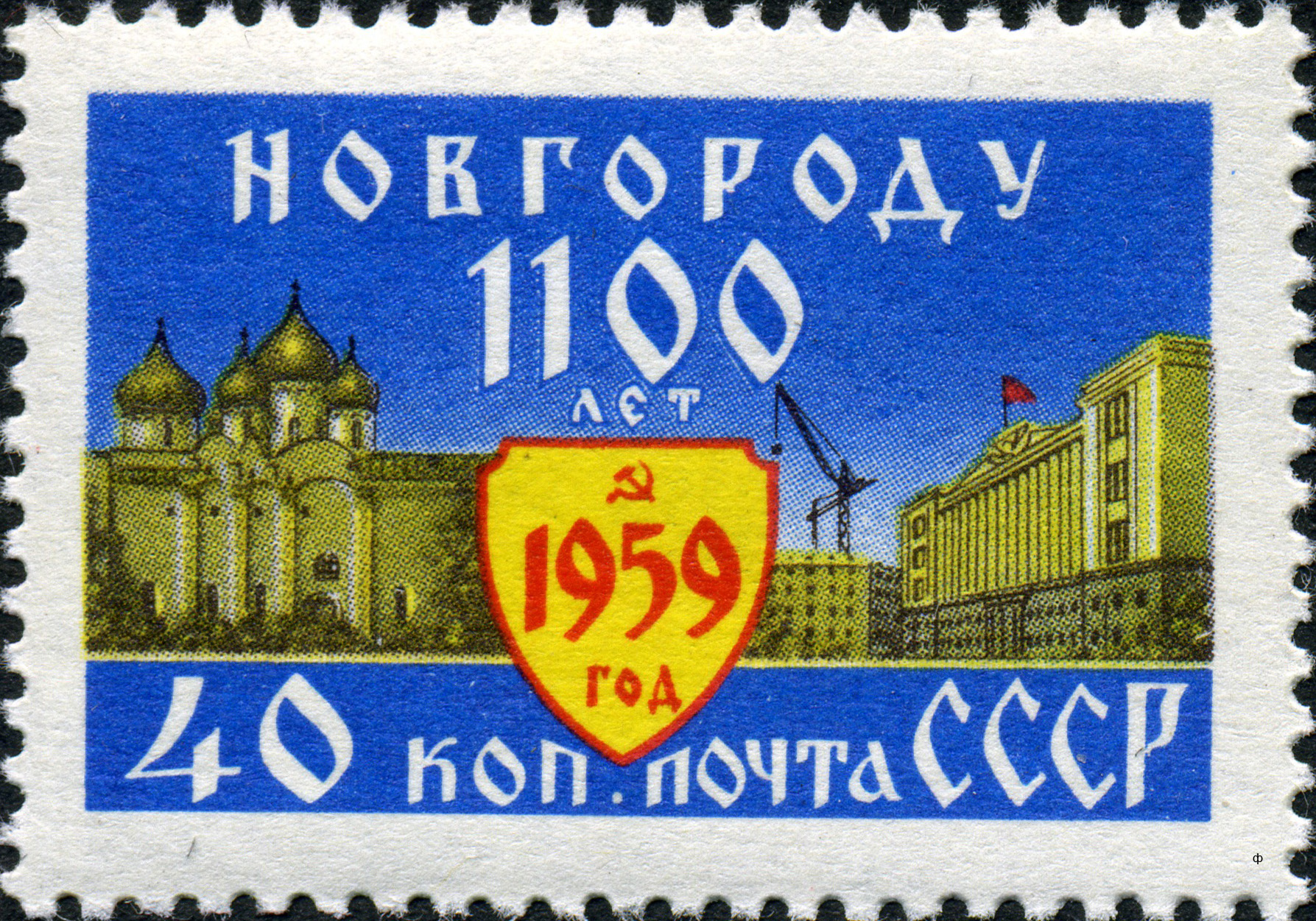
Поштова марка СРСР, присвячена 1100-літтю Новгорода
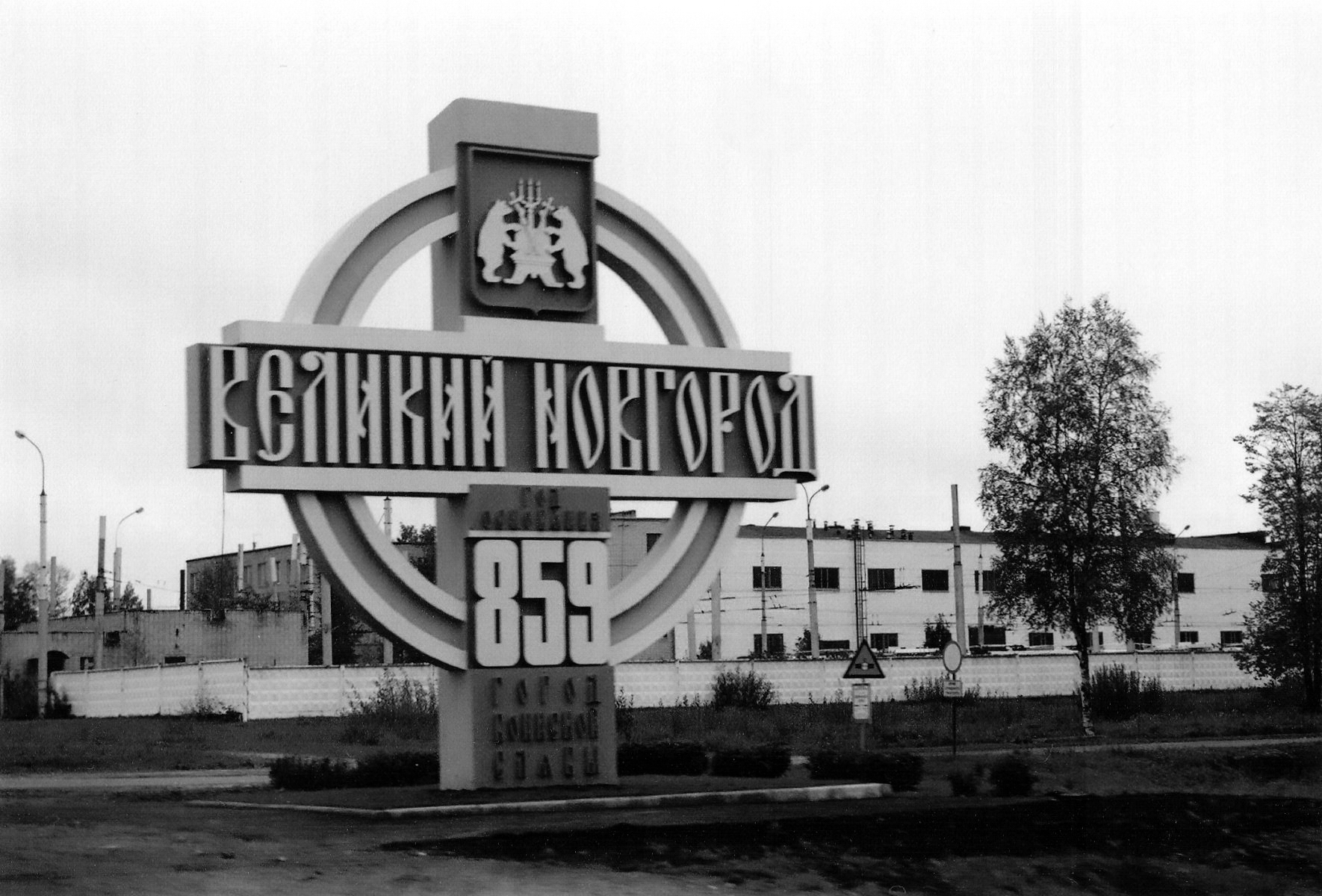
Стелла на в'їзді до Великого Новгорода
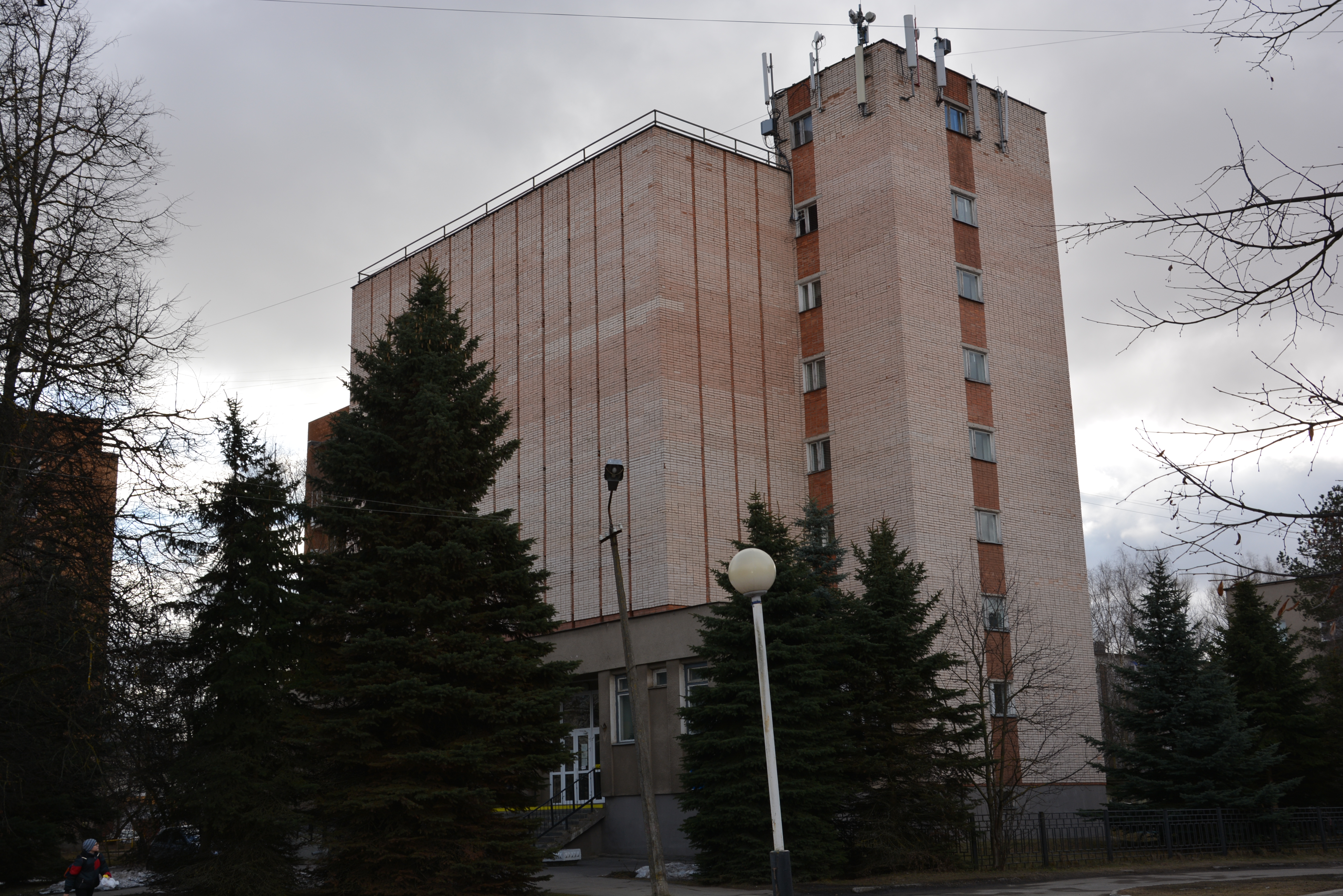
Держархів Новгородської області

У серпні 1959 року було проведено урочисте святкування 1100-ліття Новгорода. Впродовж 1950-1970-х років в області ведуться основні реставраційні роботи пам'яток архітектури, Новгород отримує всесоюзну популярність як центр туризму. 1964 року неподалік від стародавнього Юр'єва монастиря на березі озера Мячина почалося створення музею народного дерев'яного зодчества «Вітославлиці»
16 лютого 1967 року Указом Президії Верховної Ради СРСР Новгородська область була нагороджена орденом Леніна. 1967 року в експлуатацію уведено Новгородський хімкомбінат, головною продукцією якого є азотні добрива.
23 червня 1983 року Указом Президії Верховної Ради СРСР обласний центр, місто Новгород був нагороджений орденом Трудового Червоного Прапора.
22 вересня 1989 року Указом Президії Верховної Ради РРФСР поділ Новгорода на міські райони було ліквідовано.

### Самостійна Росія
1992 року рішенням ЮНЕСКО історичні пам'ятки Великого Новгорода і його околиць були віднесені до Всесвітньої спадщини. У 1990-х роках багатьом вулицям обласного центру та міст обласного підпорядкування було повернено історичні назви. 11 червня 1999 року обласний центр був перейменований згідно федерального закону «Про перейменування м Новгорода — адміністративного центру Новгородської області в місто Великий Новгород».
1999 року Рюриково городище було включено в межі Великого Новгорода. 28 жовтня 2008 року Великому Новгороду присвоєно звання «Місто військової слави». На честь цієї події 8 травня 2010 року урочисто був відкритий пам'ятник-стела «Місто військової слави» скульптора С. А. Щербакова.
2010 року Великий Новгород став переможцем всеросійського конкурсу «Найбільш упорядковане місто Росії».

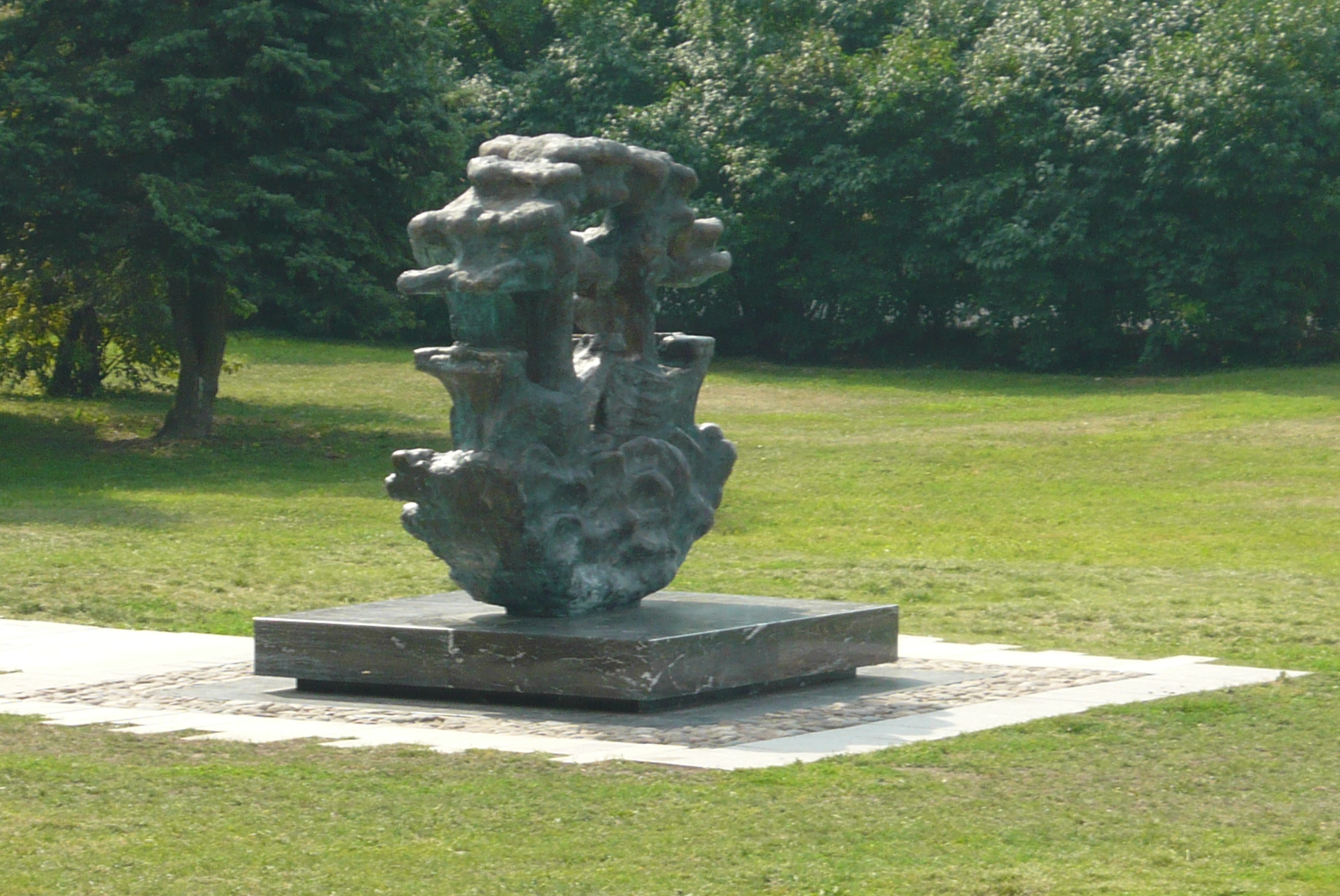
Пам'ятний знак Ганзейському союзу на Ярославовому дворищі
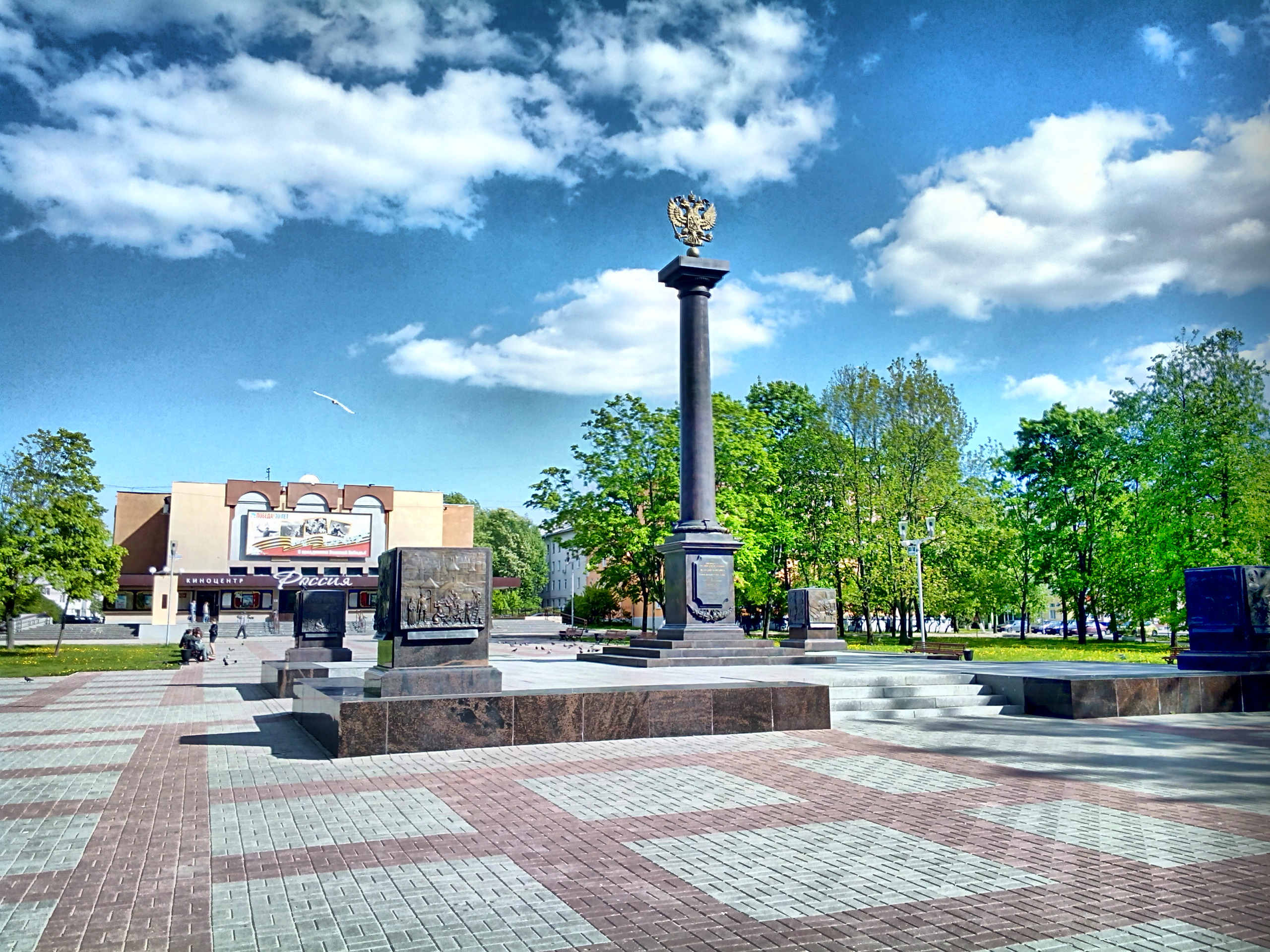
Стела «Місто військової слави»
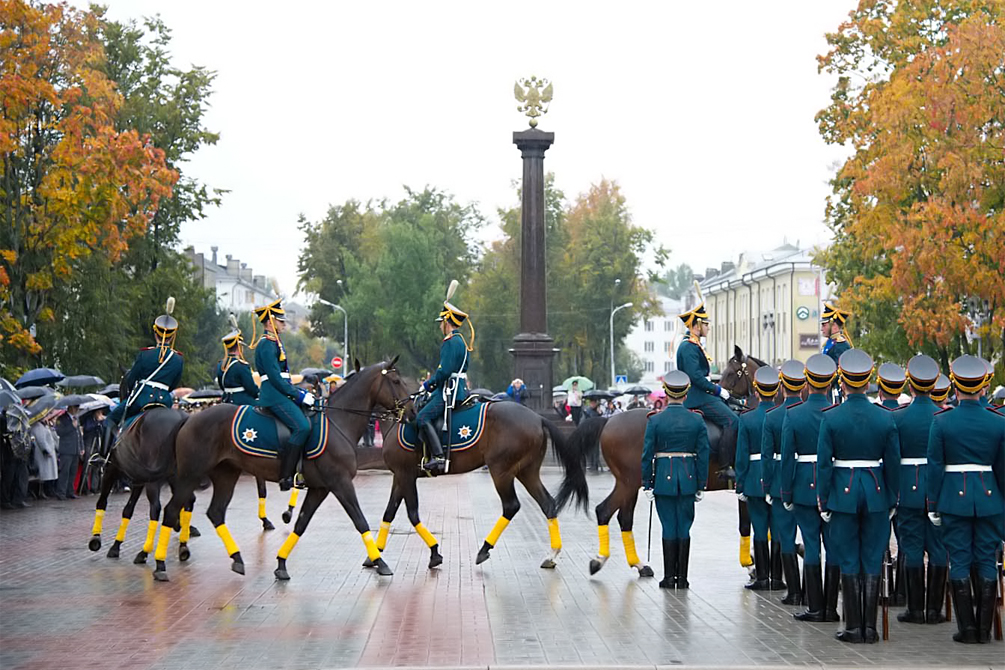
Відкриття стели «Місто військової слави»
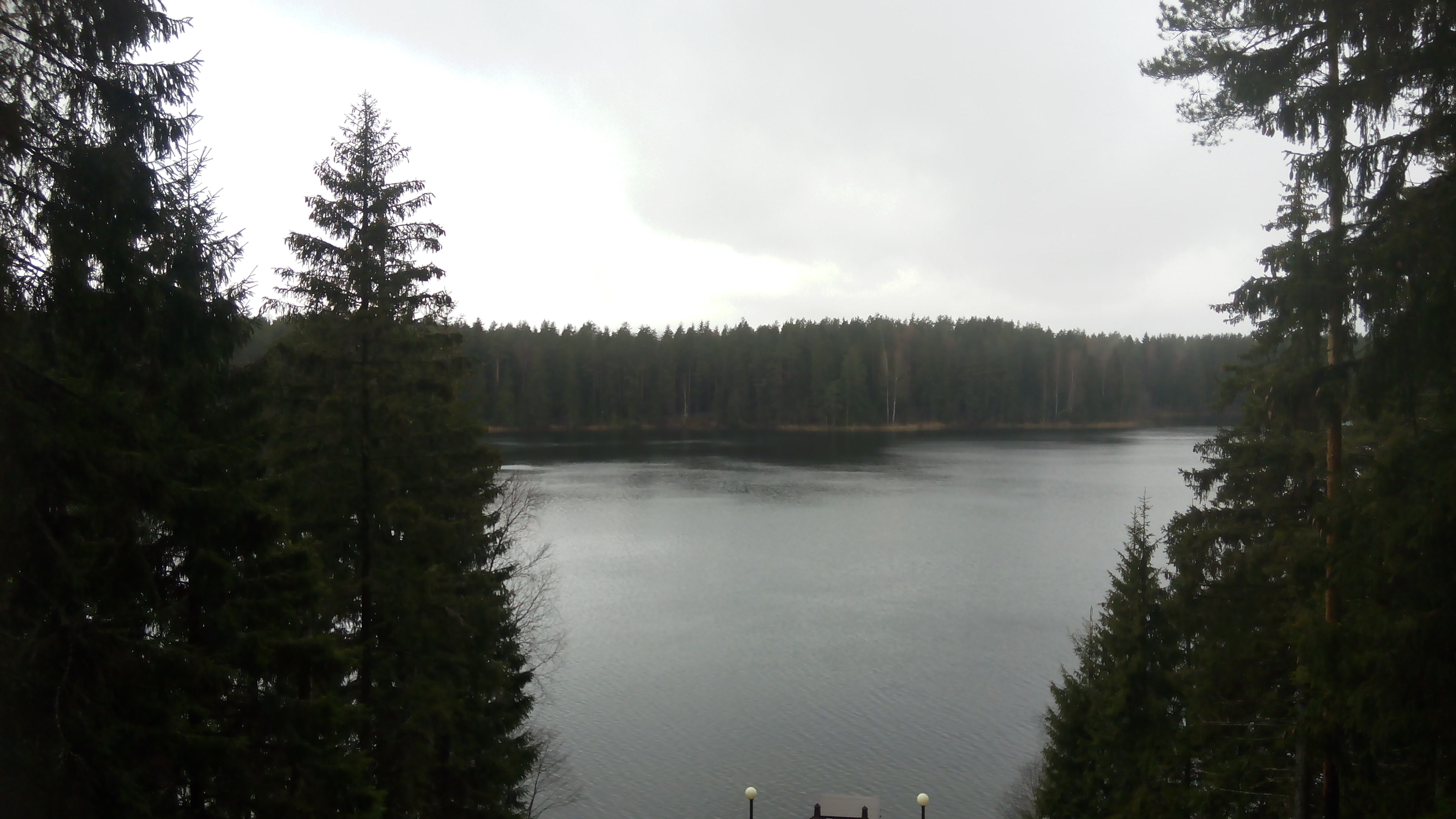
Вид на озеро Ужин з президентської резиденції

8 січня 2014 року в розпал подій на Майдані на Валдаї в президентській резиденції Довгі Бороди на Валдаї проводили таємні перемови український і російський президенти Віктор Янукович і Володимир Путін, результатом яких стали прийняття 16 січня «диктаторських законів».
Згідно проведеної адміністративної реформи, в межах адміністративно-територіальних одиниць Новгородської області було затверджено 142 муніципальні утворення, з яких на кінець 2020 року існувало 120. У березні 2020 року на муніципальні округи були перетворені Волотовський, Марьовський, Солецький і Хвойнинський муніципальні райони.

### Археологія
- (англ.) Juškova M. North–Western Russia before its Settling by Slavs (8th Century BC – 8thCentury AD) // The Slavicization of the Russian North: mechanisms and chronology. — Helsinki : Departement of Slavonic and Baltic Languages and Literatures, 2006.

- (рос.) Арциховский А. В. Археологическое изучение Новгорода // Труды Новгородской археологической экспедиции. — М., 1956. — Т. 1. Материалы и исследования по археологии СССР, № 55. Архівовано з джерела 25 вересня 2006.
- (рос.) Буров В. А. Городище Варварина Гора: Поселение I-V и XI-XIV веков на юге Новгородской земли. — М. : Наука, 2003. — 470 с. — ISBN 5-02-008848-X.
- (рос.) Зимина М. П. Каменный век бассейна реки Мсты. — М. : Координационно–методический центр прикладной этнографии Института этнологии и антропологии РАН, 1993.
- (рос.) Исланова И. В. Верхневолжье и Валдай // Восточная Европа в середине I тысячелетия н. э. — М. : Институт археологии РАН, 2007.
- (рос.) Конецкий В. Я. Этнокультурные процессы 2–й половины I тыс. н. э. на Северо–Западе: итоги и перспективы изучения // У истоков русской государственности. — СПб. : Дмитрий Буланин, 1997.
- (рос.) Макарий (Миролюбов), архиеп. Археологическое описание церковных древностей в Новгороде и его окрестностях. — М. : Типография В. Готье, 1860.
- Пронин Г. Н., Мильков В. В. Раскопки древнерусских памятников в Новгородской области // Краткие сообщения Института археологии АН СССР. — М., 1981. — Вип. 164.
- (рос.) Токмаков И. Ф. Материалы для исторического и церковно–археологического описания Новгородской губернии. — Новгород : Типография Новгородского Губернского правления, 1883–1892.

### Середньовіччя
- (рос.) Великий Новгород. История и культура IX–XVII вв. : энциклопедический словарь. — СПб. : Нестор–История, 2009.
- (рос.) Веретенников А. М. Великий Новгород и Псков. — М. : Вече, 2003.
- (рос.) Янин В. Л. Берестяная почта столетий. — М. : Педагогика, 1979. — 141 с. — (Учёные — школьнику)
- (рос.) Янин В. Л. У истоков Новгородской государственности. — Великий Новгород : Новгородский гос. университет им. Ярослава Мудрого, 2001.
- (рос.) Янин В. Л. Очерки истории средневекового Новгорода. — М. : Языки славянских культур, 2008. — ISBN 978-5-9551-0256-6.

### Нова доба
- (рос.) Аничков И. В. Обзор помещичьих усадеб Новгородской губернии. — Новгород : Губернская типография, 1916.
- (рос.) Великий Новгород в иностранных сочинениях XV — нач. XX века / Сост. Г. М. Коваленко. — М. : Издат. дом «Стратегия», 2005.
- (рос.) Неволин К. А. О пятинах и погостах новгородских в XVI веке, с приложением карты // ЗапискиРусского географического общества. — СПб. : Типография Императорской Академии наук, 1853. — Т. 8.
- Пилявский В. И. Новгородские военные поселения // Новгородский исторический сборник. — Новгород : [б. и.], 1959. — Вип. 9.
- (рос.) Подобед Л. В. Боровичские усадьбы и их обитатели. — СПб. : Астерион, 2006.
- (рос.) Селин А. А. Историческая география Новгородской земли в XVI–XVIII вв. Новгородский и Ладожский уезды Водской пятины. — СПб. : Дмитрий Буланин, 2003.
- (рос.) Скрынников Р. Г. Трагедия Новгорода. — М. : Изд-во им. Сабашниковых, 1994. — 188 с. — ISBN 5-8242-0033-5.

### Новітня історія
- (рос.) Смирнов В. Г. Великая Отечественная война на Новгородской земле. — М. : Вече, 2020.

### Історія культури і мистецтв
- (рос.) Архитектурное наследие Великого Новгорода и Новгородской области / под ред. М. И. Мильчика. — СПб. : СПАС: Лики России, 2008.
- Арциховский А. В. Новгородские ремесла // Новгородский исторический сборник. — Новгород : [б. и.], 1939. — Вип. 6.
- (рос.) Бочаров Г. Н. Прикладное искусство Новгорода Великого. — М. : Наука, 1969.
- (рос.) Булкин В. А. Архитектурно–строительная ситуация в новгородском зодчестве конца XII – начала XIII вв. // Генезис и развитие феодализма в России. — Л. : Изд-во ЛГУ, 1987.
- (рос.) Гордин А. М. Иконостас в Новгородской епархии в XI–XIII вв. // Дивинец Староладожский. — СПб. : Издательство Санкт–Петербургского университета, 1997.
- (рос.) Декоративно–прикладное искусство Великого Новгорода : художественный металл XVI–XVII вв. — М. : Наука, 2008.
- (рос.) Иконы Великого Новгорода XI — начала XVI в. — М. : Северный паломник, 2008.
- (рос.) Кирпичников А. Н. Каменные крепости Новгородской земли. — Л. : Наука, 1984.
- (англ.) Ковалев Б. Н. Повседневная жизнь населения России в период нацистской оккупации. — М. : Молодая гвардия, 2011. — 656 с. — (Живая история: Повседневная жизнь человечества) — 4000 прим. — ISBN 978-5-235-03451-8.
- (рос.) Комеч А. И. Два направления в новгородской архитектуре начала XII в. // Средневековое искусство. Русь. Грузия. — М. : Наука, 1978.
- (рос.) Красноречьев Л. Е., Тынтаева Л. Я. «…Как мера и красота скажут»: памятники древнего деревянного зодчества Новгородской области. — Л. : Лениздат, 1971.
- (рос.) Лихачев Д. С. Новгород Великий: Очерк истории культуры Новгорода XI–XVII вв. — М. : Советская Россия, 1959.
- Максимов П. Н. Зарубежные связи в архитектуре Новгорода и Пскова XI — начала XVI вв // Архитектурное наследство. — М. : Издательство литературы по строительству, архитектуре и строительным материалам, 1960. — Вып. 12.
- (рос.) Материалы Свода памятников истории и культуры РСФСР. Новгородская область. — М. : НИИ культуры, 1986.
- (рос.) Петров Д. А., Седов В. В. Конструктивная типология новгородских крестовокупольных храмов XVI в. // Земля Псковская, древняя и социалистическая. — Псков : [б. и.], 1988.
- (рос.) Седов В. В. Об иконографии внутреннего пространства новгородских храмов XIII – начала XVI вв. // Иконография архитектуры. — М. : ВНИИ теории архитектуры и градостроительства, 1990.
- (рос.) Секретарь Л. А. Монастыри Великого Новгорода и окрестностей. — М. : Северный паломник, 2011.